# الإمبراطورية البرتغالية
الإمبراطورية البرتغالية (بالبرتغالية: Império Português)، وتُعرف أيضًا باسم إمبراطورية ما وراء البحار البرتغالية (بالبرتغالية: Ultramar Português) أو إمبراطورية البرتغال الاستعمارية (بالبرتغالية: Império Colonial Português) أطول الإمبراطوريات الأوربية الاستعمارية الحديثة عمرًا، فقد استمرت قرابة ستة قرون، بدايةً من احتلال سبتة سنة 1415 إلى تسليم ماكاو سنة 1999 إلى الصين. امتدت رقعة الإمبراطورية في أرجاءٍ واسعةٍ من العالم وهي تشكل الآن جزءًا من أراضي 53 دولة مستقلة. بزغت الإمبراطورية إلى الوجود في القرن الخامس عشر، ومع بداية القرن السادس عشر امتدت مستعمراتُها حول العالم، فشملت قواعدُها أميركا الشمالية والجنوبية وإفريقيا ومناطق عدة في آسيا وأوقيانوسيا.
نشأت الإمبراطورية البرتغالية في بداية عصر الاستكشاف مع تمدد قوة مملكة البرتغال وتأثيرها حول العالم في نهاية المطاف. شرع البحارة البرتغاليون في استكشاف الساحل الأفريقي وأرخبيلات المحيط الأطلسي منذ 1418-1419 مع سقوط الأندلس، باستخدام أحدث التطورات الملاحية والخرائط والتقنيات البحرية مثل سفن الكارافيل، وذلك من أجل استكشاف طريق بحري إلى مصدر تجارة التوابل، حيث عبر بارتولوميو دياز رأس الرجاء الصالح في 1488، ثم وصل فاسكو دا غاما إلى الهند في 1498. وتمكن بيدرو ألفاريز كابرال في 1500 من الوصول ليابسة أمريكا الجنوبية إما عن طريق الصدفة أو بتخطيط ملكي سري، ليكتشف ما ستصبح لاحقًا البرازيل. استمر البحارة البرتغاليون على مر العقود التالية في اكتشاف السواحل والجزر في شرق آسيا مؤسسين حصونًا ومصانعَ أينما ذهبوا. ولم تمر سنة 1571 حتى كانت هناك سلسلة من المواقع البحرية تربط لشبونة بناغاساكي على طول سواحل إفريقيا والشرق الأوسط والهند وآسيا، كما جلبت تلك الشبكة التجارية ثروةً كبيرةً للبرتغال كان لها تأثيرٌ إيجابيٌّ على النمو الاقتصادي للبرتغال (1500-1800) إذ شكلت زهاء خُمس الدخل البرتغالي للفرد.
بدأ اتحاد دام ستين عامًا بين البرتغال وإسبانيا عرف لاحقًا في التاريخ باسم الاتحاد الإيبيري مع تربع فيليب الثاني ملك إسبانيا (فيليب الأول ملك البرتغال) على عرش البرتغال في 1580. كان اتحادًا للعرشين ممثلاً بالملك فقط مع استمرار استقلال إدارة كل مملكة منهما. تعرضت المستعمرات البرتغالية بعدما تربع ملك إسبانيا على عرش البرتغال لهجماتٍ من ثلاث قوى أوروبية تُعادي إسبانيا وهي الجمهورية الهولندية وإنجلترا وفرنسا، فوجدت البرتغال نفسها عاجزة عن الدفاع عن محطات التجارة المتناثرة الخاصة بها لقلة عدد سكانها، فبدأت الإمبراطورية انهيارًا تدريجيًا طويلًا. أصبحت البرازيل مع مرور الوقت أكثر المستعمرات قيمةً في العصر الثاني للإمبراطورية (1663-1825)، ولكنها استقلت في 1822 في خضم موجة الاستقلال التي اجتاحت الأمريكتين في بداية القرن التاسع عشر.
يغطي العصر الثالث للإمبراطورية المرحلة الأخيرة من الاستعمار البرتغالي بعد استقلال البرازيل، إذ تحولت الممتلكات الاستعمارية في ذلك الوقت إلى حصونٍ ومزارعَ على طول الساحل الإفريقي (والتي تمددت للداخل أثناء التدافع على إفريقيا في نهاية القرن التاسع عشر)، بجانب تيمور البرتغالية، والأراضي الحبيسة في الهند (الهند البرتغالية) والصين (ماكاو البرتغالية). أدى الإنذار البريطاني في 1890 إلى تقليص طموحات البرتغال في إفريقيا.
بذلت دكتاتورية إستادو نوفو محاولات غير ناجحة في التشبث بمستعمراتها الأخيرة تحت حكم أنطونيو سالازار (1932-1968). أعاد النظام تسمية مستعمراته إلى "أقاليم أعالي البحار" مع استمرار نظام العمل القسري الذي لم يُستثنَ منه سوى قلة من الطبقة العليا للشعوب الأصلية. استولت داهومي في أغسطس 1961 على حصن ساو خواو بابتيستا دي أخودا، واستولت الهند على غوا ودامان وديو في ديسمبر من العام نفسه. استمرت حروب البرتغال الاستعمارية في إفريقيا منذ 1961 وحتى إسقاط نظام إستادو نوفو في 1974. أدت ثورة القرنفل في أبريل 1974 في لشبونة إلى إنهاء الاستعمار البرتغالي لإفريقيا وإلى احتلال إندونيسيا لتيمور الشرقية. أدى إنهاء الاستعمار إلى نزوح كل المستعمرين البرتغاليين تقريبًا والعديد من الأشخاص ذوي الأعراق المختلطة من المستعمرات. أعادت البرتغال ماكاو إلى الصين في 1999. لم يبق من هذه المناطق تحت الحكم البرتغالي حتى اليوم سوى جزر الأزور وجزيرة ماديرا وهي ذات أغلبية سكانية برتغالية ساحقة، والتي غيرت لشبونة تقسيمهما الإداري من "أقاليم أعالي البحار" إلى "مناطق حكم ذاتي". تعتبر مجموعة البلدان الناطقة بالبرتغالية هي الوريث الثقافي للإمبراطورية البرتغالية، على غرار دول الكومنولث بالنسبة للبلدان التي كانت سابقًا جزءًا من الإمبراطورية البريطانية.

## التاريخ والاستعمار

### خلفية تاريخية (1139-1415)
يرجع أصل مملكة البرتغال إلى بداية سقوط الأندلس أو الانهيار التدريجي للحكم الإسلامي في شبه الجزيرة الإيبيرية. أكملت البرتغال، بعدما ترسخت كمملكة مستقلة في 1139، استيلاءها على الأراضي الإسلامية بغزوها لإقليم الغرب سنة 1249، ولكن ظلت قشتالة المجاورة تهدد استقلالها حتى توقيع معاهدة أيلون في 1411.
توجهت أنظار البرتغال نحو أعالي البحار وأراضي المسلمين في بلاد المغرب نتيجة انتهاء الأخطار المهددة لوجودها ولعدم انخراطها في حروب الدول الأوروبية الأخرى. كانت للبرتغال دوافع عدة في هجومها الأول على الدولة المرينية في المغرب الأقصى، إذ كانت فرصة لاستمرار الحملة الصليبية المسيحية ضد الإسلام، كما مثلت مجدًا في ميدان المعركة وغنائمَ حربٍ كبيرةٍ، وكذلك فرصة لتوسع التجارة البرتغالية لحل مشكلة الانهيار الاقتصادي بالبرتغال.
غزت البرتغال سبتة في 1415، وهي حصن إسلامي في المغرب على ساحل البحر المتوسط. تكلل الغزو بالنجاح ومثل أولى خطوات التوسع العسكري البرتغالي خارج شبه الجزيرة الإيبيرية، ولكن اتضح أنه كان مكلفًا إذ اضطرت البرتغال للدفاع عنها ضد قوات المسلمين الذين سرعان ما حاصروها. لم يتمكنِ البرتغاليون من استخدام سبتة قاعدةً لدعم توسعهم داخل الأراضي المغاربية، كما أن قوافل التجارة عبر الصحراء غيرت طريقها مستغنية عن سبتة إلى محطات تجارية إسلامية أخرى.

### الإمبراطورية البرتغالية الأولى (1415-1663)
قرر البرتغاليون الاحتفاظ بسبتة مع الاستمرار في استكشاف الساحل الإفريقي الأطلسي، على الرغم من أنها مثلت خيبة أمل لهم. كان الإنفانتي الدون هنري الملاح أحد داعمي هذا القرار بعد مشاركته في احتلال سبتة وقيادته ترويج وتمويل الاستكشاف البحري البرتغالي حتى وفاته في 1460. في ذلك الوقت لم يعرف الأوروبيون ما يقع خلف رأس بوجادور على الساحل الإفريقي. وكان هنري يرغب في معرفة إلى أي مدى تمتد الأراضي الإسلامية في إفريقيا، وما إذا كان بالإمكان الوصول لآسيا عبر البحر للوصول إلى مصدر تجارة التوابل الرائجة، وربما للانضمام إلى مملكة الكاهن يوحنا التي دارت حولها الشائعات منذ القرون الوسطى أنها في الهند. وسرعان ما تمكنت البرتغال من الوصول إلى جزيرة ماديرا (1419) وجزر الأزور (1427) بتمويل من هنري نفسه، وشرعت في إعمارها وإنتاج القمح لتصديره إلى البرتغال.
وسرعان ما جلبت سفنها بضائعَ ذات قيمة عالية كالذهب والسكر والفلفل والقطن والعاج والعبيد إلى السوق الأوروبية. وفي خضم عملية توسيع طرق التجارة رسم الملاحون البرتغاليون أجزاءً كانت مجهولة من إفريقيا، وبدأوا في استكشاف المحيط الهندي. فقد وصلت حملة قادها بييرو دا كوفيليا إلى الهند في 1487، لبحث فرص التجارة مع العرب والهنود ووصلت في النهاية إلى الحبشة. كان تقرير دا كوفيليا محل اهتمام شديد في لشبونة التي سرعان ما أصبحت المركز الأهم للجغرافيا وطرق التجارة في العالم.

#### رحلات استكشاف الساحل الإفريقي

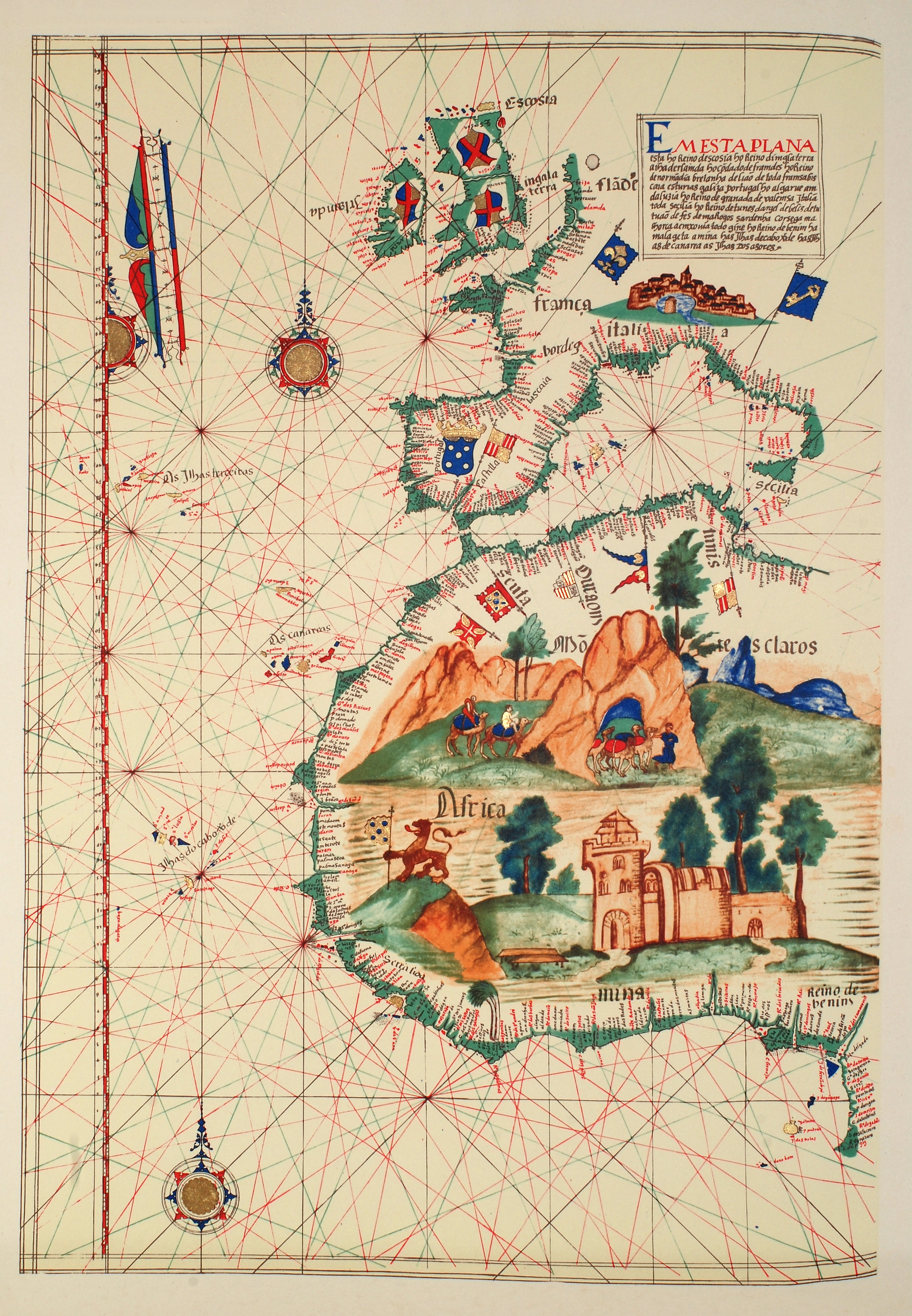
خريطة غرب إفريقيا للازارو لويس (1563). القلعة الكبيرة في غرب إفريقيا هي قلعة ألمينا

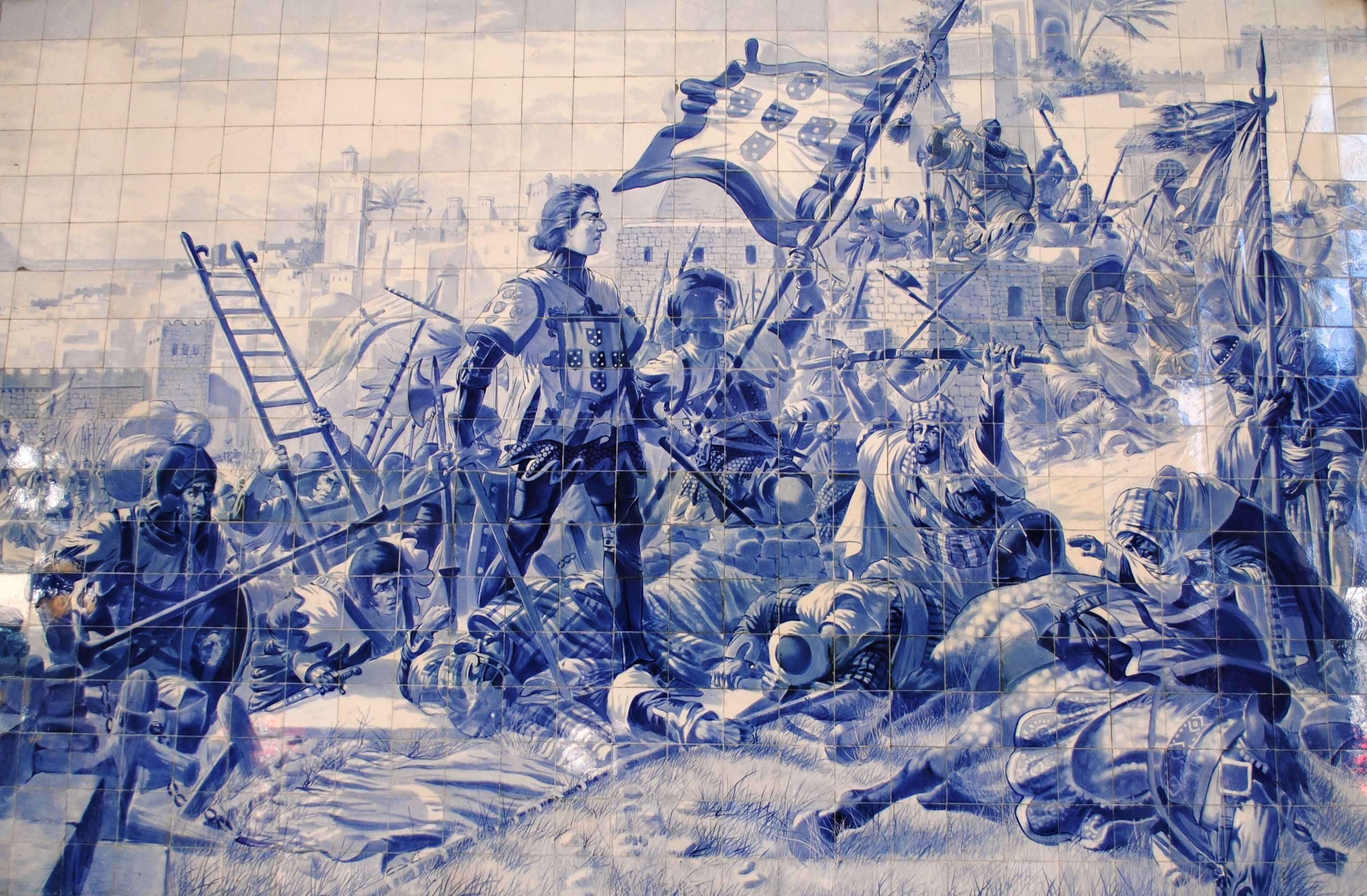
مَثَل غزو سبتة بقيادة هنري الملاح في 1415 بداية الإمبراطورية البرتغالية.

تبددت المخاوف بشأن ما يقع خلف رأس بوجادور، وما إذا كان بالإمكان العودة بعد عبوره، في 1434. وذلك عندما عبره غيل إينيس أحد قباطنة الإنفانتي هنري. حيث أصبح من السهل الاستكشاف على طول الساحل، بعد التغلب على هذا الحاجز النفسي. منح بطرس دوق قلمرية (شقيق هنري الملاح وحاكم المملكة في ذلك الوقت) لهنري حق الملاحة والحرب والتجارة في الأراضي جنوب رأس بوجادور في 1443. أُقر ذلك الحق لاحقًا بمرسومين بابويين «دوم ديفيرساس (1452) ورومانوس بونتيفكس (1455)» مما منح البرتغال حق التجارة في الأراضي المكتشفة حديثًا. عجل بهذا المشروع التقدم الكبير الممثل في اختراع الكارافيل في منتصف القرن الخامس عشر، وهي سفينة يمكن الإبحار بها عكس الرياح أكثر من أي سفينة أوروبية في ذلك الوقت. وصل الملاحون البرتغاليون -باستخدام هذه التقنية البحرية الحديثة- جنوبًا لنقاط عرض غير مسبوقة، بمعدل درجة عرض سنويًا في المتوسط. حيث وصلوا إلى السنغال وشبه جزيرة الرأس الأخضر في 1445.
كانت جزيرة أرغين قرب ساحل موريتانيا أول مركز تجاري تؤسسه البرتغال في أعالي البحار في 1445 بهدف جذب التجار المسلمين ولاحتكار طرق التجارة إلى شمال إفريقيا. في 1446 واصل ألفارو فيرنانديز المضي قدمًا ليصل إلى سيراليون الحالية، وخليج غينيا في ستينات القرن الخامس عشر. كانت جزر الرأس الأخضر التالية على قائمة الاكتشافات في 1456 واستُعمرت في 1462.
بدأ التوسع في قصب السكر في ماديرا في 1455 بعد استقدام مستشارين من صقلية ورؤوس أموال من جنوة لإنتاج "الملح الحلو" النادر في أوروبا. كان للتجار الجنويون والفلمنكيون حقول في الغرب، لذا فقد جذبهم قرب ماديرا للتخلص من احتكار البندقية. بدأ استخدام العبيد لتصل نسبتهم في ماديرا إلى 10% من إجمالي السكان في القرن السادس عشر. كان لأنتويرب بحلول عام 1480 قرابة سبعين سفينة مشتركة في تجارة السكر من ماديرا، وبحلول عام 1490 تخطت ماديرا قبرص لتصبح أكبر منتج للسكر. جذب نجاح تجار السكر مثل بارتولوميو مارتشيوني استثمارات تجار آخرين في ماديرا.
منح أفونسو الخامس ملك البرتغال حق احتكار التجارة في خليج غينيا للتاجر فيرناو غوميز، بعد وفاة الأمير هنري في 1469 ونتيجة ضآلة عوائد الاكتشافات في إفريقيا. كان على غوميز اكتشاف 160 كم من الساحل كل سنة لمدة خمسة أعوام، وهو ما أسفر عن اكتشاف جزر خليج غينيا متضمنة ساو تومي وبرينسيب، كما اكتشف تجارة طمي الذهب الرائجة بين السكان والتجار العرب والبربر في الميناء الذي كان يُسمى ألمينا (المنجم) فأسس مركزًا للتجارة هناك. نمت التجارة بين ألمينا والبرتغال على مدار عقدٍ من الزمان. وقد حاول أسطول قشتالي كبير إحكام السيطرة على هذه التجارة المربحة في خضم حرب الخلافة القشتالية، لكنه مُني بهزيمة فادحة في 1478 في معركة غينيا التي أكدت على سيطرة البرتغال الحصرية عليها. قرر الملك المتوج حديثًا جواو الثاني في 1481 إقامة قلعة ألمينا لحماية هذه التجارة التي أصبحت احتكارًا ملكيًا. عبر بحارون بدعم من فرناو غوميز خط الاستواء في 1473، كما عبر ديوغو كاو نهر الكونغو في 1482 ليحدث أول اتصال بين البرتغاليين ومملكة الكونغو، وسرعان ما توطدت العلاقات بينهما. واصل كاو طريقه خلال حملته (1485-1486) ليصل إلى كيب كروس (في ناميبيا الحالية) قرب مدار الجدي.
عبر بارتولوميو دياز في 1488 رأس الرجاء الصالح، وبلغ نهر السمك العظيم على الساحل الإفريقي، ليدحض الرأي السائد منذ بطليموس بأن المحيط الهندي بحر حبيس. سافر بييرو دا كوفيليا في الوقت ذاته برًا في السر ليصل إلى الحبشة، في إشارة إلى أن الطريق البحري للهند أصبح أمرًا وشيكًا.
ترك البرتغاليون خلفهم، بعدما استكشفوا سواحل إفريقيا، سلسلة من البادراوس، وهي أحجار على شكل صليب نُقش عليها شعار نبالة البرتغال كإعلام عن أحقيتهم، كما بنوا حصونًا ومراكز تجارة درَّت عليهم الربح من تجارة الذهب وتجارة العبيد. احتكرت البرتغال تجارة العبيد من إفريقيا عبر البحر لأكثر من قرن، إذ صدّرت أكثر من 800 عبد سنويًا حضر أغلبهم إلى العاصمة البرتغالية لشبونة التي سرعان ما شكل العبيد 10% من سكانها.

#### معاهدة توردسيلاس (1494)
أدى اكتشاف كريستوفر كولومبوس للعالم الجديد في 1492 لصالح إسبانيا، والذي ظن أنه آسيا، إلى نزاع بين البرتغاليين والإسبان انتهى بمعاهدة توردسيلاس في 1494، والتي قسمت العالم خارج أوروبا إلى نصفين في صورة احتكار ثنائي حصري بين البرتغاليين والإسبان على خط الطول بين الشمال والجنوب 370 فرسخ، أو 970 ميلاً (1560 كم)، غرب جزر الرأس الأخضر. غير أنه لم يكن بالإمكان في ذلك الوقت قياس خطوط الطول بدقة، وهو ما أدى إلى نزاعات حدودية بين الدولتين حتى 1777.
يعتقد المؤرخون أن إكمال هذه المفاوضات مع إسبانيا هو أحد الأسباب التي أدت إلى عدم تكرار البرتغال لرحلة دياز نحو رأس الرجاء الصالح لتسع سنوات تلتها، وإن كانت هناك تكهنات بأن الرحلات استمرت لكنها كانت سرية. على أي حال فقد تحقق للبرتغال هدفها الأكبر بإيجاد طريق بحري لآسيا في رحلة بحرية تاريخية قادها فاسكو دا غاما.

#### دخول البرتغاليين إلى المحيط الهندي

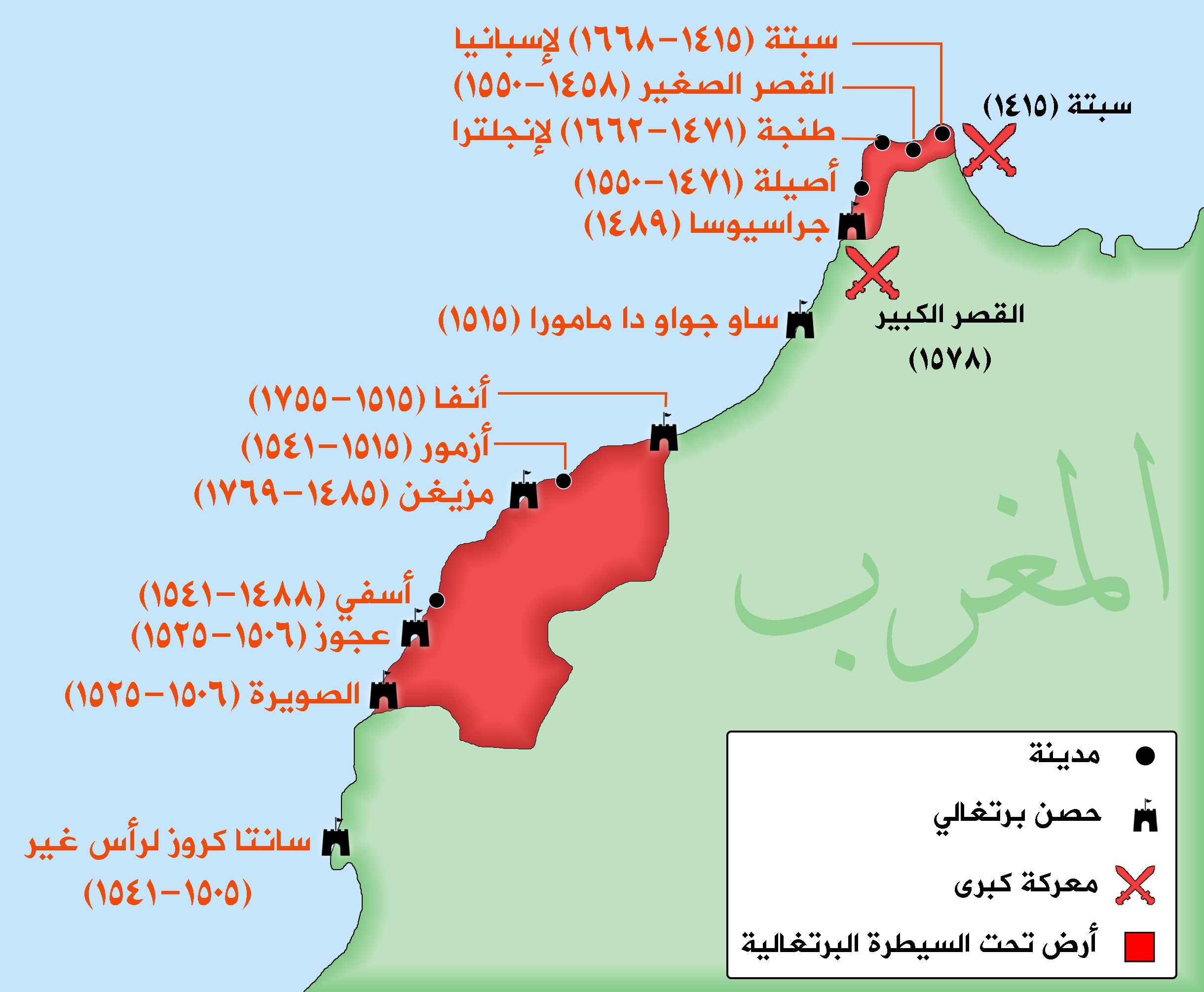
ممتلكات البرتغال في شمال إفريقيا

غادر أسطول فاسكو دا غاما البرتغال في 1497 وعبر رأس الرجاء الصالح وأكمل بمحاذاة الساحل الشرقي لإفريقيا، حيث اصطحب دليلًا محليًا ليقوده إلى المحيط الهندي للوصول إلى كاليكوت (عاصمة المملكة التي حكمها سامري كاليكوت). انطلقت الرحلة الثانية إلى الهند في 1500 والتي قادها بيدرو ألفاريز كابرال. اتبع بيدرو نفس مسار غاما بمحاذاة الساحل الغربي لإفريقيا في المحيط الأطلسي، لكنه وصل إلى البرازيل. كان هذا على الأرجح اكتشاف بمحض الصدفة، ولكن يُقال أن البرتغاليين كانوا على علم بوجود البرازيل وأنها كانت على جانبهم في معاهدة تورسدياس. نصح كابرال ملك البرتغال باستعمار هذه الأرض فانطلقت رحلتان تاليتان في 1501 و1503. خلصت الرحلات الثلاث أن الأرض غنية بنبات باوبرازيل (خشب البرازيل) والذي اكتسبت الأرض اسمها لاحقًا منه، غير أن الفشل في إيجاد الذهب أو الفضة أدى إلى تركيز البرتغاليين على الهند. وقد وضع البرتغاليون نظام تصريح كارتاز في محاولة لتدعيم احتكار التجارة في المحيط الهندي في 1502، بمنح السفن التجارية الحماية من القراصنة والدول المعادية.
استفاد البرتغاليون من العداوة بين حاكم كوتشي وسامري كاليكوت، فأحسن استقبالهم واعتبرهم حلفاء وسمح لهم ببناء حصن إيمانويل (حصن كوتشي) وكذلك نقطة تجارية كانت أول مستقر أوروبي في الهند. أسس البرتغاليون مراكز تجارية في كل من تنغاسيري ومدينة كولام في 1502 والتي أصبحت مركز تجارة الفلفل، وبعد بناء المصانع في كوتشي وكانور، بنوا مصنعًا كذلك في كولام في 1503. في 1505 عين مانويل الأول ملك البرتغال فرانسيسكو دي ألميدا نائب ملك البرتغال على الهند مؤسسًا بذلك الحكومة البرتغالية في الشرق. غزا البرتغاليون أيضًا في هذا العام كانور حيث أسسوا حصن القديس أنغيلو، ووصل لورينسو دي ألميدا إلى سيلان (سريلانكا حاليًا) حيث اكتشف مصدر القرفة. أصبحت مملكة جفنا مركز اهتمام البرتغاليين، على الرغم من معارضة كنكيلي ملك جفنا التواصل مع البرتغاليين في بادئ الأمر، لمقاومتهم النشاطات التبشيرية ولأسباب لوجيستية كقربها من ميناء ترينكومالي. أصدر إيمانويل الأول في نفس السنة الأمر لألميدا بتحصين القلعة البرتغالية في كيرالا وفي إفريقيا الشرقية، والنظر في إمكانية بناء حصون في سريلانكا وملقا في ظل تنامي هجمات المسلمين في هذه المناطق وتهديدات السلطان المملوكي.
غزا أسطول برتغالي بقيادة تريستاو دا كونيا وأفونسو دي ألبوكيرك جزيرة سقطرى عند مدخل البحر الأحمر في 1506، ومسقط في 1507، ولكن نتيجة فشلهم في غزو مملكة هرمز، اتبعوا سياسة احتكار التجارة في المحيط الهندي. استكشف كونيا جزءًا من مدغشقر، كما استكشف موريشيوس برفقة ألبوكيرك على الأرجح. عمل كونيا وألبوكيرك كل على حدى بعد احتلال سقطرى، فبينما سافر كونيا بين الهند والبرتغال لأمور التجارة، فقد سافر ألبوكيرك إلى الهند ليصبح الحاكم بعد انتهاء مدة الثلاث سنوات الخاصة بألميدا. رفض ألميدا تسليم السلطة وألقى القبض على ألبوكيرك وظل حاكمًا حتى 1509.
ركز ألميدا على غرب الهند، على الرغم من أمر إيمانويل الأول بمواصلة استكشاف المزيد من الموارد في ملقا وسريلانكا أكثر، وخاصة سلطنة الكجرات بسبب شكه في تركز السلطة في أيدي تجار المنطقة. هجمت قوات السلطان المملوكي قانصوه الغوري مع قوات السلطان الكجراتي على القوات البرتغالية في ميناء شاول ما أدى إلى مقتل ابن ألميدا. ردًا على ذلك هجمت القوات البرتغالية ودمرت الأسطول المملوكي والكجراتي في معركة ديو في 1509.
قرر مانويل الأول ومجلسه في لشبونة، مع محاولات ألميدا المبدئية، تقسيم السلطة في المحيط الهندي إلى ثلاث مناطق؛ فأرسل ألبوكيرك إلى البحر الأحمر، وديوغو لوبيز دي سيكويرا إلى جنوب شرق آسيا سعيًا لعقد اتفاق مع سلطان ملقا، وخورجي دي أغويار ودوارتي دي ليموس إلى المنطقة بين رأس الرجاء الصالح وكجرات. غير أن هذه المناطق تركزت في يد أفونسو دي ألبوكيرك وظلت كذلك في عهد من حكموا بعده.

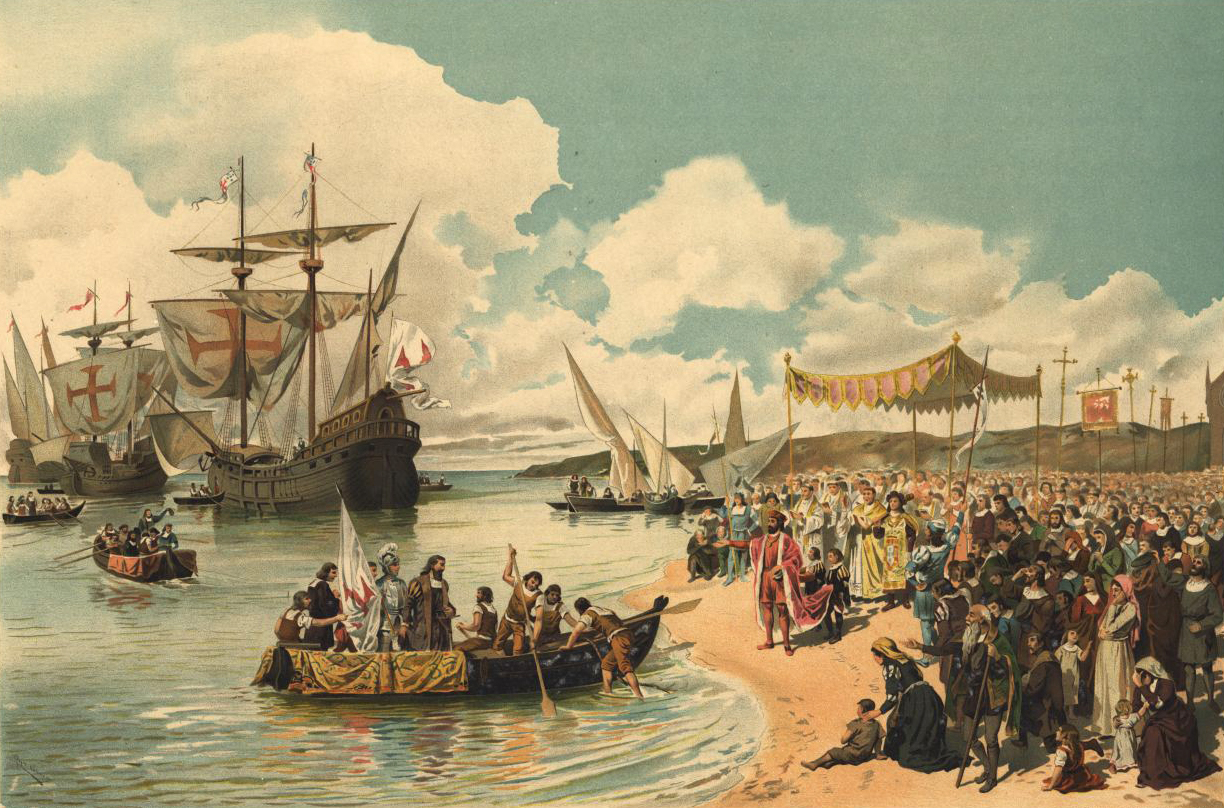
فاسكو دو غاما يبحر نحو الهند في 1497
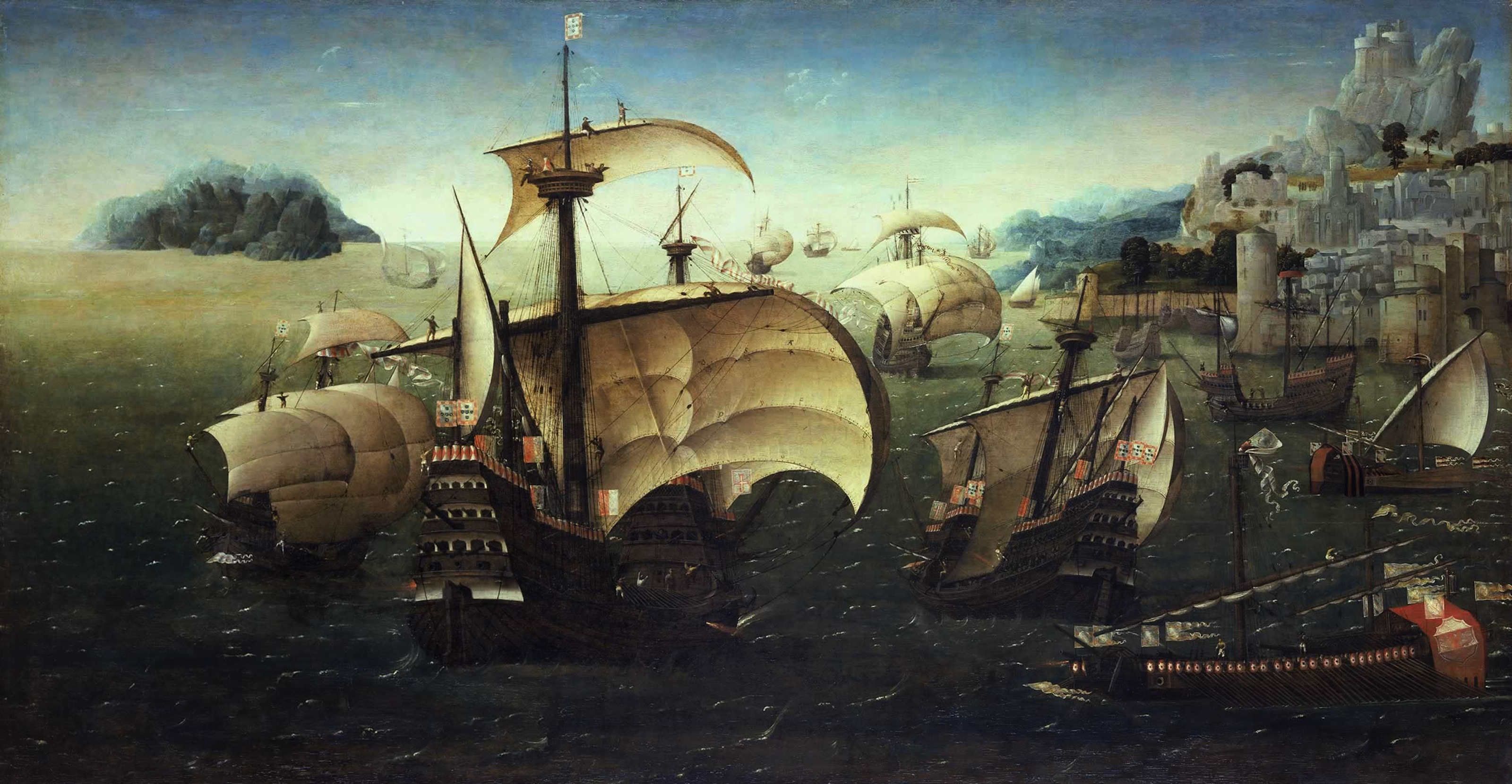
مثلت سفينة سانتا كاترينا دي مونتي سيناي قوة الأسطول البرتغالي.[هامش 5]
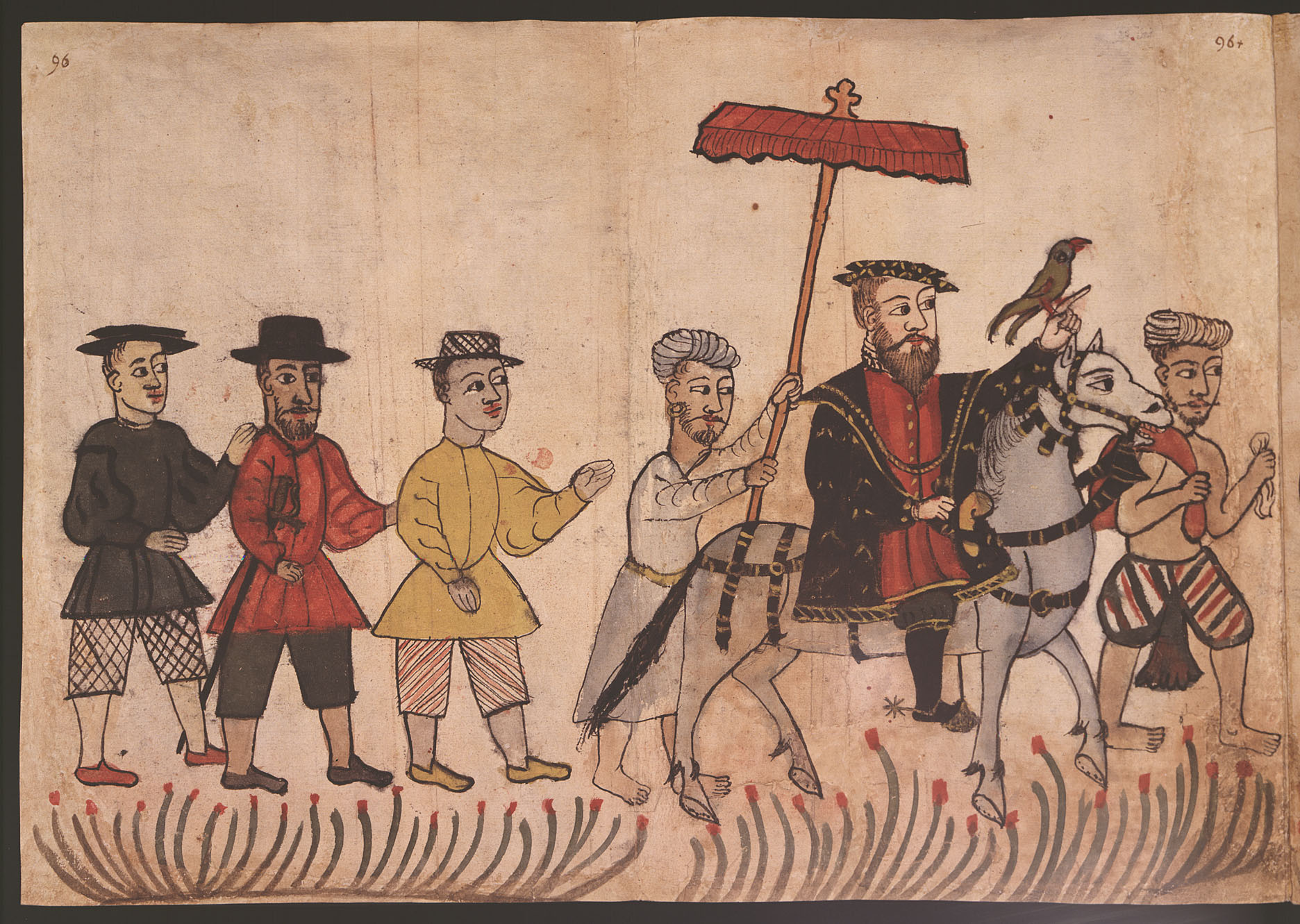
لوحة برتغالية من القرن السادس عشر تمثل أحد كبار الدولة البرتغاليين ومستشاريه في الهند.
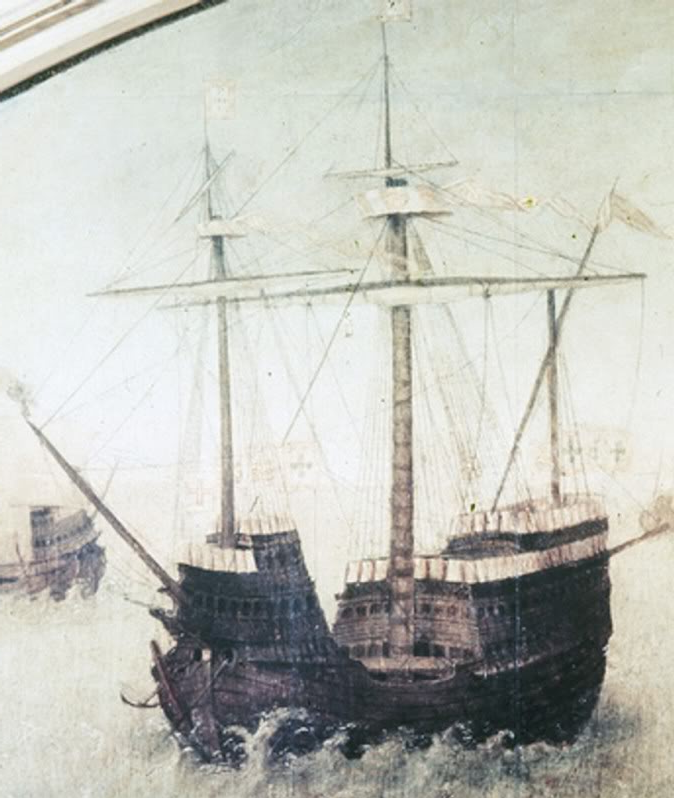
سفينة برتغالية ثقيلة من القرن السادس عشر.
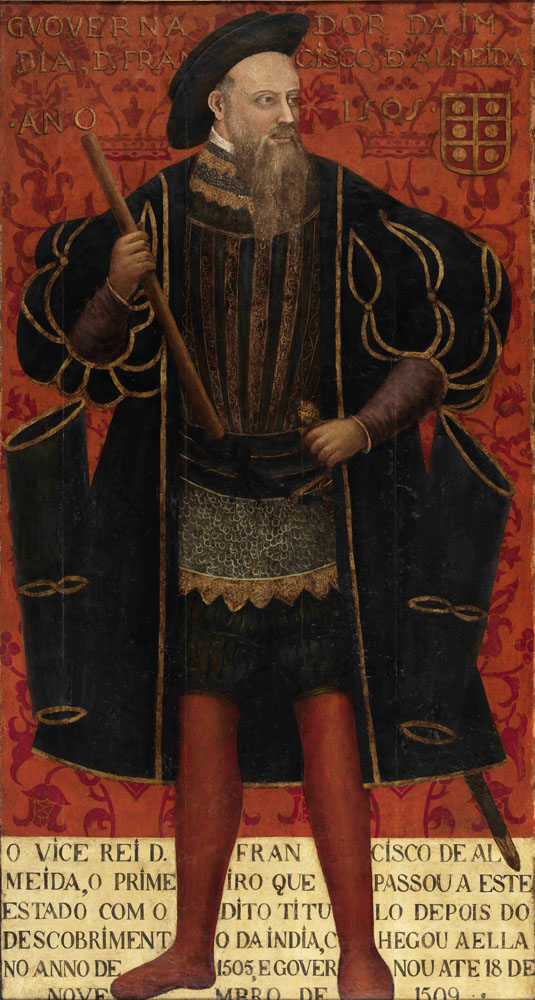
حاكم الهند الأول الدون فرانسيسكو دي ألميدا

#### التجارة مع سواحل آسيا وإفريقيا والمحيط الهندي

##### غوا وملقا وجنوب شرق آسيا

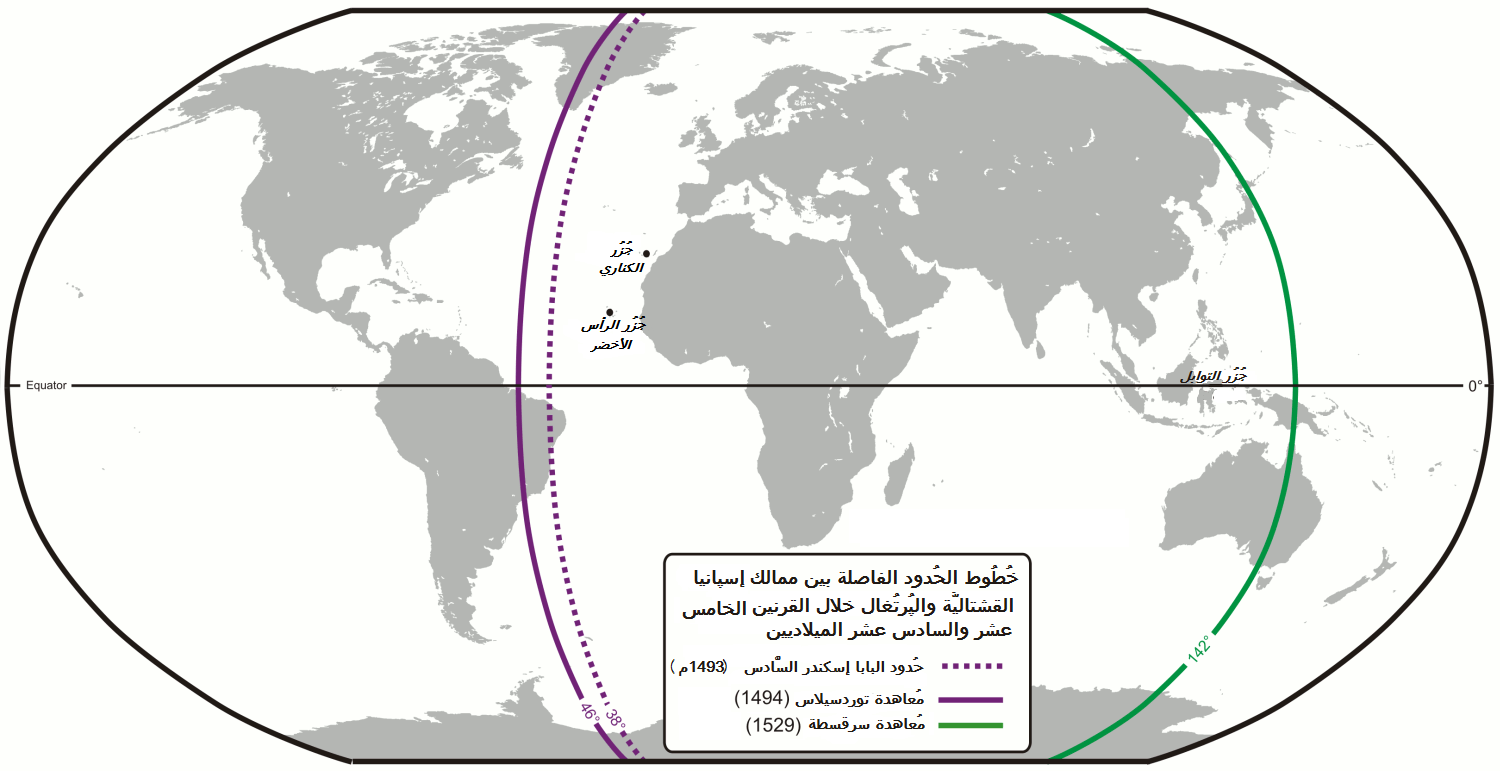
قسمت معاهدة توردسياس في 1494 العالم طوليًا بين تاج البرتغال وتاج قشتالة.

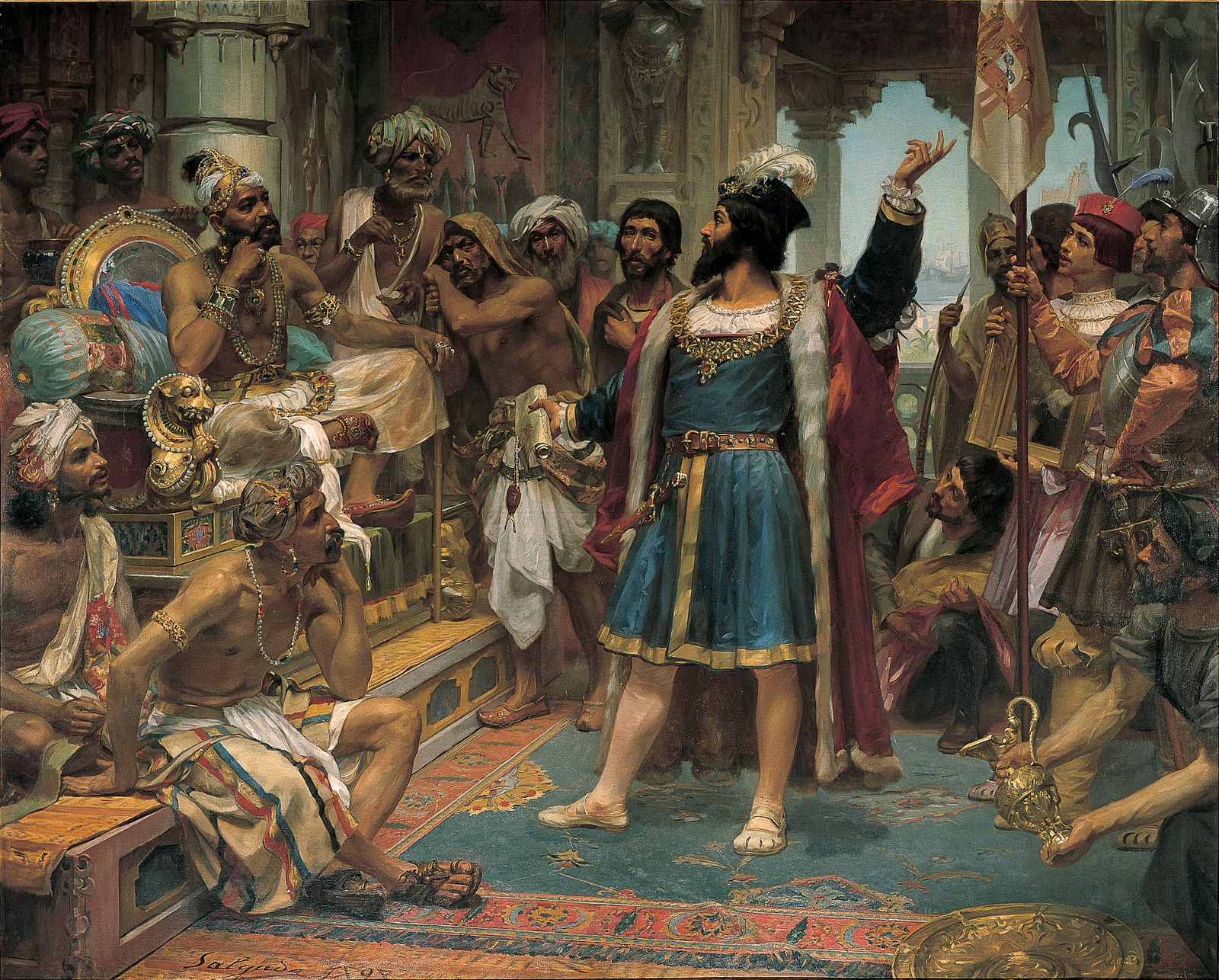
فاسكو دا غاما يقابل سامري كاليكوت. لوحة لفيلوسو ساغلادو 1898

أصبح ألبوكيرك -بحلول نهاية عام 1509- نائب الملك على الهند الشرقية وعاصمتها في جوا القديمة بعد أن اكتشف فاسكو دي غاما طريق رأس الرجاء الصالح. اهتم ألبوكيرك، على النقيض من ألميدا، بتقوية الأسطول، كما كان أكثر انصياعًا لمصالح المملكة، فكان أول أهدافه غزو غوا نظرًا لموقعها الإستراتيجي كحصن دفاعي بين كيرالا وكجرات وكذلك لشهرتها بتصدير الخيل العربية.
انتزع البرتغاليون غوا في البداية من سلطنة بيجابور في 1510 وسرعان ما استردتها السلطنة، إلا أن المدينة سقطت بيد البرتغاليين، بمساعدة القرصان المفوض الهندوسي تيموجي، في 25 نوفمبر من نفس العام. بدأ ألبوكيرك في جوا أول دار سك عملة برتغالية في الهند في 1510، كما شجع المستعمرين البرتغاليين على الزواج من النساء المحليات، وبنى كنيسة باسم القديسة كاترين (لأن المدينة سقطت في يوم عيدها) وحسّن العلاقات مع الهندوس بحماية معابدهم وتخفيض الضرائب المفروضة عليهم. حافظ البرتغاليون على علاقات ودية مع أباطرة إمبراطورية فيجاياناغارا في جنوب الهند.
أبحر ألبوكيرك إلى ملقا في شبه جزيرة الملايو في 1511. والتي كانت أكبر سوق للتوابل. وعلى الرغم من سيطرة الكجراتيون على التجارة، فإن الأتراك والفرس والأرمن والتاميل والأحباش كانوا يتاجرون هناك أيضًا. استهدف ألبوكيرك ملقا لعرقلة نفوذ المسلمين والبندقية في تجارة التوابل وزيادة نفوذ لشبونة هناك. استولى ألبوكيرك بحلول يوليو 1511 على ملقا وأرسل أنطونيو دي آبرو وفرانسيسكو سيراو (ومعهم فرديناند ماجلان) لاستكشاف الأرخبيل الإندونيسي.
أصبحت شبه جزيرة ملقا قاعدة إستراتيجية لتوسع التجارة البرتغالية مع الصين وجنوب شرق آسيا. بنى البرتغاليون بوابة ضخمة باسم آ فاموسا للدفاع عن المدينة. ومع معرفة ألبوكيرك بطموح سيام في ملقا، أرسل فورًا دوراتي فيرنانديز في مهمة دبلوماسية إلى مملكة أيوثايا (تايلاند الحديثة)، فكان أول أوروبي يصل إليها، لإقامة علاقات طيبة وتجارة بين المملكتين.
استمر البرتغاليون في الإبحار جنوبًا وشرعوا في استكشاف تيمور في 1512، فاكتشف خورخي دي مينيزيس غينيا الجديدة في 1526 وأسماها جزيرة بابوا. أمر جواو دي سيلفييرا أسطوله في 1517 بالتوجه صوب شيتاغونغ، وبحلول 1528 كان البرتغاليون قد أسسوا مستعمرة في شيتاغونغ. في النهاية ركز البرتغاليون عمليتهم على طول نهر هوغلي حيث اصطدموا بالمسلمين والهندوس والبرتغاليين المارقين المعروفين باسم التشاتينز.

##### الصين واليابان

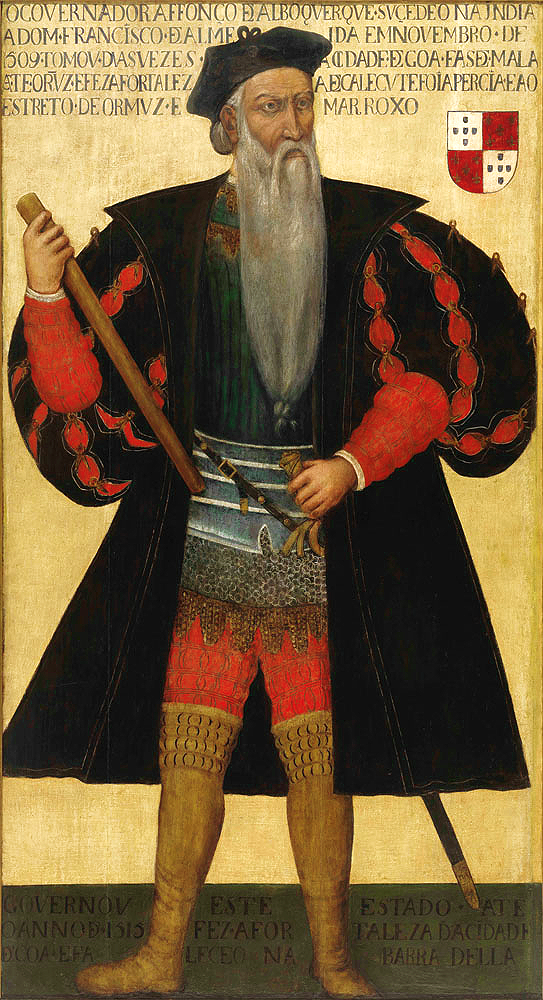
يعزى إلى أفونسو دي ألبوكيرك (ثاني حكام الهند) وضع أسس الحكم البرتغالي في الهند

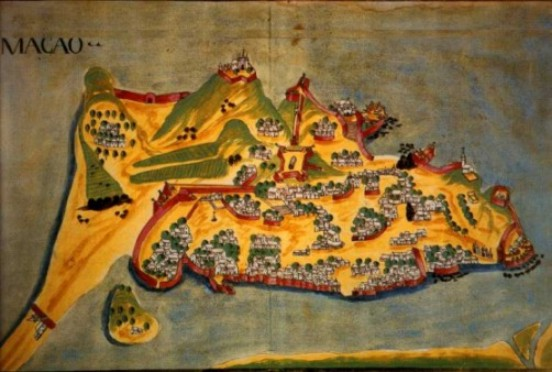
تمثيل لشبه جزيرة ماكاو من عام 1639 أثناء العصر الذهبي للاستعمار في ماكاو البرتغالية.

كان خورخي ألفاريز أول أوروبي يصل إلى الصين بحرًا، بينما كان الرومان أول من وصلوا برًا عبر آسيا الصغرى. كان ألفاريز أيضًا أول أوروبي يستكشف هونغ كونغ. وجه أفونسو دي ألبوكيرك (حاكم الهند البرتغالية) رفائيل بريستريلو للإبحار نحو الصين في 1514 لريادة العلاقات التجارية الأوروبية مع هذه الأمة.
مُني البرتغاليون بالهزيمة على يد سلالة مينغ الصينية في أولى محاولاتهم الحصول على مركز تجاري بالقوة في معركة تونمن في تاماو أو توين مون. ثم خسروا سفينتين في معركة سينكووان في جزيرة لانتاو في 1521. كذلك خسروا سفينتين في شوانغيو في 1548 مع أسر العديد منهم قرب شبه جزيرة دونغشان شبه جزيرة دونغشان. واستولى الصينيون على سفينتي جنك برتغاليتين وأسروا المغامر غاليوت بيريرا في 1549. استولى الصينيون من أسرة مينغ أثناء هذه المعارك على أسلحة من البرتغاليين المهزومين ثم عدلوها وأنتجوها بكميات ضخمة في الصين مثل البنادق ذات الفتيل والقربينة والتي أسموهما بنادق الطيور والمدفع الدوار الارتدادي الذي أسموه المدفع الفولانجي (نسبة إلى الفرنجة) لأن البرتغاليين كانوا معروفين لدى الصينيين باسم الفرنجة آنذاك. عاد البرتغاليون لاحقًا إلى الصين في سلام وقدموا أنفسهم على أنهم برتغاليين بدلاً من الفرنجة في المعاهدة الصينية البرتغالية (1554) واستأجروا ماكاو كمركز تجاري من الصين مقابل دفع مبلغ سنوي يقدر بمئات من قطع التايل الفضية إلى سلالة مينغ الحاكمة.
بدأت العوائق في الظهور بعد ذلك، على الرغم من التناغم والحماسة في البداية بين الثقافتين، بما في ذلك سوء الفهم والتعصب وحتى الأعمال العدائية. أجج المستكشف البرتغالي سيماو دي أندرادي العلاقات المتدهورة مع الصين بسبب أعمال القرصنة والاستيلاء على البضائع الصينية ومهاجمة مسؤول صيني واختطاف الصينيين، واتخذ من جزيرة تاماو حصنًا له. ادعى الصينيون أن تاماو اختطف البنات والأطفال الصينيين لاستغلالهم جسديًا وأكل لحومهم. أرسل الصينيون أسطولًا من سفن الجنك ضد الكارافيل البرتغالية والذي نجح في طرد السفن البرتغالية بعيدًا واستعادة تاماو. كنتيجة لذلك، أصدر الصينيون مرسومًا بمنع أي رجل من عرق قوقازي من دخول كانتون وقتلوا العديد من البرتغاليين هناك وأعادوهم إلى البحر.
أعدم الصينيون 23 برتغاليًا، بعد أن قبض سلطان بنتان على عدد منهم تحت إمرة توماس بيريس، وزجوا ببقيتهم في السجن حيث حُبسوا في ظروف مزرية، وأحياناً مميتة. ثم ذبح الصينيون البرتغاليين المقيمين في مركزي نينغبو وفوجيان التجاريين في 1545 و1549 انتقامًا لغارات البرتغاليين على طول الساحل والتي أثارت سخطهم. تلت القرصنة البرتغالية القرصنة اليابانية في خطورتها خلال هذه الفترة. ومع ذلك، سرعان ما شرع البرتغاليون في تأمين سفن الجنك الصينية واستؤنفت التجارة بحذر. وقد سمحت السلطات الصينية للبرتغاليين بالإقامة في ماكاو في 1557، وبناء مستودع لتجارة البضائع بين الصين واليابان وغوا وأوروبا.

##### جزر التوابل ومعاهدة سرقسطة

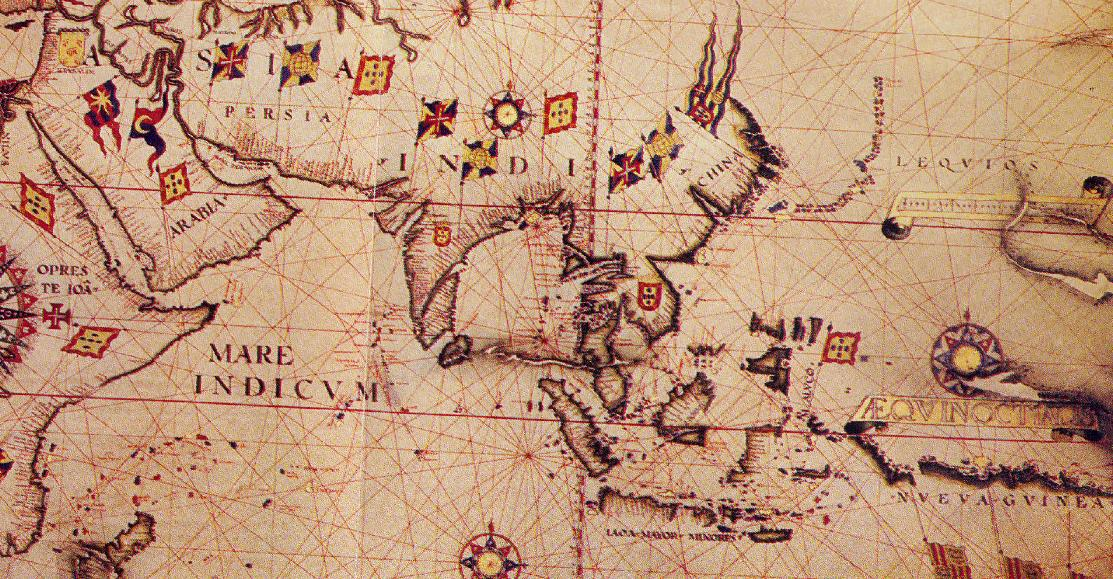
في القرنين السادس عشر والسابع عشر، ضمت الإمبراطورية البرتغالية في الشرق (الهند البرتغالية) أراضِ في كل من جنوب آسيا وشرق إفريقيا والمحيط الهادي.

لم تمر العمليات البرتغالية في آسيا مرور الكرام، ففي 1521 وصل فرناندو ماجلان إلى المنطقة وأعلن ضم الفلبين إلى إسبانيا. أرسلت إسبانيا في 1525 بأمر من تشارلز الخامس حملة لاستعمار جزر الملوك بدعوى أنها جزء من منطقة إسبانيا في معاهدة توردسياس إذ لم يكن هناك حد ناحية الشرق. وصلت حملة غارسيا خوفري دي لوايسا إلى جزر الملوك واستقرت السفن في تيدور. كان الصدام وشيكًا مع وجود البرتغاليين في ترناتي القريبة وهو ما أدى إلى عقدٍ من المناوشات. توصل الطرفان إلى حل في معاهدة سرقسطة في 1529 بمنح البرتغال جزر الملوك والفلبين إلى إسبانيا. تاجر البرتغاليون بانتظام مع سلطنة بروناي من 1530 ووصفوا عاصمة بروناي بأنها محاطة بسور حجري.

##### جنوب آسيا وخليج البصرة والبحر الأحمر

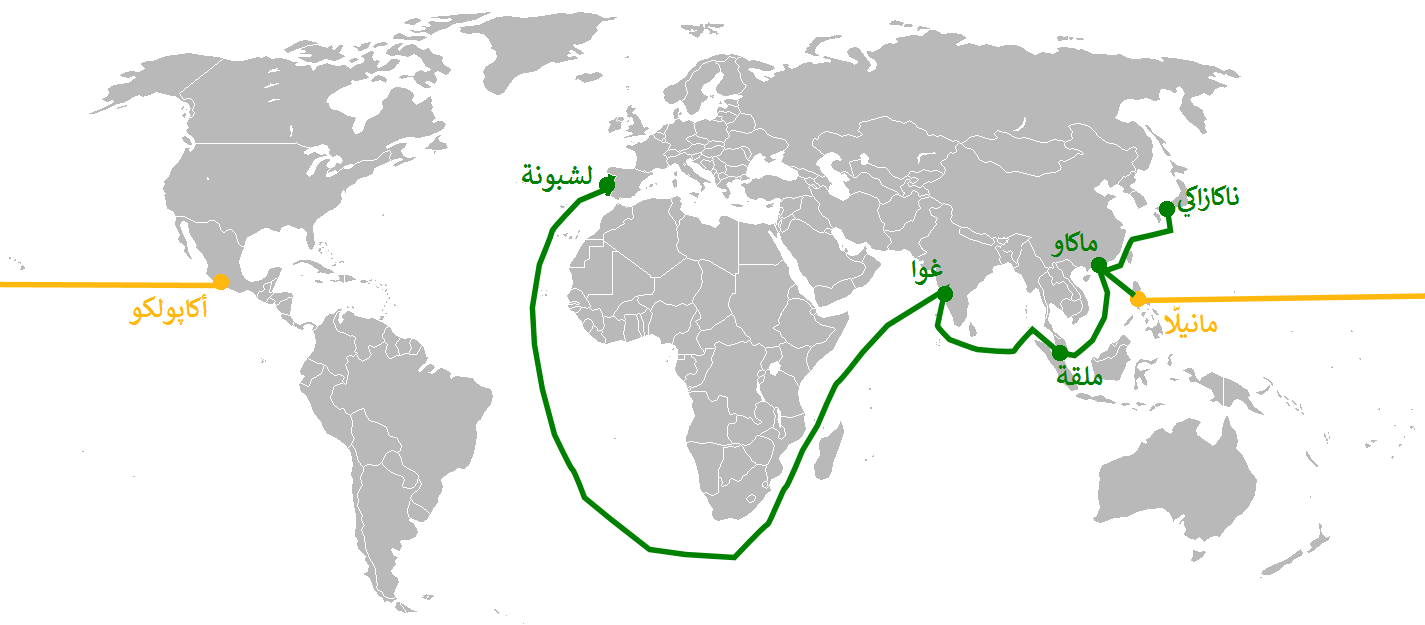
زار البرتغاليون مدينة ناغاساكي في اليابان.

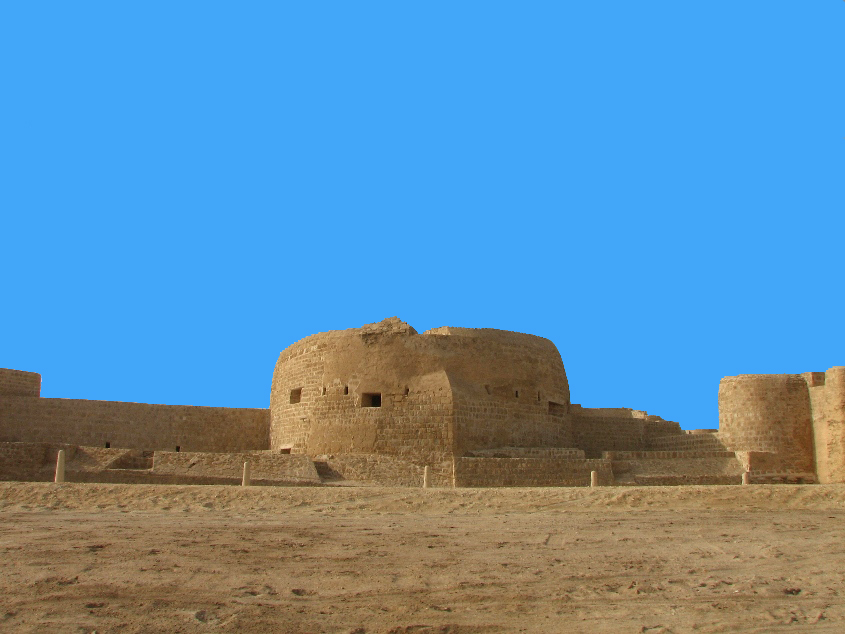
الحصن البرتغالي في البحرين هو أحد أكثر الحصون البرتغالية المحفوظة.

توسعت الإمبراطورية البرتغالية في خليج البصرة، لتدخل في منافسة على التحكم في تجارة التوابل مع سلطنة أجوران والدولة العثمانية. غزا أفونسو دي ألبوكيرك مملكة هرمز الهولية على مدخل خليج البصرة في 1515 لتصبح دولة تابعة للبرتغال. غير أن عدن قاومت حملة ألبوكيرك في نفس السنة وحملة أخرى للوبو سوارس في 1516. استولت قوة بقيادة أنطونيو كوريا على البحرين في 1521 بعد هزيمة سُلطان السلطنة الجبرية مقرن بن زامل. هيمنت البرتغال، بسلسلة سريعة من التحالفات، على جزء كبير من جنوب خليج البصرة للمائة عام التالية. اكتسبت جزيرة موزمبيق أهمية استراتيجية كميناء، مع وجود الطريق البحري المنتظم من لشبونة إلى غوا منذ 1497، فبنى البرتغاليون بها حصن ساو سيباستيو ومشفى، أما في جزر الأزور فقد وفرت الأرمادا البرتغالية الحماية للسفن في طريقها إلى لشبونة.
تعرضت كجرات إلى هجوم من سلطنة مغول الهند ومن دول راجبوت في شيتوغاره وماندو في 1534. مما أجبر بهادور شاه سلطان الكجرات على التوقيع على معاهدة باسين مع البرتغاليين، ليستعيد دولته ومنحهم في المقابل دامان وديو ومومباي وباسين. نظمت المعاهدة كذلك تجارة سفن كجرات في البحر الأحمر والمارة عبر باسين بدفع ضريبة والسماح بتجارة الخيول. بعد هزيمة بهادور شاه أمام الحاكم المغولي نصير الدين همايون، وقع بهادور معاهدة أخرى مع البرتغاليين تأكيدًا للشروط وللسماح ببناء حصن في ديو. بعد فترة قصيرة تركزت هجمات همايون بعيدًا، فتحالفت كجرات مع العثمانيين لاستعادة ديو وضربوا حصار على الحصن. أدى فشل الحصارين في 1538 و1546 إلى تخلي العثمانيين عن طموحهم هناك، مؤكدين بذلك هيمنة البرتغاليين على المنطقة، وتفوقهم على المغول. بيد أن العثمانيين صدوا هجمات البرتغاليين في البحر الأحمر وشبه جزيرة سيناء في 1541، وفي شمال خليج البصرة في 1546 و1552. في النهاية خلص كل منهما إلى احترام دائرة نفوذ الآخر وإن كان اتفاقًا غير رسمي.

##### إفريقيا جنوب الصحراء

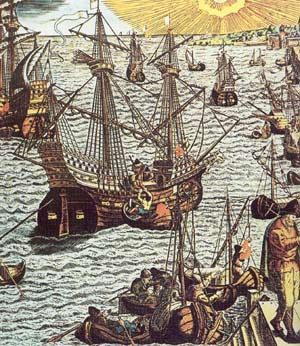
سفينة برتغالية تنزل حمولتها في لشبونة. لوحة أصلية لتيودور دي براي في 1593 جرى تلوينها لاحقا.

تبادلت البرتغال المبعوثين مع مملكة إثيوبيا عبر رودريغو دي ليما في 1520، بعد سلسلة من الاتصالات المطولة بينهما. تزامن ذلك مع بحث البرتغاليين عن الأسقف جون الذي اعتقدوا أنه في إثيوبيا. كذلك لعب الخوف من تقدم الأتراك داخل الأراضي البرتغالية أو الإثيوبية دورًا في هذا التحالف. هزمت سلطنة عدل الإثيوبيين في معركة شيمبرا كور في 1529، مما عزز انتشار الإسلام أكثر في المنطقة. وردت البرتغال بدعم الملك جيلاوديووس بجنود برتغاليين وبنادق. وعلى الرغم من استجابة العثمانيين بدورهم بدعم سلطنة عدل بالجنود والبنادق، فإن القوات العثمانية-العدلية المشتركة انسحبت عقب وفاة سلطان عدل أحمد بن إبراهيم الغازي في معركة واينا داغا في 1543.
تواصل البرتغاليون أيضًا مع دولة ندونغو إحدى الدول التابعة لمملكة الكونغو عبر حاكمها نغولا كيلجواني في 1520 بعدما طلب مبشرين مسيحيين. استنكر الملك الكونغولي أفونسو الأول هذا الأمر، وأرسل لاحقًا بعثة تبشيرية إلى ندونغو بعد أن اعتقلت الأخيرة البعثة البرتغالية. أثرت تجارة العبيد - الرسمية وغير الرسمية - المتزايدة بين الكونغو والبرتغاليين تأثيرًا سلبيًا على العلاقات بينهما، بل إنها أدت حتى إلى دعم المبعوثين البرتغاليين في ساو تومي لندونغو ضد الكونغو. غير أنه عندما هاجمت قبائل الجاغا بعض مناطق الكونغو واحتلتها في 1568، ساعدت البرتغال الكونغو في هزيمتها. لذلك سمحت الكونغو للبرتغال باستعمار جزيرة لواندا والتي أسسها باولو دياس دي نوفياس كمستعمرة في 1576 وأصبحت سريعًا ميناءً لتجارة العبيد. أثار تحالف دي نوفياس مع ندونغو لاحقًا غضب الأفارقة البرتغاليين الذين امتعضوا من تأثير التاج البرتغالي. أقدم حاكم ندونغو نغولا كيلوانجي كيا ندامدي على ذبح السكان البرتغاليين والكونغوليين في كاباسا عاصمة ندونغو في 1579 بتأثير من البرتغاليين المارقين من الجيش. حارب كل من البرتغاليين والكونغوليين ندونغو، واستمرت الحرب المتقطعة بين ندونغو والبرتغال لعقود.
كان البرازيرو هم الوكلاء الرئيسيون الذين يتصرفون نيابة عن التاج البرتغالي، باستكشاف واستيطان الأراضي التي أصبحت موزمبيق لاحقًا في شرق إفريقيا، والذين أجر لهم الملك إقطاعيات واسعة حول نهر زمبيزي كمكافأة على خدماتهم. قاد هؤلاء الرجال، جيوشًا كبيرة من العبيد المحاربين من قبيلة تشيكوندا، وتصرفوا كأسياد إقطاعيين، إما بفرض الضرائب على زعماء القبائل المحليين، أو بالدفاع عنهم وممتلكاتهم من القبائل المغيرة، أو بمشاركتهم في تجارة العاج أو العبيد، وتدخلوا في سياسات مملكة موتابا، إلى حد تعيين ملوك موالين لهم على عرش موتابا.

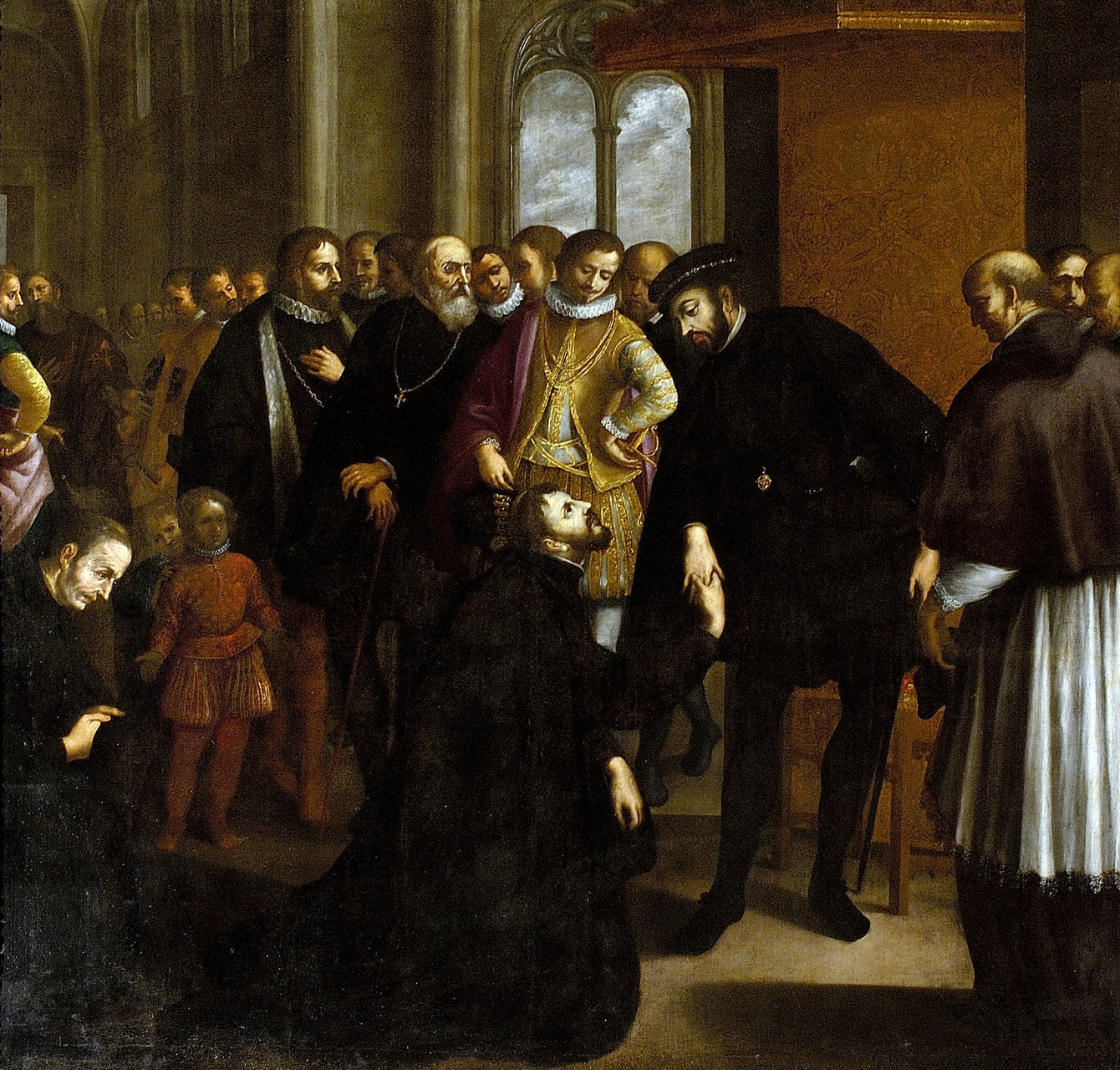
القديس فرانسيس خافيير يطلب من جواو الثالث ملك البرتغال إرسال بعثة تبشيرية لآسيا.

##### البعثات التبشيرية
وصل المبشر اليسوعي فرنسيس كسفاريوس إلى غوا في 1542، بأمر من جواو الثالث ملك البرتغال ليصبح مسؤولاً عن السفارة البابوية. في الوقت ذاته، وصل كل من فرانسيسكو زيموتو وأنتونيو موتا وغيرهما من التجار إلى اليابان لأول مرة. طبقًا لفرناو مندش بنتو الذي ادعى أنه كان ضمن هذه الرحلة، فقد وصلوا إلى تانغاشيما، حيث انبهر السكان المحليون بالأسلحة النارية، التي سيبدأ اليابانيون في صناعتها على الفور على نطاق واسع. بحلول عام 1570 اشترى البرتغاليون جزءًا من ميناء ياباني حيث أسسوا جزءا صغيرًا من مدينة ناغاساكي، فصارت مركزًا تجاريًا رئيسيًا في اليابان ضمن التجارة الثلاثية مع الصين وأوروبا.
هيمنت البرتغال ليس على التجارة بين آسيا وأوروبا وحسب، وإنما على غالب التجارة بين مناطق مختلفة من آسيا وإفريقيا مثل الهند وإندونيسيا والصين واليابان، في محاولة لحماية تجارتها من المنافسين الأوروبيين والآسيويين. بعد الحملات التبشيرية اليسوعية، نشر المبشرون اليسوعيون الذين تبعوا البرتغاليين الكاثوليكية بالعنف والإكراه في آسيا وإفريقيا بنجاحات متباينة.

#### الجهود الاستعمارية في الأمريكتين

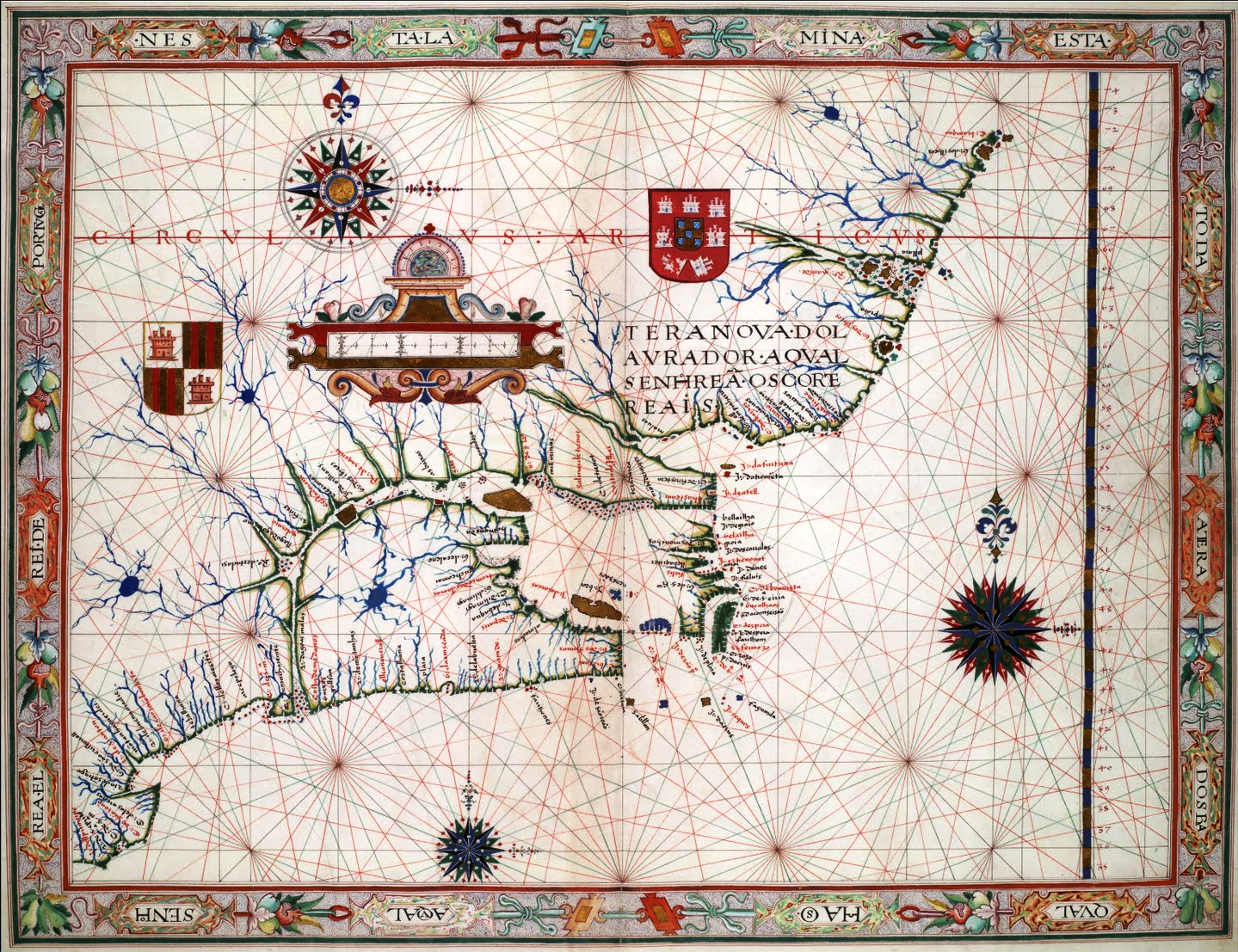
رسم البرتغاليون خريطة لكندا واستعمروها مؤقتًا في 1499 و1500.

##### كندا
طالب التاج البرتغالي في عهد مانويل الأول وجواو الثالث وسبستيان بحقوقٍ إقليميةٍ أيضًا في أمريكا الشمالية (التي وصل جون كابوت إليها في 1497 و1498) بموجب معاهدة توردسيلاس. لأجل ذلك، استكشف جواو فرنانديز لفرادور غرينلاند والساحل الأطلسي الشمالي لكندا، وهو ما يعلل ظهور اسم "لبرادور" على الخرائط الطبوغرافية لتلك الفترة. تلا ذلك استكشاف الأخوين غاسبر وميغيل كورتي-ريال في 1500-1501 لما تُعرف اليوم بمقاطعة نيوفاوندلاند ولبرادور في كندا، واستكشافهما لغرينلاند باسم التاج البرتغالي. فرض الملك مانويل الأول ضرائبَ على مصايدِ القد في مياه نيوفاوندلاند في 1506. حصل جواو ألفاريز فاغوندس في 1521 على حقوقٍ إداريةٍ للجزر الداخلية في خليج سانت لورانس، وبنى مستعمرةً في جزيرة كيب بريتون لتكون قاعدةً لصيد القد. حال ضغط السكان الأصليين ومنافسات الصيادين الأوروبيين دون ترسيخ مستعمرةٍ برتغاليةٍ دائمةٍ فتخلى التاج البرتغالي عنها بعد خمس سنوات، كما باءت المحاولات لتأسيس مستعمراتٍ في نيوفاوندلاند في نصف القرن التالي بالفشل.

##### البرازيل
| التسلسل الزمني للإمبراطورية البرتغالية | التسلسل الزمني للإمبراطورية البرتغالية                                                                            |
| الإمبراطورية البرتغالية الأولى         | الإمبراطورية البرتغالية الأولى                                                                                    |
| -------------------------------------- | --- |
| 1415                                   | هنري الملاح ينجح في غزو سبتة.                                                                                     |
| 1434                                   | غيل إينيس يعبر رأس بوغادور لأول مرة بنجاح.                                                                        |
| 1445                                   | إنشاء أولى القواعد التجارية في جزيرة أرغين.                                                                       |
| 1446                                   | ألفارو فرنانديز يصل إلى سيراليون الحالية.                                                                         |
| 1456                                   | البرتغاليون يكتشفون جزر الرأس الأخضر.                                                                             |
| 1460                                   | البرتغاليون ينجحون في استكشاف خليج غينيا.                                                                         |
| 1469                                   | فرناو غوميز يكتشف جزر ساو تومي وبرنسيب بخليج غينيا.                                                               |
| 1473                                   | فرناو غوميز يعبر خط الاستواء.                                                                                     |
| 1478                                   | البرتغاليون ينتصرون على القشتاليين في معركة غينيا.                                                                |
| 1481                                   | جواو الثاني ملك البرتغال يوجه ببناء قلعة ألمينا.                                                                  |
| 1482                                   | ديوغو كاو يعبر نهر الكونغو ويستكشف المناطق المتاخمة له.                                                           |
| 1486                                   | ديوغو كاو يعبر كيب كروس في ناميبيا الحالية ويعبر مدار الجدي.                                                      |
| 1488                                   | بارتولوميو دياز يعبر رأس الرجاء الصالح.                                                                           |
| 1494                                   | توقيع معاهدة تورسدياس بين البرتغال وإسبانيا.                                                                      |
| 1497                                   | أسطول فاسكو دا غاما يبحر من البرتغال بمحاذاة ساحل إفريقيا ويعبر رأس الرجاء الصالح ليصل إلى الهند في العام التالي. |
| 1500                                   | بيدرو ألفاريز كابرال يبحر من البرتغال ليصل إلى الهند في ثاني الرحلات البرتغالية من نوعها.                         |
| 1501                                   | بيدرو ألفاريز كابرال يصل إلى البرازيل.                                                                            |
| 1506                                   | أفونسو دي ألبوكيرك يغزو سقطرى ومسقط.                                                                              |
| 1509                                   | انتصار حاسم للأسطول البرتغالي على الأسطول المملوكي الكجراتي في معركة ديو.                                         |
| 1510                                   | نجاح البرتغاليين في الاستيلاء على غوا من سلطنة بيجابور.                                                           |
| 1511                                   | أفونسو دي ألبوكيرك يستولي على ملقاويستكشف غينيا الجديدة.                                                          |
| 1514                                   | خورخي ألفاريز يصبح أول أوروبي يصل إلى الصين عبر البحر ويكمل حتى ناغاساكي في اليابان.                              |
| 1554                                   | توقيع المعاهدة البرتغالية الصينية التي تضمن للبرتغال حقوقا تجارية وتأجير ماكاو كمحطة تجارية.                      |
| 1580                                   | فيليب الثاني ملك إسبانيا يغزو البرتغال ويتوج ملكا كفيليب الأول ملك البرتغال فيما عُرف بالاتحاد الإيبيري.           |
| 1650                                   | خسارة البرتغاليين لهرمز لصالح الصفويين ومسقط لصالح دولة اليعاربة.                                                 |

بدأ التنافس مع فرنسا بعد سنواتٍ قليلةٍ من وصول كابرال إلى البرازيل، ففي 1503 أبلغت حملة بقيادة غونزالو كويلو عن وقوع غاراتٍ فرنسيةٍ على السواحل البرازيلية، فيما قام المستكشف بينو دي غونفيل بالتجارة في خشب البرازيل بعدما أسس علاقة مع جنوب البرازيل بعدها بسنة. خرقت الحملات الممولة من فرانسوا الأول ملك فرنسا على طول ساحل أمريكا الشمالية بنود معاهدة توردسيلاس. وأقام الفرنسيون مركزًا للتجارة قبالة جزيرة على الساحل البرازيلي بحلول 1531.

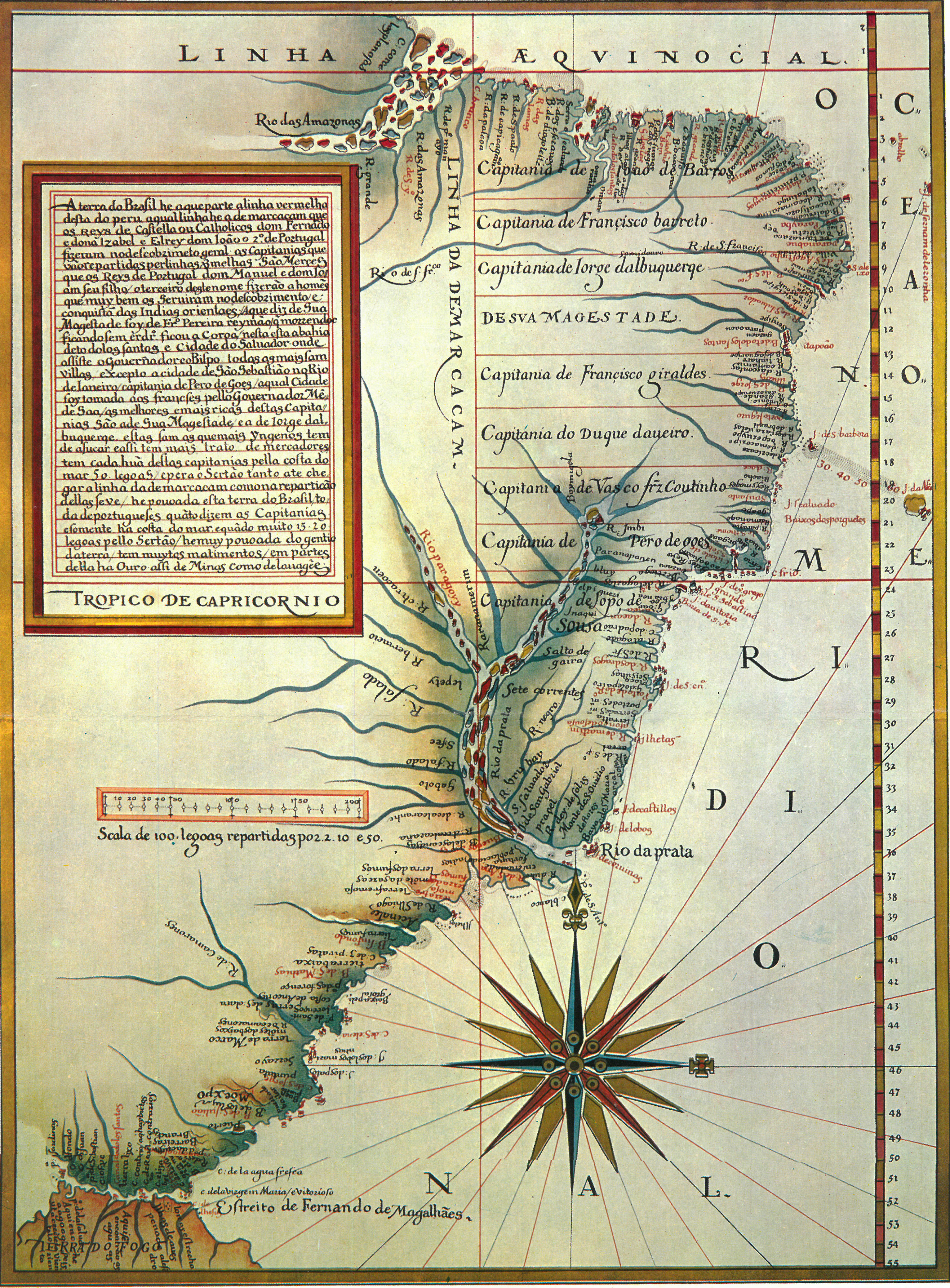
خريطة من 1574 توضح القبطانيات الخمسة عشر للبرازيل.

دفع ازدياد تهريب الفرنسيين لخشب البرازيل جواو الثالث ملك البرتغال لاحتلال المنطقة فعليًا. وفي 1531 انطلقت حملة ملكية بقيادة مارتيم أفونسو دي سوسا وأخيه بيرو لوبيز لحراسة الساحل البرازيلي كله وطرد الفرنسيين وتأسيس عددًا من المدن الاستعمارية الأولى، من بينها ساو فيسنتي في 1532. عاد سوسا بعد سنةٍ إلى لشبونة ليصبح حاكمًا للهند ولم يعد إلى البرازيل ثانيًة. توقفت الهجمات الفرنسية إلى حد ما بعدما اضطر البرتغاليون، تحت ضغط أعمالهم الانتقامية، إلى الدفع لهم ليتوقفوا عن مهاجمة سفنهم في الأطلسي، وإن كانت هجماتهم ستمثل مشكلة حتى ستينات القرن السادس عشر.
أصدر جواو الثالث في 28 سبتمبر 1532 مرسومًا ملكيًا، بمجرد نجاح دي سوسا وعودته، باستحداث خمسة عشر تقسيمًا عرضيًا من الساحل البرازيلي وحتى حدود معاهدة توردسيلاس. قُسمت الأرض قبطانياتٍ وراثيةٍ لأصحاب الامتيازات الأثرياء بما يكفي لاستعمارها مثلما جرى في جزر ماديرا والرأس الأخضر. كان على أصحاب الامتياز بناء المستوطنات، وتوزيع الحصص، وإقامة العدالة بما أنهم مسؤولين عن تطوير المستعمرة والصرف عليها وتوريثها لأبنائهم وإن لم يكونوا ملاكًا لها، كما لم يكن بإمكانهم بيعها. حضر اثنا عشر من النبلاء البرتغاليين البارزين في إفريقيا والهند ومن كبار رجال البلاط مثل جواو دي باروس.

ازدهرت قبطانيتان فقط من الخمس عشرة هما بيرنامبوكو وساو فيسنتي، وكلاهما كانتا مخصصة لزراعة قصب السكر كما تمكن المستعمرون من توطيد العلاقات مع السكان الأصليين. ازدهرت صناعة السكر بسبب استيلاء التاج الملكي على أسهل مصادر الربح (خشب البرازيل والتوابل إلخ) وتركه مصادر الربح الجديدة للمستعمرين. تطلبت صناعة قصب السكر عمالة ضخمة أدت في النهاية إلى استعباد السكان الأصليين والأفارقة. قرر جواو الثالث -بعد تأكد فشل نظام القبطانيات- تحويل الحكم في المستعمرات إلى حكومةٍ مركزيةٍ بغية مساعدة المستعمرين. فأسس أول حكومةٍ عامةٍ في 1548، بإرسال تومى دي سوسا كأول حكامها مع اختيار خليج جميع القديسين عاصمةً لها، مؤسسًا بذلك قبطانية باهيا.

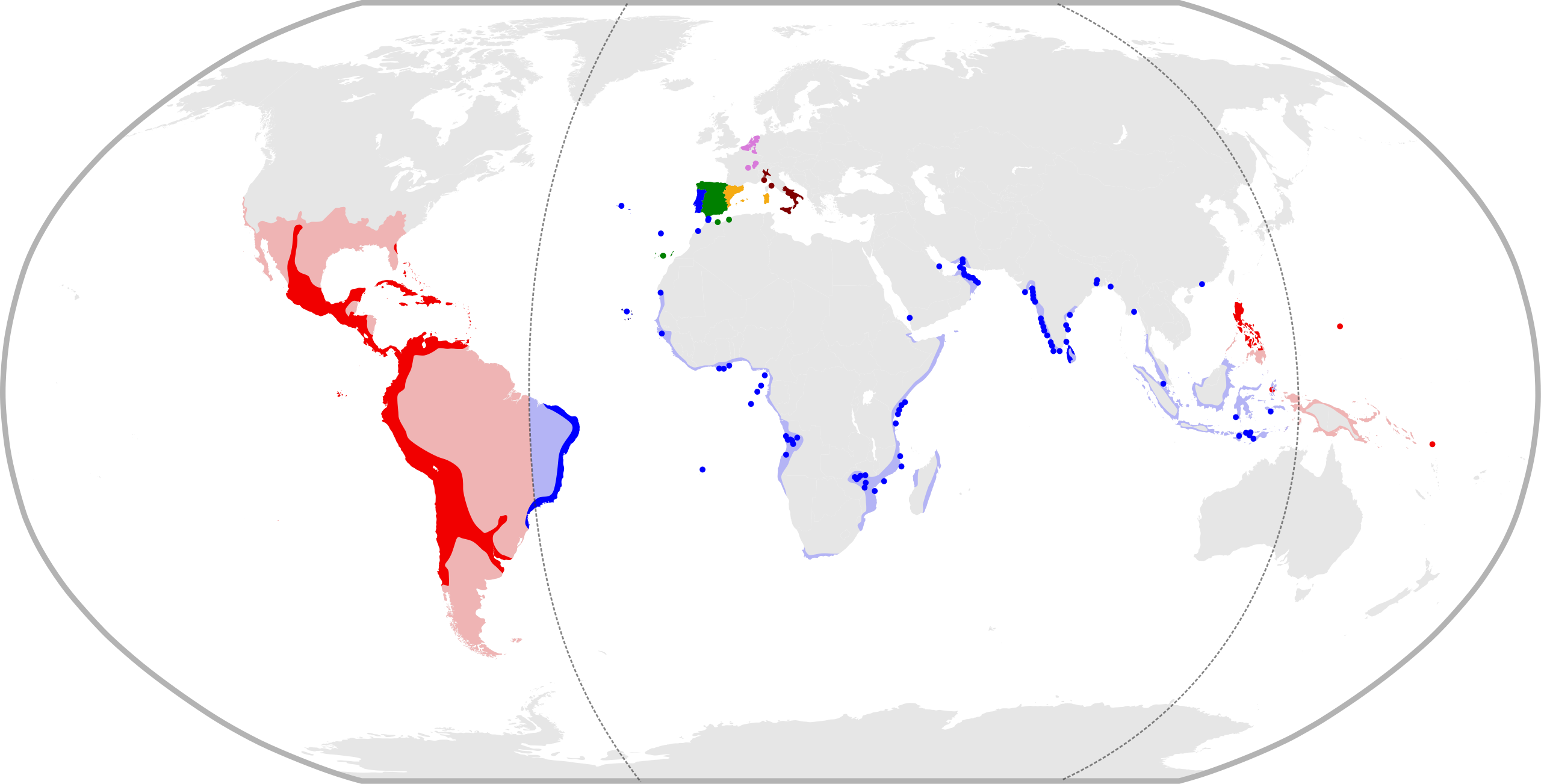
الإمبراطورية الإسبانية البرتغالية (أو الإيبيرية) في 1598 تحت حكم فيليب الثاني ملك إسبانيا أو فيليب الأول ملك البرتغال.

بنى تومى دي سوسا مدينة سلفادور في خليج جميع القديسين كعاصمةٍ للبرازيل في 1549. ضمت حملة دي سوسا المكونة من ألف رجل جنودٌ وعمالٌ وستة يسوعيين يقودهم مانويل دو نوبريغا. لعب اليسوعيون دورًا هامًا في استعمار البرازيل وخاصةً في ساو فيسنتي وساو باولو التي شارك نوبريغا في تأسيسها. جلب اليسوعيون معهم أمراضًا انتقلت إلى السكان الأصليين كالطاعون والجدري. أعاد الفرنسيون لاحقًا استعمار الأراضي البرتغالية في خليج غوانابارا والتي ستصبح فرنسا أنتاركتيكا. تزامن إرسال مندوبًا برتغاليًا إلى باريس لاستنكار العمل العدائي، تعيين جواو الثالث لميم دي سا حاكمًا عامًا جديدًا للبرازيل والذي قصدها في 1557. انتهى دي سا بحلول عام 1560 من طرد قوات الهوغونوتيين والكالفينيين من اسكتلندا وقوات العبيد من فرنسا أنتاركتيكا، ولكنه ترك بعض الناجين بعدما أحرق قراهم وحصونهم. استوطن هؤلاء الناجون خليج غلوريا وشاطئ فلامينغو وبارابابوا بمساعدة شعب التوبي الأصليين.
تحالف شعب التوبي مع الفرنسيين منذ استعمار فرنسا أنتاركتيكا، ورغم خسارة الفرنسيين في 1560 ظل تهديد شعب التوبي قائمًا. خطط التوبي لهجومين في 1561 و1564 نجحا إلى حد كبير (تمثل الهجوم الأخير في مساعدة الفرنسيين). شارك مانويل دي نوبريغا بجانب رفيقه اليسوعي جوزيه دي أنشيتا بحلول هذا الوقت في الهجمات على التوبي وتجسسا لصالح مواردهما. تمكن ميم دي سا مع قواته من تدمير فرنسا أنتاركتيك في خليج غوانابارا من 1565 وحتى 1578. أسس ميم دي سا مع ابن أخيه إستاسيو دي سا مدينة ريو دي جانيرو في 1567 بعدما أعلن ميم دي سا المنطقة باسم «ساو سبستيان دي ريو دي جانيرو» في 1565. بحلول 1575 هُزم شعب التوبي تمامًا حتى انقرض في النهاية. وبحلول 1580، أصبحت الحكومة أكثر من مجرد «ديوان مظالم عام» (بالبرتغالية: ouvidor general) بدلاً من عدة دواوين مظالم.

#### الاتحاد الإيبيري والمنافسة البروتستانتية والركود الاستعماري (1580-1663)
غزا فيليب الثاني ملك إسبانيا البرتغالَ في 1580 بعد أزمة الخلافة البرتغالية الناتجة عن وفاة سبستيان الأول ملك البرتغال أثناء الهجوم البرتغالي الكارثي على وادي المخازن في المغرب في 1578، وتُوج ملكًا باسم فيليب الأول ملك البرتغال في كورتيز [مجلس حكام المقاطعات] تومار في 1581 موحدًا بذلك التاجين والإمبراطوريتين فيما وراء البحار تحت حكم إسبانيا هابسبورغ في اتحاد إيبيري سلالي. وعد فيليب في تومار بالحفاظ على الإمبراطوريتين منفصلتين دستوريًا مع وجود نيابةٍ برتغاليةٍ في لشبونة ترعى مصالحها. نقل فيليب كذلك العاصمة إلى لشبونة لمدة عامين (1581-1583) باعتبارها المدينة الأهم في شبه الجزيرة الإيبيرية. وافقتِ المستعمرات البرتغالية كلها على الوضع الجديد عدا جزر الأزور التي عمدت إلى دعم أنطونيو من كراتو ليصبح وريثًا للعرش، والذي حصل على دعم كاترين دي ميديشي من فرنسا في مقابل وعده بمنحها البرازيل. استولت القوات الإسبانية على الجزر في 1583.

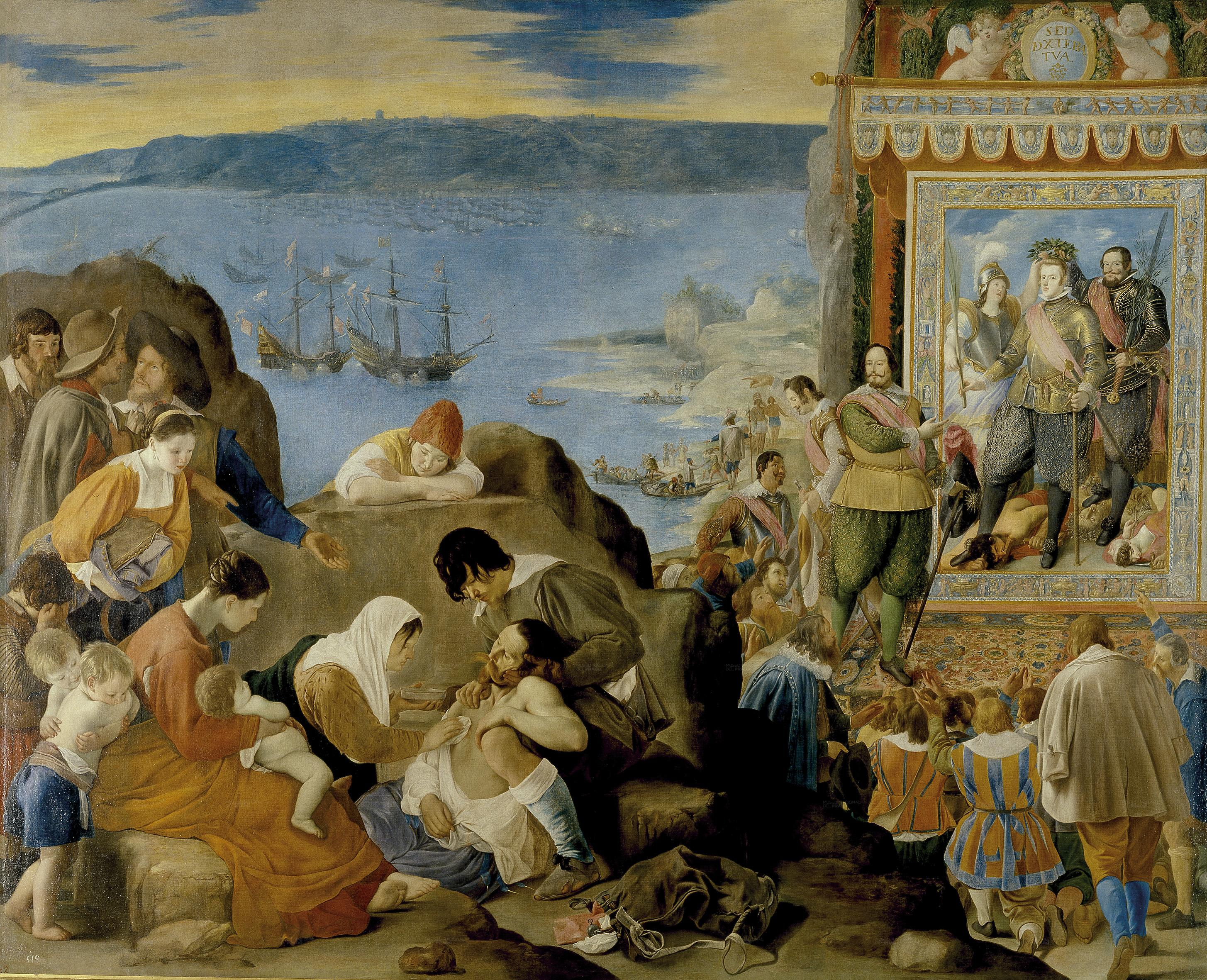
استرداد فيليب الثالث ملك البرتغال لحصن سلفادور دا باهيا من الجمهورية الهولندية.

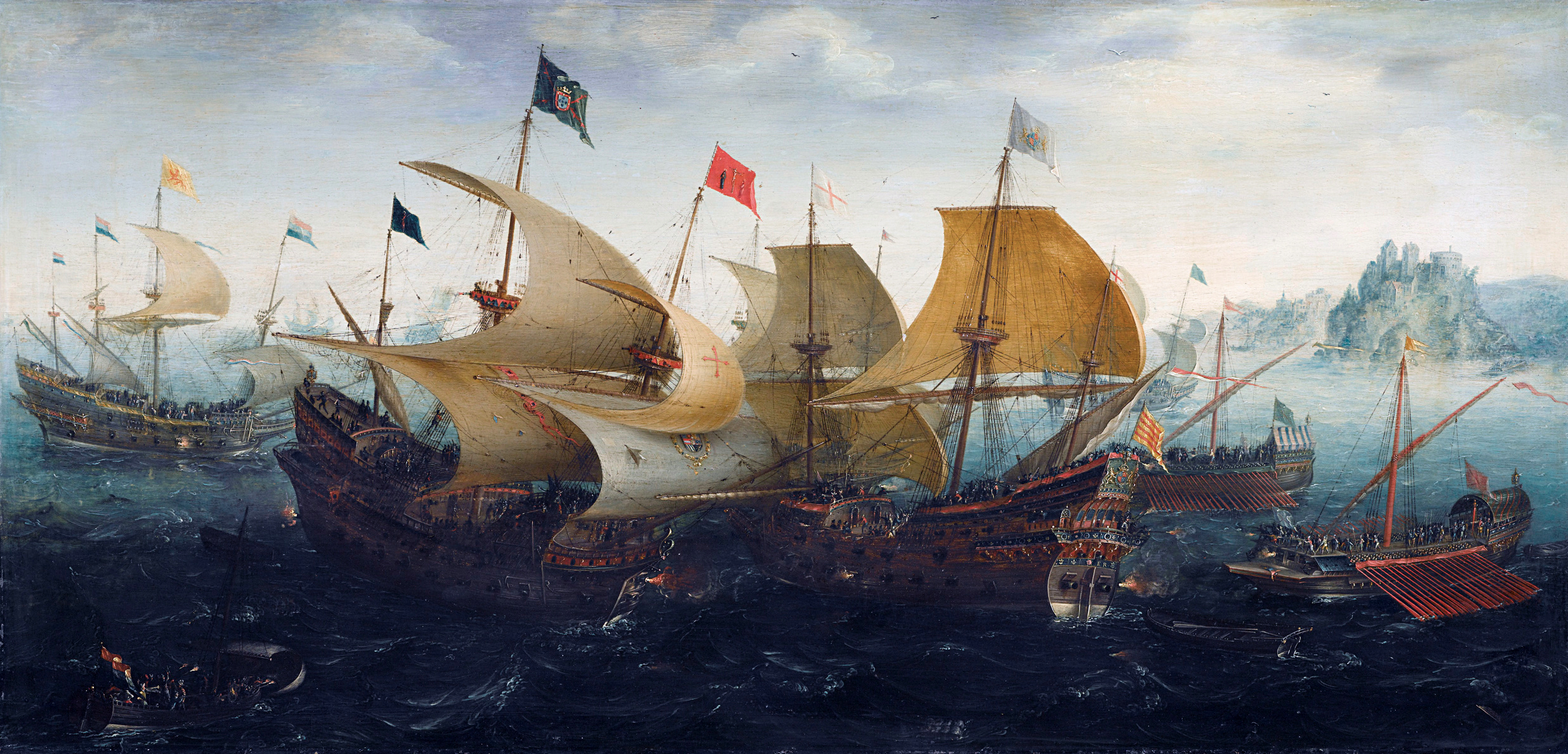
اشتباك السفن الحربية الهولندية والإنجليزية مع السفن البرتغالية في معركة قادش 1608.

بدأ البرتغاليون تدريجيًا بتجاهل حدود معاهدة توردسياس بينهم وبين الإسبان فاندفعوا إلى داخل البرازيل لتمتد أراضيهم غربًا. انطلقت الحملات الاستكشافية التي مولتها الحكومة وكذلك المبادرات الخاصة المسماة بانديرانتس. استمرت هذه المبادرات لسنواتٍ منطلقةً في أراضٍ غير مكتشفةٍ، في البداية للقبض على السكان الأصليين واسترقاقهم، ولاحقًا للبحث عن مناجم الذهب والفضة والألماس.
غير أن الاتحاد عنى أن إسبانيا جرّت البرتغال معها في صراعاتها مع إنجلترا وفرنسا والجمهورية الهولندية؛ الدول التي كانت بدأت بتأسيس مستعمراتها الخاصة ما وراء البحار. شكل الهولنديون التهديد الأخطر إذ كانوا مشتبكين في صراع لنيل استقلالهم لسنوات فيما يعرف بحرب الثمانين عامًا مع إسبانيا منذ 1568. نالت المقاطعات السبع استقلالها من حكم هابسبورغ في 1581، فمنع فيليب الثاني التجارة مع السفن الهولندية بما في ذلك في البرازيل التي استثمر فيها الهولنديون أموالًا ضخمةً لإنتاج السكر.

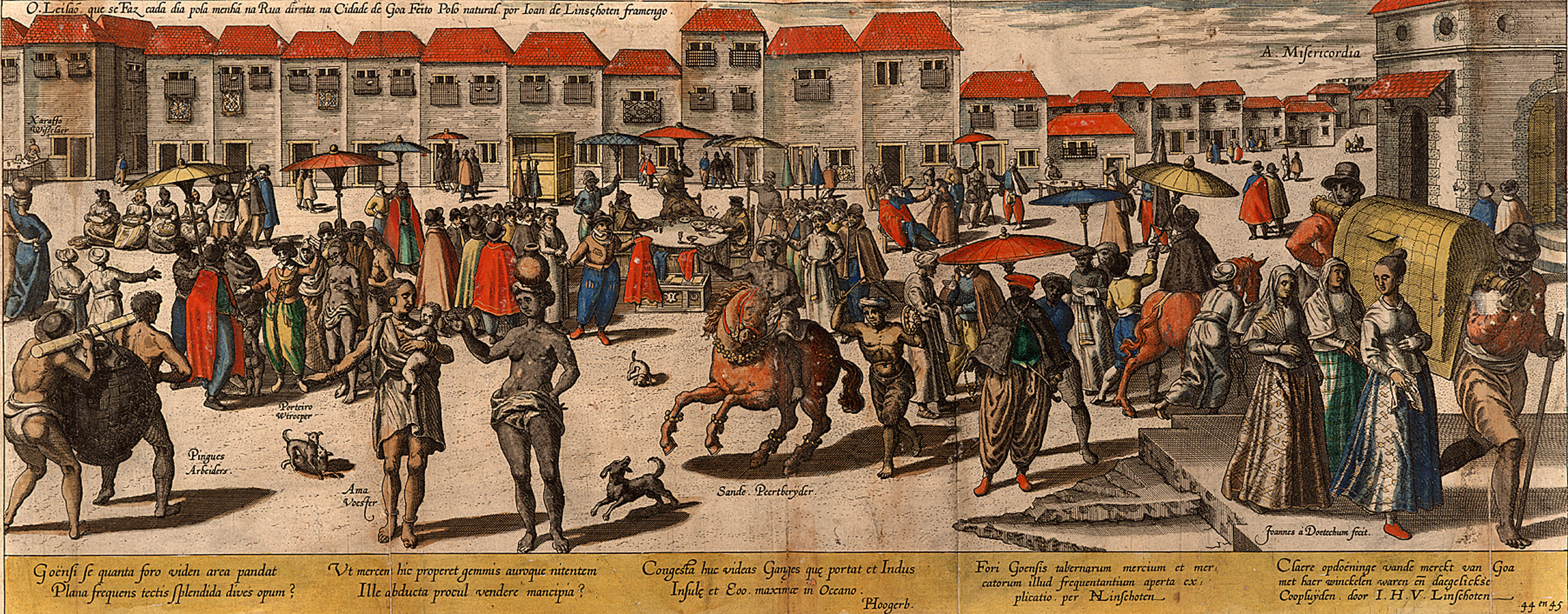
لوحة ليوهانس فان دويتيكم لسوق غوا في 1596 توضح الشارع الرئيسي لغوا البرتغالية في ثمانينات القرن السادس عشر.

أصبحت شبكات التجارة الإسبانية الآن مفتوحةً للتجار البرتغاليين، والتي كانت مربحة لهم خاصة في تجارة الرقيق إذ أصبح متاحًا لهم بيع العبيد في أمريكا الإسبانية بسعر أعلى مما اشتروهم به في البرازيل. تمكن البرتغاليون بالإضافة إلى ذلك من حل مشكلة نقص السبائك مع وصولهم إلى مناجم الفضة في بيرو والمكسيك. أصبحت مانيلا أيضا جزءًا من الشبكة التجارية ماكاو-ناجاساكي، وهو ما مكن الماكاويين ذوي الأصل البرتغالي من العمل كمناديب تجاريين للإسبان ومن استخدام الفضة الإسبانية من الأميركتين في التجارة مع الصين، ومن المنافسة التجارية مع شركة الهند الشرقية الهولندية.
عام 1592 وأثناء الحرب الإنجليزية الإسبانية (1585–1604) استولى الإنجليز على سفينة شراعية برتغالية ضخمة قرب ساحل الأزور تعرف باسم Madre de Deus والتي كانت محملة بتسعمائة طن من السلع من الهند والصين تقدر بمليون جنيه استرليني (ما يعادل تقريبًا نصف الاحتياطي الإنجليزي في ذلك الوقت). أدى ذلك إلى عزم الإنجليز على التوجه شرقًا للاستفادة كذلك من هذه الثروات. أرسل التجار الهولنديون كورنيلسس دي هوتمان إلى لشبونة في نفس العام لجمع أكبر قدر من المعلومات عن جزر التوابل.

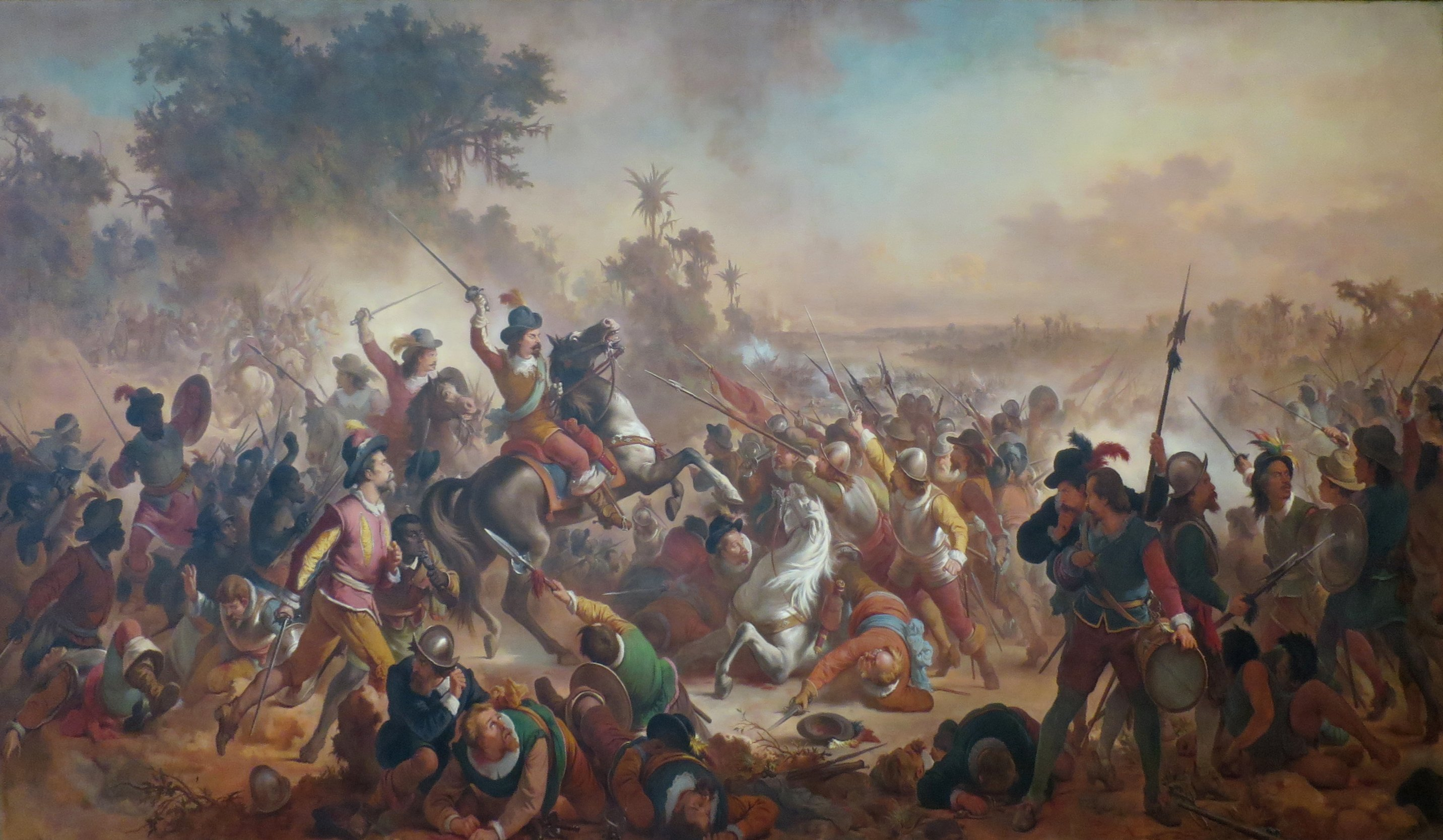
أدى انتصار البرتغاليين في معركة غوارارابس الثانية إلى نهاية الوجود الهولندي في بيرنامبوكو.

أدرك الهولنديون في النهاية أهمية غوا في إضعاف الإمبراطورية البرتغالية في آسيا. كان هويغن فان لنشوتن قد جمع المعلومات المطلوبة لمعرفة طرق التجارة البرتغالية في آسيا بحلول عام 1583، بما في ذلك الطرق إلى الهند الشرقية واليابان. نشر فان لنشوتن معلوماته والتي انتشرت في العام التالي. استخدم الإنجليز والهولنديون هذه المعلومات في التوسع التجاري بما في ذلك تأسيس شركة الهند الشرقية الإنجليزية في 1600، وشركة الهند الشرقية الهولندية في 1602. أدت هذه التطورات إلى دخول الشركات المرخصة إلى الهند الشرقية.
شرع الهولنديون في نقل الصراع عبر البحار، فهاجموا المستعمرات البرتغالية لتندلع الحرب البرتغالية الهولندية التي ستستمر لأكثر من ستين عامًا (1602-1663). ساعدت دول أوروبية أخرى –مثل إنجلترا- الإمبراطورية الهولندية في الحرب. حقق الهولنديون انتصارات في آسيا وإفريقيا بمساعدة حلفائهم من الشعوب الأصلية، لينتزعوا في النهاية سيطرتهم على ملقا وسيلان وقلعة المينا. سيطر الهولنديون أيضا على تجارة السكر المربحة في شمال شرق البرازيل وكذلك لواندا، ولكن البرتغاليين استردوا هذه المناطق بعد صراع مرير.
خسر البرتغاليون في الوقت ذاته السيطرة على هرمز لصالح تحالف مشترك من الصفويين والإنجليز في 1622، وعمان لصالح أسرة آل يعرب الذين استولوا على مسقط أيضًا في 1650، والذين استمروا كذلك في استخدامها قاعدةً للهجمات المتكررة في المحيط الهندي مثل الاستيلاء على حصن يسوع في 1698. طردت كل من إثيوبيا واليابان المبشرين البرتغاليين في ثلاثينات القرن السابع عشر وهو ما أضعف التأثير البرتغالي في هذه المناطق.

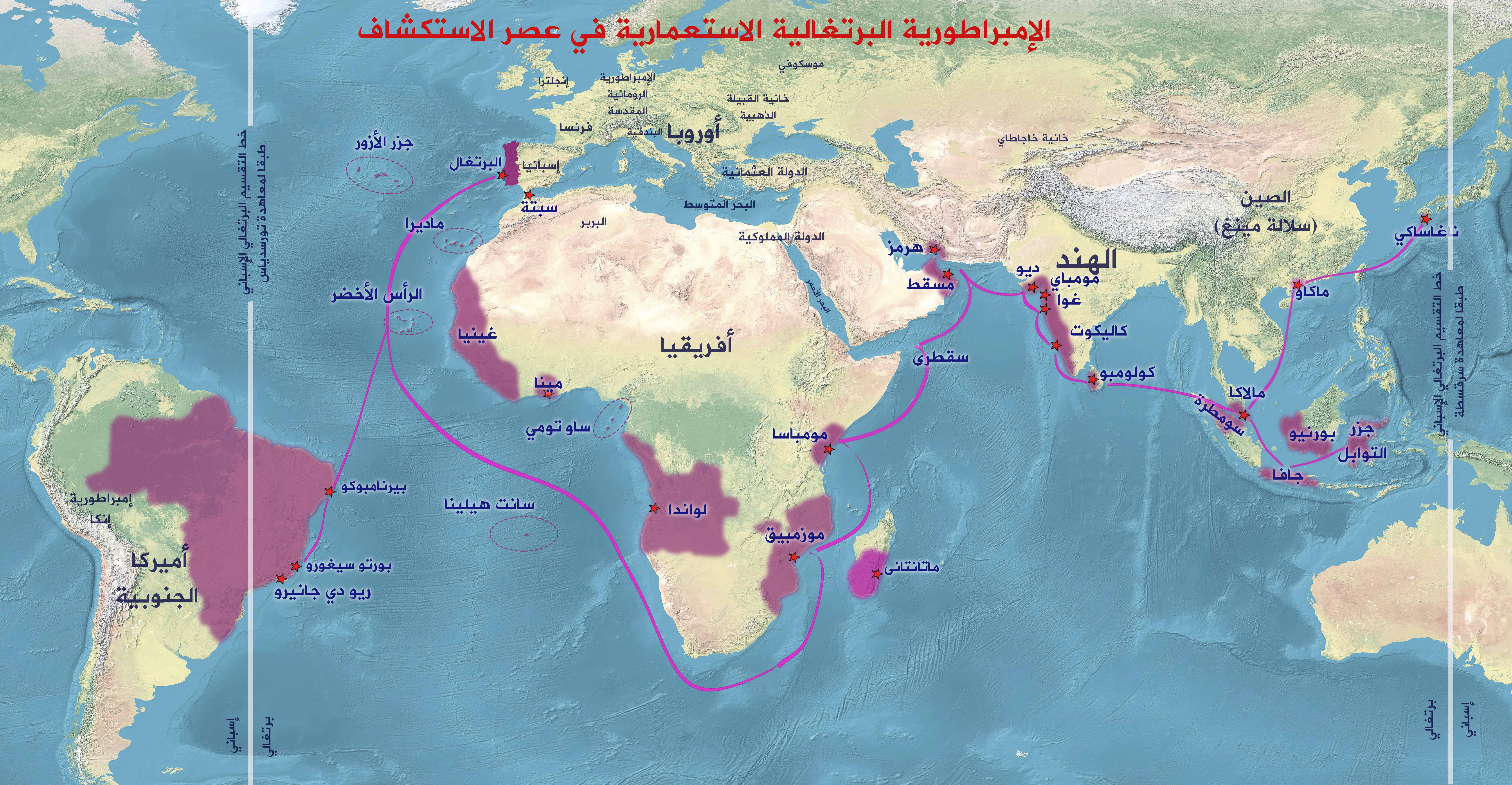
أدت الجهود الاستعمارية البرتغالية في عصر الاستكشاف إلى امتداد الإمبراطورية البرتغالية على أراضٍ في إفريقيا وآسيا وأميركا الجنوبية امتدت من ناغاساكي في اليابان شرقا إلى البرازيل غربًا.

### الإمبراطورية البرتغالية الثانية (1663-1822)
| التسلسل الزمني للإمبراطورية البرتغالية | التسلسل الزمني للإمبراطورية البرتغالية                                                      |
| الإمبراطورية البرتغالية الثانية        | الإمبراطورية البرتغالية الثانية                                                             |
| -------------------------------------- | ------------------------------------------------------------------------------------------- |
| 1640                                   | بدء حرب الاستعادة البرتغالية ضد إسبانيا سعيا لاستقلال البرتغال عن الاتحاد الإيبيري.         |
| 1661                                   | البرتغال تمنح إنجلترا مومباي وطنجة.                                                         |
| 1668                                   | إسبانيا تعترف رسميًًا بانتهاء الاتحاد الإيبيري والبرتغال تهديها سبتة.                         |
| 1693                                   | اكتشاف الذهب في ميناس جرايس في البرازيل وتدفق المهاجرين إليها.                              |
| 1798                                   | اندلاع ثورة باهيا منادية بمنع العبودية وتقليل القيود على التجارة ونجاح السلطة في قمعها.     |
| 1808                                   | نابليون بونابرت يغزو البرتغال والملكية تنتقل إلى البرازيل مع نقل العاصمة إلى ريو دي جانيرو. |
| 1822                                   | بيدرو الأول يعلن استقلال البرازيل عن البرتغال.                                              |

علم البرتغال (1667-1706). كانت كل أعلام البرتغال شبيهة بهذا من القرن الخامس عشر وحتى القرن التاسع عشر.

كانت خسارة المستعمرات أحد أسباب إنهاء الاتحاد مع إسبانيا. صعد جواو الرابع في 1640 إلى عرش البرتغال لتبدأ حرب الاستعادة البرتغالية. أسس التاج الملكي ديوان ما وراء البحار في 1642 حتى قبل انتهاء الحرب على منوال ديوان الهند الذي لم يدم طويلًا (1604-1614) ليصبح الهيئة الحاكمة لإمبراطورية البرتغال وراء البحار باستثناء شمال إفريقيا وماديرا والأزور. وُجِّهت كافة المراسلات الخاصة بحيازات ما وراء البحار إلى الديوان. أزيلت البرازيل من الديوان عندما هرب الديوان الملكي البرتغالي إلى البرازيل في 1807 بعد غزو نابليون لإيبيريا. كان هذا الديوان مختصًا بالعاملين بالهيئة والأمور المالية والعسكرية والدينية لمقاطعات أعالي البحار.
عرضت البرتغال في 1661 مومباي وطنجة على إنجلترا كجزء من جهاز العروس، لتصبح إنجلترا في مائة العام التالية القوة التجارية الكبرى في الهند، مع إخراج القوى الأخرى تدريجيًا منها. في 1668 اعترفت إسبانيا رسميًا بانتهاء الاتحاد الإيبيري ونتيجةً لذلك أهدت البرتغال سبتة إلى التاج الإسباني.
خسرت البرتغال كل حيازاتها بعد هزيمة البرتغاليين على يد حاكم إمبراطورية ماراثا تشمناجي آبا وعلى يد شيفابا ناياكا حاكم مملكة كليدي نياكا ومع نهاية المواجهة مع الهولنديين، ولم تتمسك سوى بغوا وعدة قواعدَ صغيرةٍ في الهند، كما تمكنت من استرداد بعض الأراضي في البرازيل وإفريقيا، ولكنها خسرت للأبد وجاهتها في آسيا إذ تحولت التجارة نحو الأعداد المتزايدة من التجار الإنجليز والهولنديين والفرنسيين، لذا -خلال هذا القرن- ازدادت أهمية البرازيل للإمبراطورية إذ كانت تصدر خشب البرازيل والسكر.

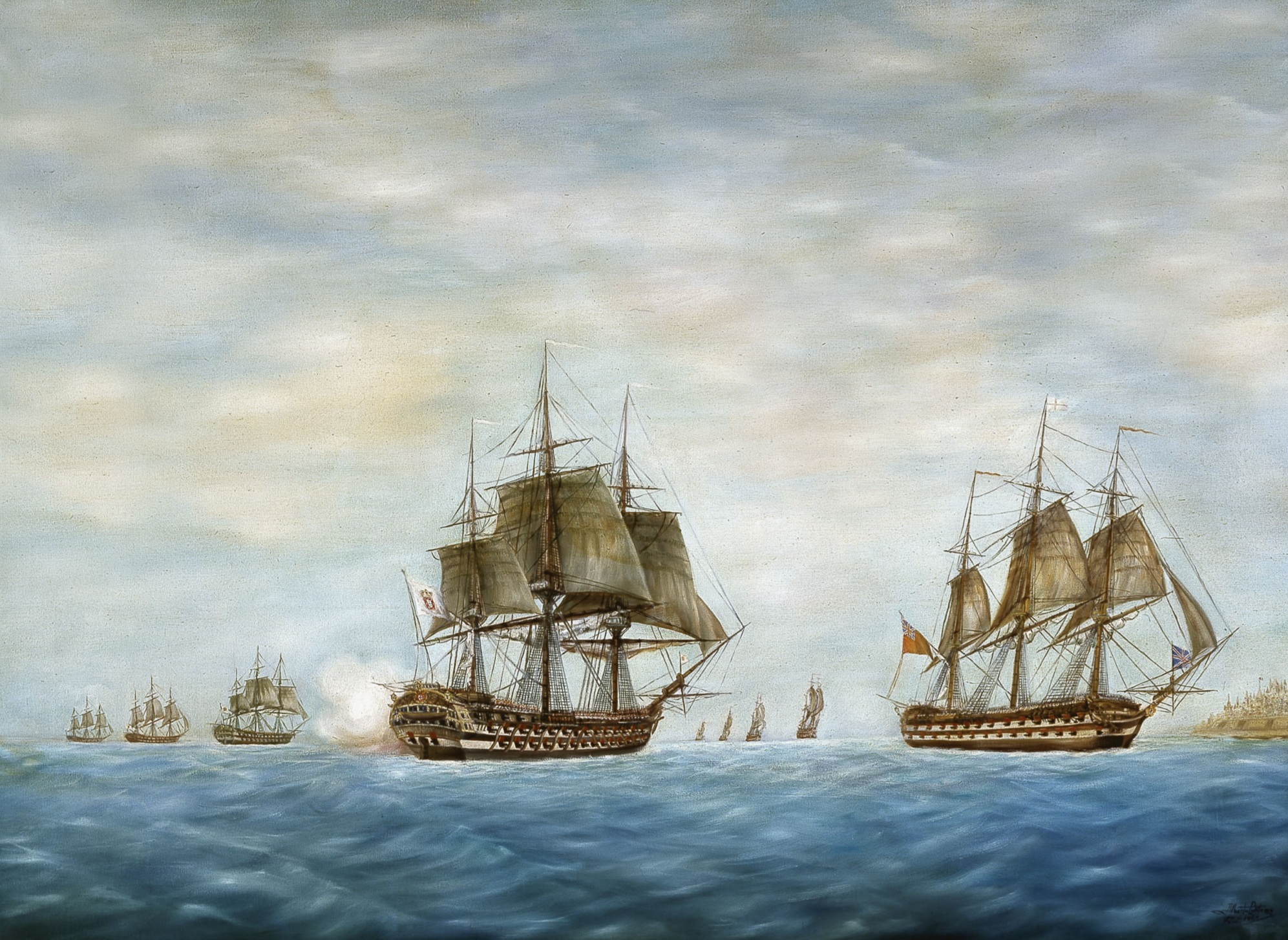
السفينة الحربية البرتغالية رانيا دي بورتغال تقدم التحية العسكرية إلى أسطول الأميرال بال في مالطا في 1798. كانت البحرية البرتغالية من أقوى البحريات في العالم في القرن الثامن عشر.

#### ميناس جرايس وصناعة الذهب
أدى اكتشاف الذهب في ميناس جرايس في البرازيل في 1693 ولاحقًا الألماس، وكذلك في ماتو غروسو وغوياس إلى "حمى الذهب" بتدفق أعدادٍ كبيرةٍ من المهاجرين لتصبح ميناس جرايس المركز الاقتصادي الجديد للإمبراطورية، مترافقًا مع انتشار المستوطنات سريعًا وظهور بعض الصراعات. أدت دورة الذهب تلك إلى تأسيس سوقٍ داخليةٍ جذابةٍ لعدد كبير من المهاجرين، فبلغ عدد سكان ميناس جرايس 250 ألف نسمة بحلول عام 1739 في ذروة ازدهار تعدين الذهب.
أدى الاندفاع على الذهب إلى زيادة عائد التاج البرتغالي زيادةً كبيرةً، فقد كان يحصّل خمس الذهب المستخرج من الأرض. كانت أعمال التهريب شائعةً مع مناوشاتٍ بين سكان ساو باولو والمهاجرين من البرتغال ومناطق البرازيل الأخرى، ليبدأ تسلسل كامل من التحكم البيروقراطي في 1710 في قبطانية ساو باولو وميناس غرايس. انفصلت ساو باولو وميناس غرايس إلى قبطانيتين بحلول عام 1718. حظر التاج أيضًا تعدين الألماس داخل مناطقه على الشركات الخاصة. ومع أن الذهب دفع التجارة العالمية، إلا أن الصناعات الزراعية أضحتِ البضاعة الرائدة في صادرات البرازيل في هذه الفترة، إذ شكل السكر 50% من مجمل الصادرات والذهب 46% عام 1760.
أصبح الأفارقة الجماعة البشرية الأكبر في ميناس غرايس، وتزايد الطلب على العبيد أثناء حمى الذهب، إذِ اشتهروا بمهارتهم في استخراجه في المنطقة. وأدى ارتفاع نسبة الوفيات بين الرقيق أثناء عملية الاستخراج بالملاك للسماح لعبيدهم بالاحتفاظ بالذهب الفائض عن الكمية المطلوبة، وهو ما جعل المُكاتَبَةَ ممكنةً. عمل المُكاتَبون في الأعمال المدنية كالخياطة والحدادة. وبالرغم من أهمية الدور الذي لعبه السود والمولاتو [الخلاسيون] المحررون في ميناس غرايس، فإن عدد المهمشين منهم كان أكبر من أي منطقةٍ أخرى في البرازيل.
شجع الذهب المكتشف في موتو غروسو وغوياس على تأمين الحدود الغربية للمقاطعة. في ثلاثينات القرن الثامن عشر حدث احتكاك مع الإسبان كثيرًا، وهدد الإسبان بإطلاق حملةٍ عسكريةٍ لإبعاد المتدخلين لكن ذلك لم يحدث، وبحلول الخمسينات تمكن البرتغاليون من ترسيخ قدمٍ سياديةٍ لهم في المنطقة.

### البرازيل في عهد البومبال وما بعد البومبال

أضعف استقلال البرازيل الإمبراطورية البرتغالية اقتصاديًا وسياسيًا لفترة طويلة.

لم تقسم البرتغال مستعمراتها في أمريكا على عكس إسبانيا، إذ عملت الرئاسات هناك تحت حكومة مركزية في سلفادور والتي كانت مسؤولة مباشرة أمام التاج الملكي في لشبونة. اتسم القرن الثامن عشر بزيادة المركزية في السلطة الملكية في جميع أنحاء الإمبراطورية البرتغالية. تعرض اليسوعيون، الذين كانوا يحمون السكان الأصليين من العبودية، للاضطهاد من نبلاء ماركيز دي بومبال، ما أدى إلى تفكيك المنظمة في المنطقة في 1759. كان بومبال يأمل في تحسين أوضاع السكان الأصليين عبر إعلانهم أحرارًا وزيادة سكان الميستيثو عبر تشجيع الزواج بينهم وبين السكان البيض. بيد أن حرية السكان الأصليين تراجعت في عهده ولم يستجب أحدٌ لدعوات الزواج بينهما. انخفضت عوائد التاج الملكي من الذهب وارتفعت عوائد المصانع التجارية في عهد البومبال. وعلى الرغم من فشل البومبال في زيادة عائدات الذهب، فقد نجحوا في تحقيق زيادة كبيرة في إنتاج القطن والأرز والكاكاو والتبغ والسكر. نتج الازدهار الاقتصادي عمومًا من عناصر وأفكار عصر التنوير في أوروبا القارية. غير أن اختفاء تأثير بعض الدول كالمملكة المتحدة أدى إلى زيادة اعتماد المملكة على البرازيل.
سعت مقاطعة ميناس جرايس تحقيق الأمر ذاته في 1789 متشجعةً بأمثلة مثل الولايات المتحدة الأميركية التي استقلت عن بريطانيا، بيد أن المحاولة باءت بالفشل، وألقي القبض على قادتها، وأعدم أحد قادتها المعروف باسم تيرادينتيس. اندلعت ثورة باهيا في 1798، متشجعة بالثورة الفرنسية أيضًا، مناديةً بمجتمعٍ بلا عبودية وبتخفيض لأسعار الطعام وتخفيف القيود على التجارة. تمكنت السلطات من إخماد الثورة والقبض على قادتها ونفي بعض منهم إلى الساحل الإفريقي. اندلعت ثورات أخرى على نطاق أصغر من 1801 إلى 1816 وبدأت مخاوف في البرتغال من أن تكون البرازيل "هايتي ثانية".

#### استقلال البرازيل
غزا نابليون بونابرت البرتغال في 1808، فأمر جواو السادس بنقل الملكية إلى البرازيل، وفي 1815 حصلت البرازيل على لقب مملكة، لتصبح البرتغال رسميًا المملكة المتحدة للبرتغال والبرازيل والغرب، وانتقلت العاصمة من لشبونة إلى ريو دي جانيرو، كمثال أوحد لدولة أوروبية تُحكم من إحدى مستعمراتها.
أدت الحادثة، على الرغم من عودة العائلة الملكية إلى البرتغال في 1821، إلى زيادة رغبة البرازيليين في الاستقلال. في 1822 أعلن بيدرو الأول ابن جواو السادس استقلال البرازيل في 7 سبتمبر 1822، ليصبح الإمبراطور الأول لإمبراطورية البرازيل. استقلت البرازيل سلميًا بخلاف المقاطعات الإسبانية في أميركا الجنوبية.

### الإمبراطورية البرتغالية الثالثة (1822-1999)
| التسلسل الزمني للإمبراطورية البرتغالية | التسلسل الزمني للإمبراطورية البرتغالية                                                           |
| الإمبراطورية البرتغالية الثالثة        | الإمبراطورية البرتغالية الثالثة                                                                  |
| -------------------------------------- | ------------------------------------------------------------------------------------------------ |
| 1890                                   | بريطانيا تقدم إنذارًا للبرتغال بعدم استعمار المزيد من الأراضي في إفريقيا والبرتغال ترضخ للمطالب.  |
| 1891                                   | اغتيال الملك كارلوس والأمير لويس فيليبي في لشبونة وسقوط الملكية في البرتغال وتحولها إلى جمهورية. |
| 1916                                   | ألمانيا تعلن الحرب على البرتغال لتقحمها في الحرب العالمية الأولى.                                |
| 1961                                   | الجيش الهندي يغزو غوا ودمن وديو بعد رفض أنطونيو سالازار طلبًا من الهند بتسليمها.                  |
| 1974                                   | انهيار نظام إستادو نوفو بعد هزيمة البرتغال في حروب البرتغال الاستعمارية.                         |
| 1975                                   | تيمور الشرقية تعلن استقلالها عن البرتغال.                                                        |
| 1987                                   | البرتغال توقع الإعلان المشترك بشأن مسألة ماكاو مع الصين                                          |
| 1999                                   | انتقال السيادة على ماكاو من البرتغال إلى الصين ونهاية الإمبراطورية البرتغالية رسميًا.             |

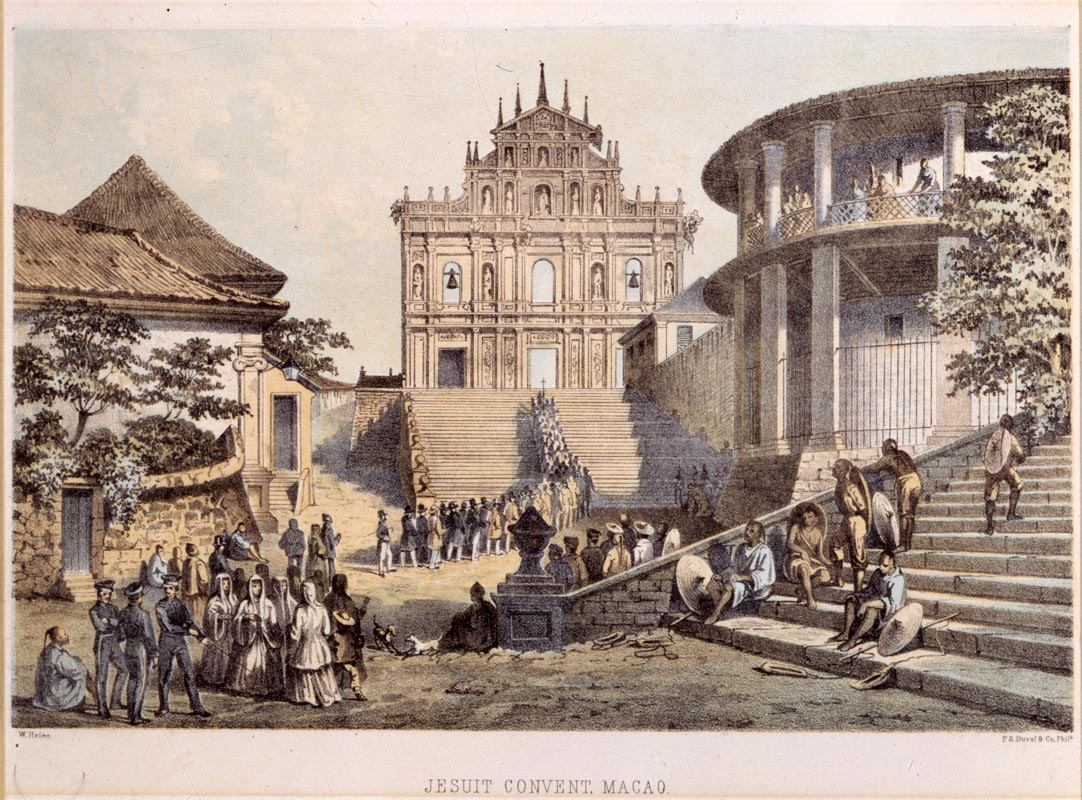
واجهة كلية سانت بول في ماكاو في 1854

خسرت البرتغال أراضيها في أميركا الجنوبية وجميع قواعدها في آسيا باستثناء عدد قليل منها خلال ذروة الاستعمار الأوروبي في القرن التاسع عشر. ركزت الاستعمار البرتغالي في هذه المرحلة على توسيع قواعده إلى مناطق بحجم دولة في إفريقيا للتنافس مع القوى الأوروبية الأخرى هناك. أحاطت البرتغال بأنغولا وموزمبيق وكان المستكشفون سيربا بينتو وهيرمنغيلدو كابيلو وروبيرتو إيفنز من أوائل الأوروبيين الذين عبروا إفريقيا من غربها إلى شرقها.

#### الإنذار البريطاني ونهاية الملكية البرتغالية (1890-1910)

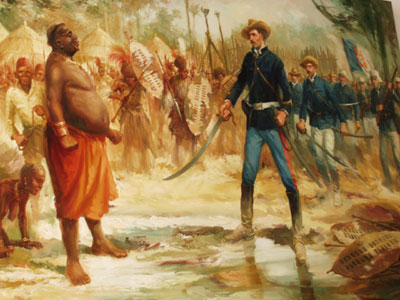
أطلقت البرتغال حملات في القرن التاسع لتدعيم إفريقيا البرتغالية.

مَثَل ربط مستعمرات البرتغال الاثنتين، في ما يعرف باسم الخريطة الوردية، الهدف الرئيسي لسياستها في ثمانينات القرن التاسع عشر. بيد أن الفكرة لم تكن مقبولة لدى البريطانيين الذين كانت لديهم تطلعاتهم الخاصة في الأراضي البريطانية المتجاورة الممتدة من القاهرة إلى كيب تاون. قدمت بريطانيا إنذارها في 1890 للملك كارلوس الأول فانتهى حلم الخريطة الوردية.
استغل الجمهوريون رد فعل الملك على الإنذار، ما أدى إلى اغتيال الملك كارلوس والأمير لويس فيليبي في لشبونة في 1 فبراير 1908، على يد اثنين من الثوار الجمهوريين هما ألفريدو لويس دا كوستا ومانويل بويسا. جلس أخ فيليب الأمير مانويل على العرش ليصبح مانويل الثاني ملك البرتغال، الذي أطيح به بعد سنتين في 5 أكتوبر 1910 وهرب إلى المنفى في إنجلترا في فولويل بارك، في تويكنهام بالقرب من لندن، وتحولت البرتغال إلى جمهورية.

#### الحرب العالمية الأولى
وضعت الإمبراطورية الألمانية خططًا للاستيلاء على أنغولا من البرتغال في 1914. بدأت المناوشات بين البرتغاليين والألمان ما أدى إلى إرسال التعزيزات من البرتغال بهدف استرداد مثلث كيونغا في شمال موزمبيق الذي استولت عليه ألمانيا. أعلنت ألمانيا الحرب على البرتغال بعد أن احتجزت الأخيرة سفنًا ألمانية في 1916، فأعلنت البرتغال الحرب على ألمانيا بالمثل، لتدخل البرتغال الحرب العالمية الأولى. قدمت البرتغال في بداية الحرب الدعم للحلفاء في فرنسا. في 1916 لم يقع سوى هجوم واحد على الأراضي البرتغالية، في ماديرا. أسس العسكريون البرتغاليون، بالتعاون مع فيلق الغابات الكندي، قاعدة لقطع الأشجار في منطقة يشار إليها حاليًا باسم «المدفأة البرتغالية». في 1917 قدمت البرتغال الدعم لبريطانيا بصناعة الأخشاب اللازمة للمجهود الحربي.
أرسلت البرتغال وحدات عسكرية إلى جبهة الحلفاء في فرنسا طوال 1917. في منتصف العام تكبدت البرتغال أولى خسائرها في الحرب. خاض البرتغاليون والبريطانيون معارك عديدة في إفريقيا البرتغالية ضد الألمان في كل من موزمبيق وأنغولا. في وقت لاحق من العام نفسه، تسللت الغواصات الألمانية إلى المياه البرتغالية مجددًا وهاجمت ماديرا مما أدى لغرق سفنًا برتغاليةً عدة. استمرت البرتغال في القتال على جانب الحلفاء ضد ألمانيا مع بداية 1918 بما في ذلك مشاركتها في معركة ليز الشهيرة. مع دخول الخريف، حققت ألمانيا انتصارات في إفريقيا البرتغالية وأغرقت عدة سفن برتغالية. انتهت الحرب العالمية الأولى بتوقيع ألمانيا على الهدنة (حسب وجهة النظر البرتغالية) بعد ما يقرب من ثلاث سنوات من القتال. استردت البرتغال في مؤتمر باريس للسلام كل الأراضي التي خسرتها أثناء الحرب، لكنها لم تحتفظ (بمبدأ الحدود الموروثة) للأراضي التي اكتسبتها خلال الحرب، باستثناء كيونغا، وهي مدينة ساحلية في تنزانيا الحديثة.
شملت الأراضي البرتغالية في إفريقيا الرأس الأخضر وساو تومي وبرينسيب وغينيا بيساو وأنغولا وموزمبيق.

#### إنهاء الاستعمار

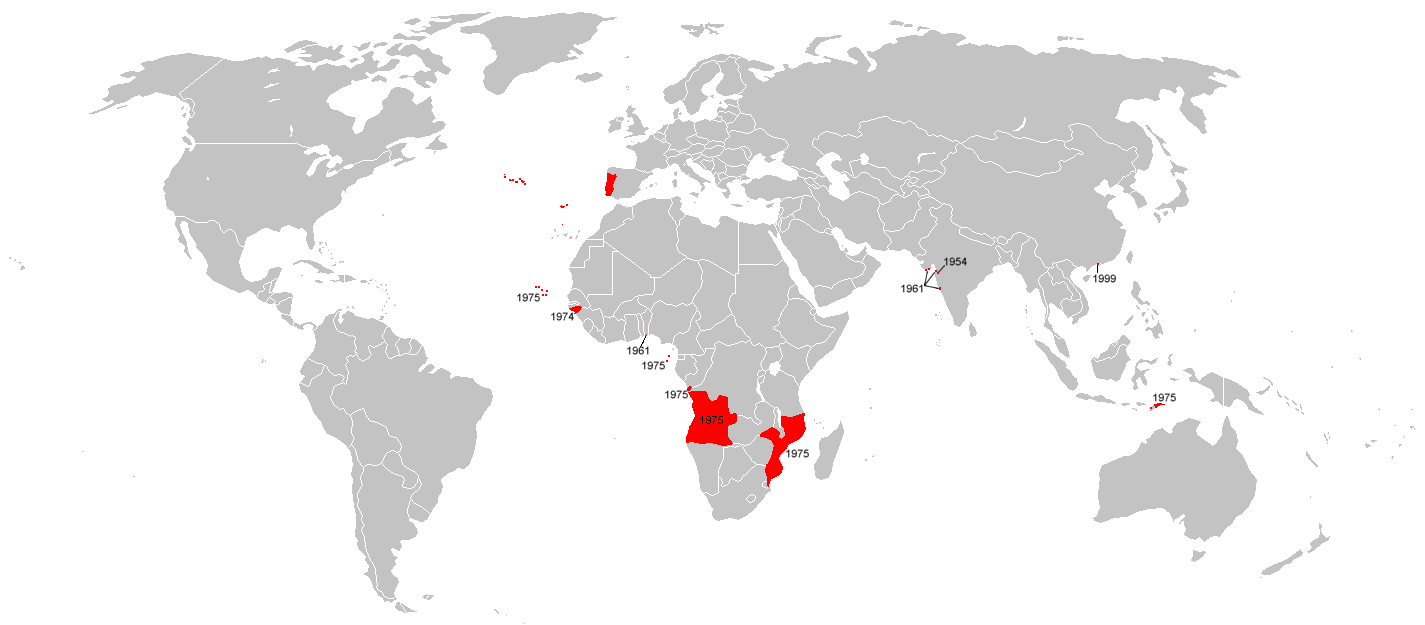
بحلول القرن العشرين، لم تعد البرتغال تطلق على نفسها لقب إمبراطورية وإنما دولة عابرة القارت لها أراضٍ وراء البحار.

بدأت حركات إنهاء الاستعمار في اكتساب زخمٍ في إمبراطوريات القوى الأوروبية مع نهاية الحرب العالمية الثانية. كذلك أدت الحرب الباردة إلى تقويض الاستقرار في أراضي البرتغال ما وراء البحار، مع سعي الولايات المتحدة والاتحاد السوفيتي إلى توسيع دوائر التأثير الخاصة بهما. ومع منح بريطانيا الاستقلال إلى الهند في 1947، وقرار فرنسا السماح لمقاطعاتها في الهند بالانضمام للدولة الناشئة حديثًا، تزايد الضغط على البرتغال لفعل الشيء ذاته، بيد أن أنطونيو سالازار عارض ذلك بشدة بعد توليه السلطة في 1933. رفض سالازار في 1950 طلبًا من رئيس وزراء الهند جواهر لال نهرو بإعادة الأراضي، لاعتباره أنها جزء أصيل من أراضي البرتغال. في العام التالي عُدل الدستور البرتغالي لتكتسب المقاطعات لقب مقاطعات ما وراء البحار. أدت ثورة محلية في 1954 إلى الإطاحة بالسلطة البرتغالية في مقاطعة دادرا وناجار هافلي. أصبح الوجود البرتغالي في الهند غير مرحب به من كل أطياف شبه القارة الهندية ومن الاتحاد السوفيتي وحلفائه أيضًا. في 1961 وبعد اندلاع ثورة ضد البرتغاليين في أنغولا، أمر نهرو الجيش الهندي بغزو غوا ودمن وديو والتي استولى عليها سريعًا وضمها لبلاده في العام التالي. رفض سالازار الاعتراف بانتقال السيادة عليها، معتبرًا أنها أراضٍ محتلة فقط. استمر تمثيل مقاطعة غوا في البرلمان البرتغالي حتى 1974.

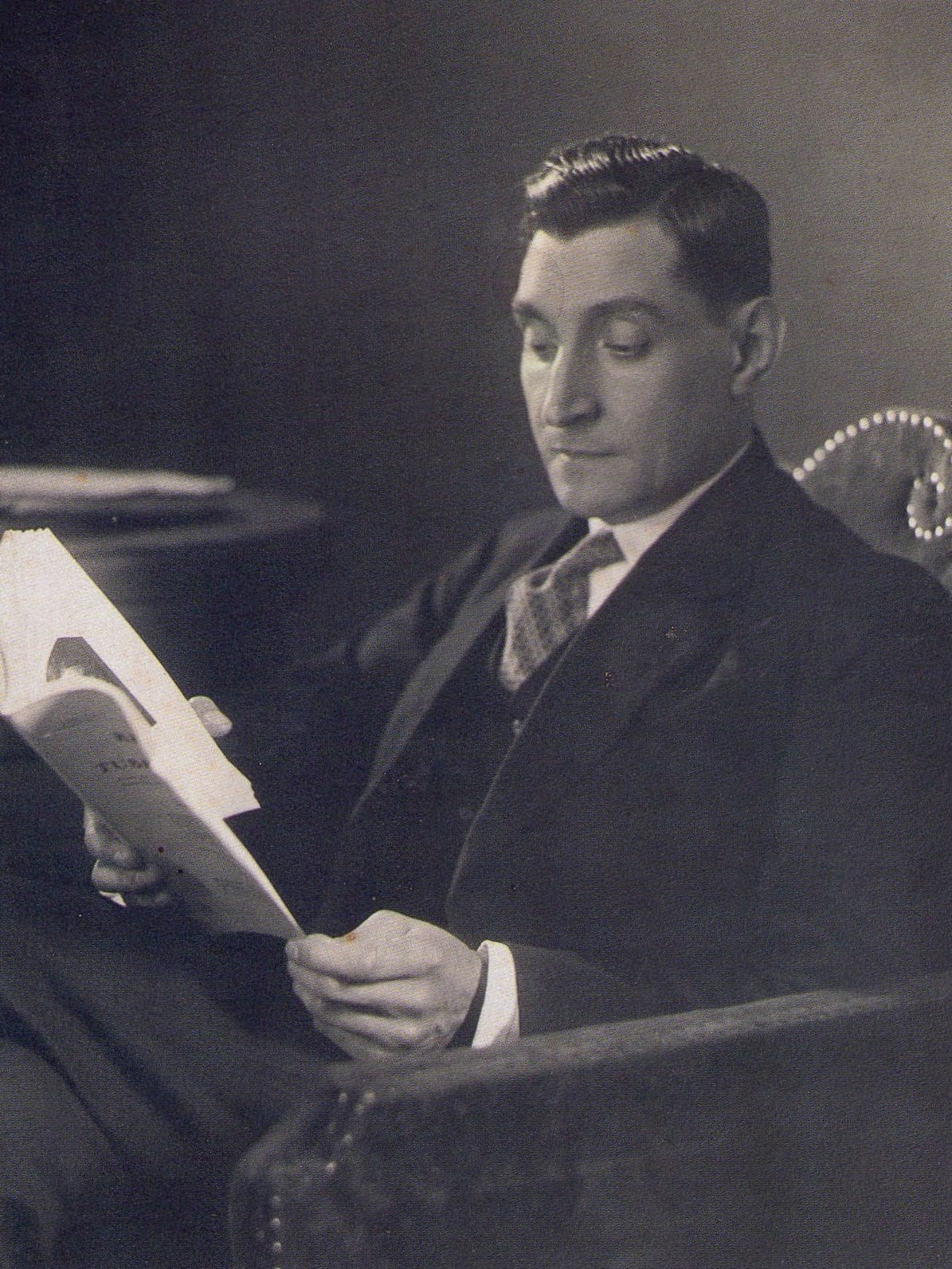
سعى أنطونيو دي أوليفيرا سالازار إلى الحفاظ على البرتغال العابرة للقارات لكنه فشل في ذلك.

كان اندلاع أعمال العنف في أنغولا في 1961 بداية النهاية للوجود البرتغالي في إفريقيا. رأى الضباط البرتغاليين أنهم لن يكونوا قادرين على التعامل عسكريًا مع اندلاع حرب شوارع وبالتالي يجب بدء المفاوضات مع حركات الاستقلال، لكن سالازار أعلن على الملأ أنه ينتوي الحفاظ على الإمبراطورية قائمة، ومع نهاية العام أرسل 50000 من الجنود إلى هناك. في نهاية العام ذاته، ضمت داهومي (بنين اليوم) قلعة ساو جواو بابتيستا البرتغالية بعد أن استقلت عن فرنسا. انتقلت حالة الفوضى من أنغولا إلى غينيا التي ثارت في 1963 وموزمبيق في 1964.
لم يرغب الحكام البرتغاليون في تحقيق مطالب السكان (على عكس القوى الأوروبية الأخرى) من ناحية لأنهم اعتقدوا أن البرتغال غير قادرة على تحقيق استراتيجية خروج ناجحة من مستعمراتها، ومن ناحية بسبب غياب مفاوضات حرة وجادة في دولة سالازار الدكتاتورية الذي يتمسك بمستعمراته على الرغم من اتفاق مناهضة الاستعمار في الأمم المتحدة منذ بداية الستينات. أدى الدعم السوفيتي المتزايد وتكلفة حروب البرتغال الاستعمارية (1961-1974) إلى انهيار نظام إستادو نوفو في 1974. سعى النظام التالي إلى التفاوض الجاد على الانسحاب من مستعمراته الإفريقية في ما يعرف بثورة القرنفل. أدت هذه الأحداث إلى نزوح المواطنين البرتغاليين من الأراضي البرتغالية في إفريقيا (معظمهم من أنغولا وموزمبيق) ما شكل أكثر من مليون لاجئ برتغالي. اعترف النظام البرتغالي أيضًا بغوا وبباقي الأراضي البرتغالية التي ضمتها الهند في حرب غوا. قبلت البرتغال طلب بنين لساو جواو بابتيستا في 1974.
اندلعت الحروب الأهلية سريعًا في أنغولا وموزمبيق بعد تشكيل حكومات شيوعية من الثوار السابقين وبدعم من الاتحاد السوفيتي وكوبا في مواجهة مقاتلين بدعم من دول مثل زائير وجنوب إفريقيا والولايات المتحدة. أعلنت تيمور الشرقية استقلالها أيضًا في 1975 لينزح آلاف من البرتغاليين إلى البرتغال. بيد أن إندونيسيا احتلت تيمور الشرقية سريعًا وحتى 1999. أدى الاستفتاء على استقلال تيمور الشرقية إلى ميل الغالبية نحو الاستقلال وهو ما حدث في 2002.
وقعت البرتغال الإعلان المشترك بشأن مسألة ماكاو مع جمهورية الصين الشعبية لتوضيح الشروط لنقل السلطة على ماكاو إلى الصين في 1987. وعلى الرغم من التشابه مع الإعلان الصيني البريطاني المشترك لنقل هونغ كونغ قبلها بسنتين، فقد قوبل نقل ماكاو بمعارضة أقل، إذ كانت البرتغال تعترف بماكاو أرضًا صينية تحت حكم برتغالي منذ 1979. طبقًا لاتفاق النقل، ستُحكم ماكاو بسياسة بلد واحد نظامين مختلفين، إذ ستتمتع بدرجة كبيرة من الحكم الذاتي وستحافظ على أسلوب الحياة الرأسمالي لخمسين سنة على الأقل. كان انتقال السيادة على ماكاو في 1999 نهاية الإمبراطورية البرتغالية رسميًا ونهاية الاستعمار في آسيا.

## التراث

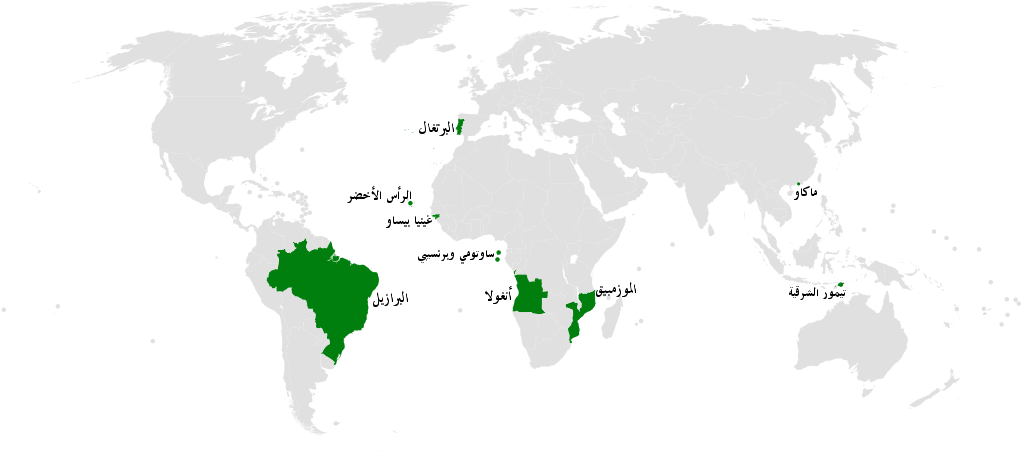
أعضاء مجموعة البلدان المتحدثة بالبرتغالية

يُنظر حاليًا إلى مجموعة البلدان الناطقة بالبرتغالية على أنها الوريث الثقافي والدولي للإمبراطورية البرتغالية.
عادت ماكاو إلى الصين في 20 ديسمبر 1999 طبقًا لشروط الاتفاق المبرم بين جمهورية الصين الشعبية والبرتغال قبل ذلك باثني عشرة عامًا، وإن بقيت اللغة البرتغالية لغة رسمية مشتركة بجانب الصينية اليؤ في ماكاو.
الأزور وماديرا (تدير ماديرا الجزر الوحشية غير المسكونة) هما أرضي ما وراء البحار الوحيدتان المرتبطتان بالبرتغال سياسيًا. اعتُبرت تيمور الشرقية في الفترة 1999-2002 آخر مستعمرات البرتغال المتبقية، رغم أن البرتغال بدأت إنهاء الاستعمار بها في 1975، لأن البرتغال لم تعترف بالغزو الإندونيسي لتيمور الشرقية.
اللغة البرتغالية هي اللغة الرسمية في ثماني دول من مستعمرات البرتغال السابقة كأعضاء –بجانب البرتغال- في مجموعة البلدان الناطقة بالبرتغالية التي تشكل مجملًا 10,742,000 كم2 أو 7.2% من مساحة الأرض الكلية. يراقب المنظمة 32 مراقبًا في 2023 لتعكس الوصول العالمي وتأثير الإمبراطورية البرتغالية السابقة. قدمت اثنا عشر مرشحًا لدول أو مناطق لنيل العضوية في المنظمة وفي انتظار قبولها.
اللغة البرتغالية هي إحدى أكثر اللغات المنطوقة اليوم في المرتبة السادسة بنحو 240 مليون متحدثٍ حول العالم، كما أنها ثالث أكثر اللغات في الأمريكتين –لوجود البرازيل- وإن وجدت مجتمعات ناطقة بالبرتغالية في دول أخرى مثل كندا والولايات المتحدة وفنزويلا. توجد عدة لغات مولدة برتغالية الأصل، مثل اللغة التي يستخدمها شعب كرستانغ في ملقا.
تُسمى فاكهة البرتقال نسبة للبرتغال في معظم اللغات الهندية الأوروبية الحديثة لأن التجار البرتغاليين كانوا أول من أدخل شجرة البرتقال الحلو إلى أوروبا. أمثلة على ذلك في الألبانية portokall (بورتوكال)، والبلغارية портокал (بورتوكال)، واليونانية πορτοκάλι (بورتوكالي)، والمقدونية портокал (بورتوكال)، والفارسية پرتقال (بورتوغال)، والرومانية portocală (بورتوكالا)، والعربية برتقال، والجورجية ფორთოხალი (بورتوزالي)، والتركية portakal (بورتوكال)، والأمهرية birtukan (برتوكان). تسمى الفاكهة في اللهجات الإيطالية الجنوبية (كالنابوليتانية) portogallo بورتوغالو أو purtuallo بورتوالو (حرفيًا البرتغالية) عكس اللغة الإيطالية الرسمية (آرانشا).
تقود البرتغال والبرازيل –في ضوء الأهمية على الساحة العالمية- الحركة لتضمين اللغة البرتغالية كإحدى اللغات الرسمية في الأمم المتحدة.

خريطة مجموعة البلدان الناطقة باللغة البرتغالية: الدول الأعضاء (أزرق)، المراقبون (أخضر)، الدول والمناطق الراغبة في الانضمام (ذهبي).
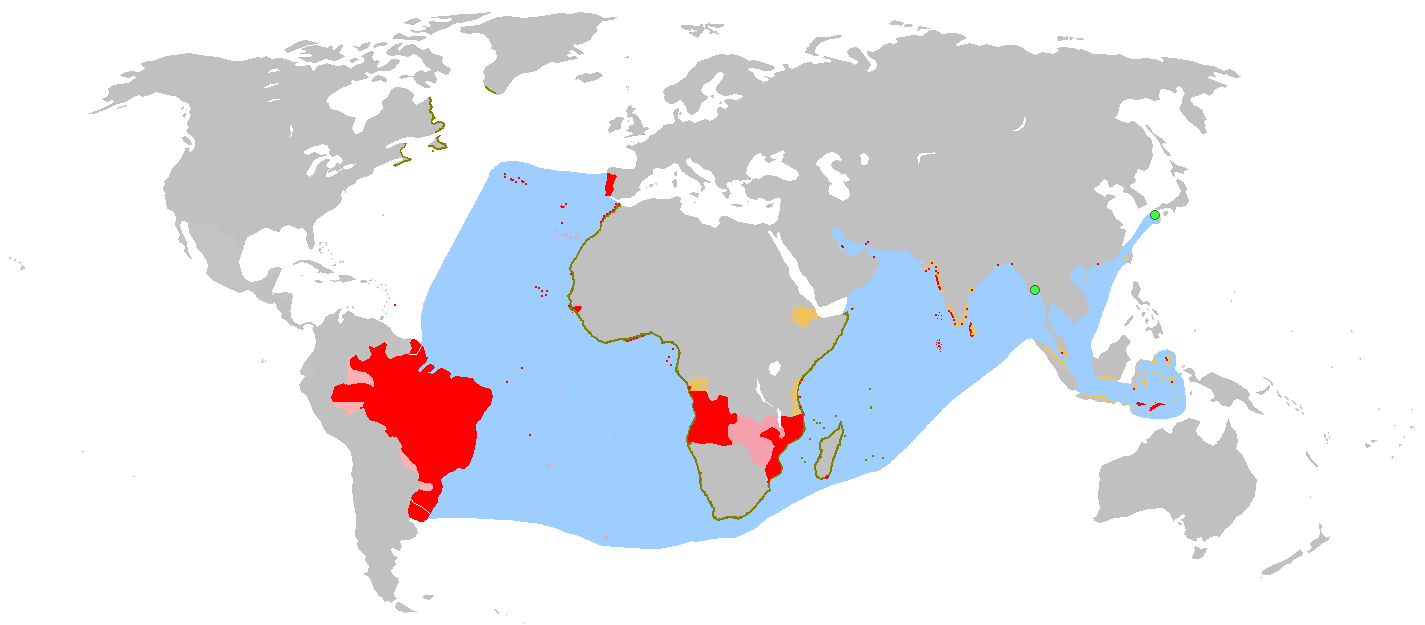
ممتلكات فعلية استكشافات مناطق النفوذ والتجارة مناطق تدعي السيادة عليها محطات تجارة الاستكشافات البحرية الرئيسية ومناطق النفوذ البحرية
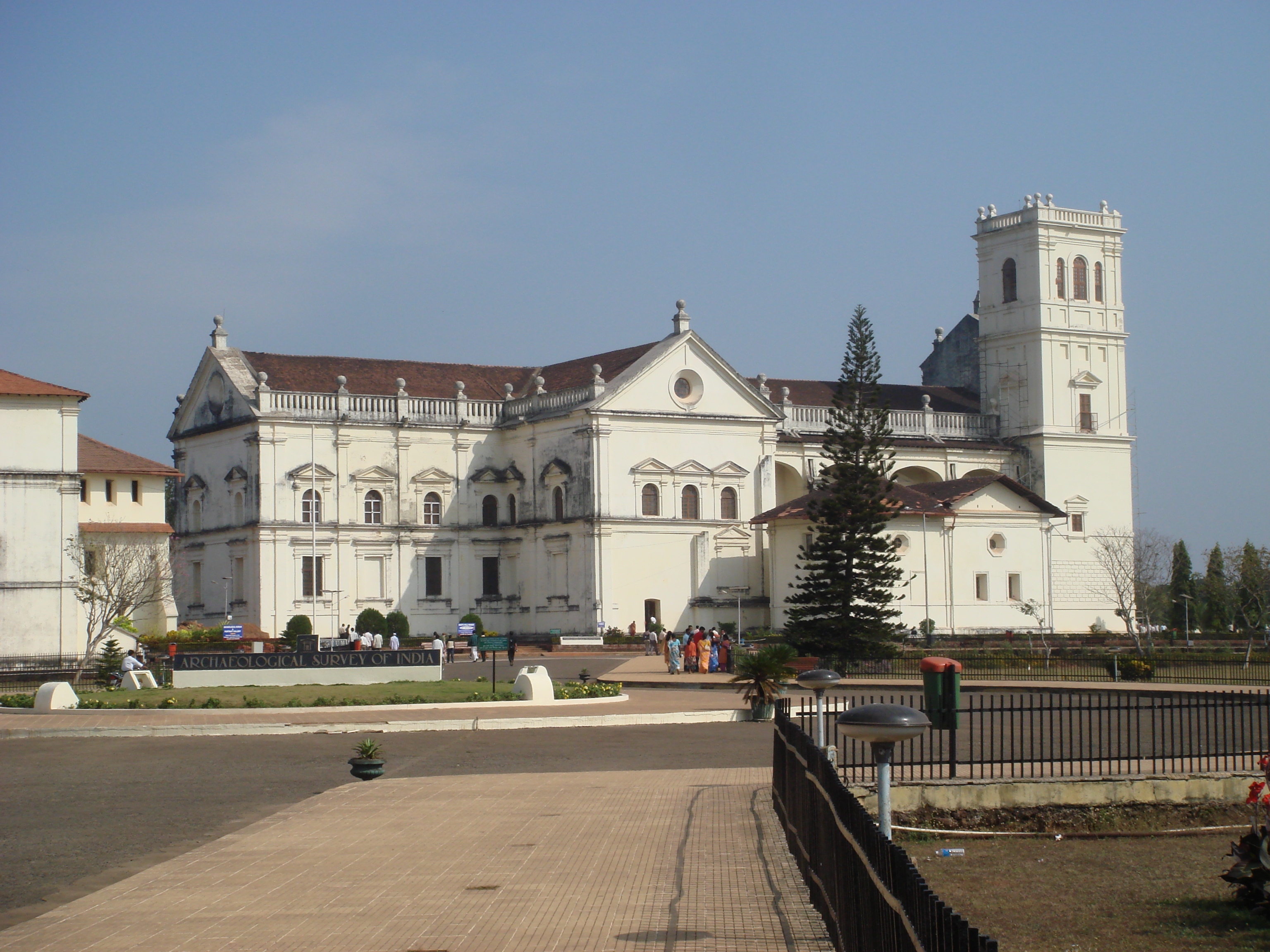
كاتدرائية سي في غوا إحدى أمثلة العمارة البرتغالية وإحدى أكبر الكنائس في آسيا.
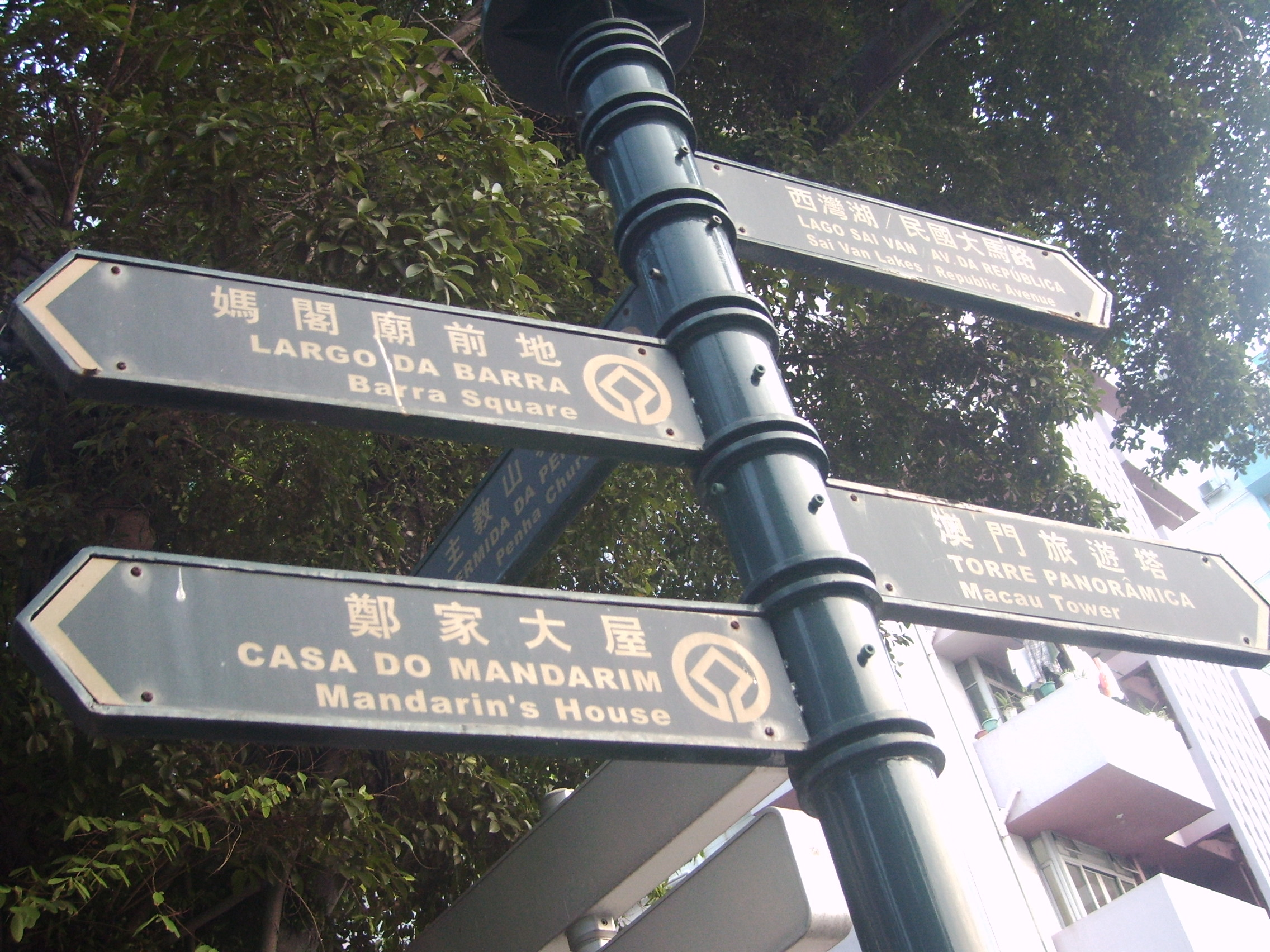
البرتغالية لغة رسمية في ماكاو بجانب الصينية حتى اليوم.
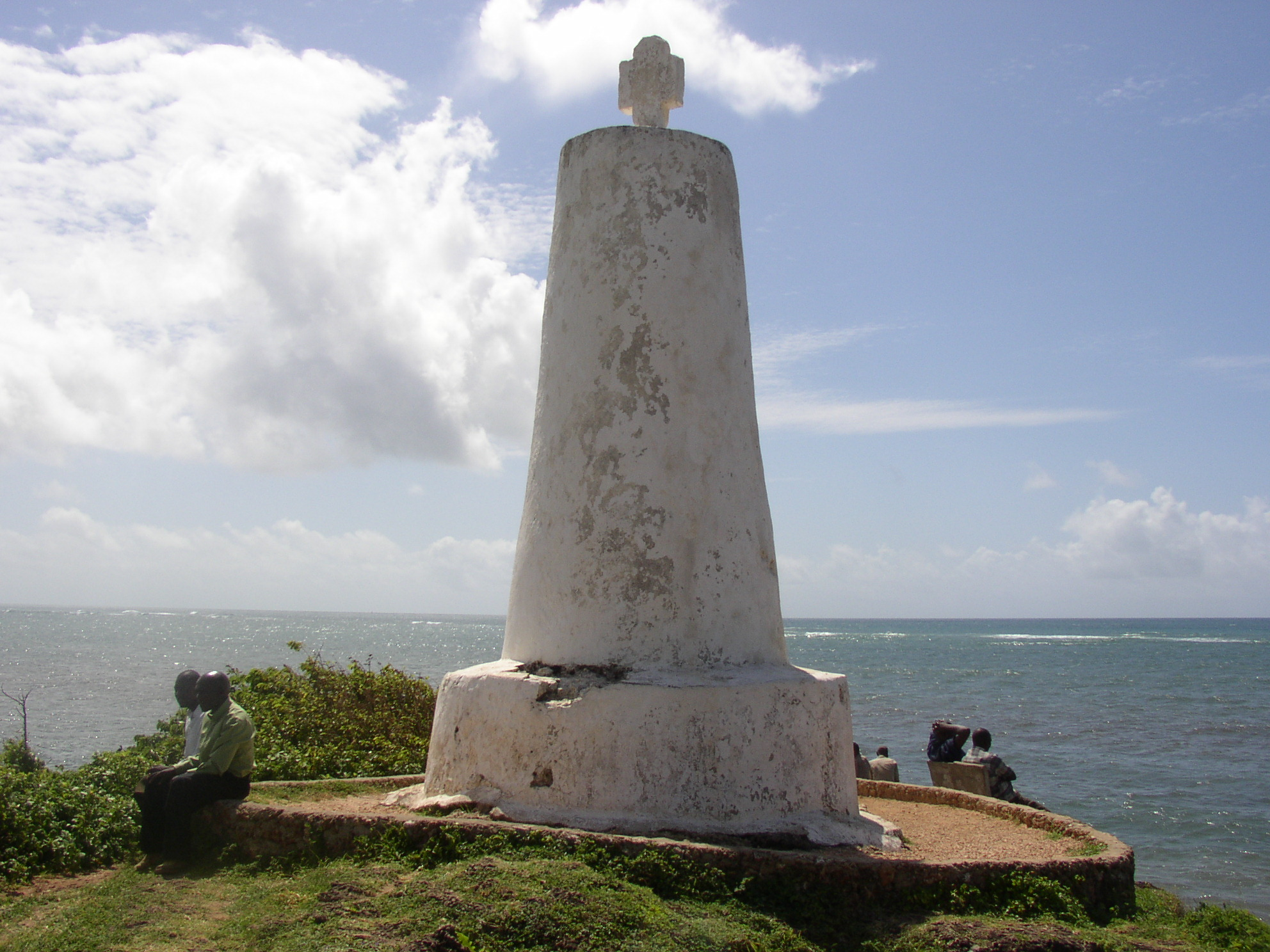
عمود فاسكو دا غاما في ماليندي، كينيا.

- ممتلكات فعلية
   استكشافات
   مناطق النفوذ والتجارة
   مناطق تدعي السيادة عليها
   محطات تجارة
   الاستكشافات البحرية الرئيسية ومناطق النفوذ البحرية
- كاتدرائية سي في غوا إحدى أمثلة العمارة البرتغالية وإحدى أكبر الكنائس في آسيا.
- البرتغالية لغة رسمية في ماكاو بجانب الصينية حتى اليوم.
- عمود فاسكو دا غاما في ماليندي، كينيا.

## هوامش
1. ↑  (بالبرتغالية: São João Baptista de Ajudá)
2. ↑  (بالبرتغالية: padrões)
3. ↑  (بالبرتغالية: cartaz)
4. ↑  السلطان قانصوه الغوري سلطان مصر
5. ↑  (بالبرتغالية: Santa Catarina do Monte Sinai)
6. ↑  (بالبرتغالية: Prazeros) هم ملاك الأراضي من البرتغاليين والأفارقة البرتغاليين الذين حكموا إقطاعيات واسعة تسمى برازوس استأجروها من التاج البرتغالي، في وادي زمبيزي.
7. ↑  (بالبرتغالية: Rainha de Portugal)
8. ↑  المُكاتَب هو العبد الذي يشتري حريته مقابل مبلغٍ من دخله الخاص -وهو ما يفيض على الدخل الذي يطلبه المالك (كأن يقول له: لي عليك مبلغ كذا كل يومٍ وما زاد فهو لك)- أو لقاء أداء أعمالٍ أو خدماتٍ معينةٍ في مدةٍ معلومةٍ للسيد، وهي ميزة أتى بها التشريع الإسلامي خلافاً لمجتمعات الرق السابقة وكان مندوبًا من المالك إجابة عبده إذا طلب المُكاتَبَةَ وإعانته عليها كأن يقسطها له (وهو الشكل الغالب من المكاتبة)، ويسمى العبد مكاتَبًا (مع أحكامٍ خاصةٍ كحرمة بيعه مثلًا) إلى أن يفيَ بمستحقات العقد فيصبح حرًّا كاملًا. اقتبس هذه الخصلة المجتمع الإيبيري والمجتمعات المنبثقة عنه كأمريكا اللاتينية، ولم تعرفها المجتمعات الأوربية الأخرى (أمريكا الشمالية مثلاً). كانتِ العادات الإيبيرية المتأثرة بالمجتمع الإسلامي -ومنها المتعلقة بالرق- هي ما جعل مجتمعات أمريكا اللاتينية سريعة الاندماج ولم تعرفِ التمييز أو الفصل العنصري (انظر: كافين رايلي: الغرب والعالم، عالم المعرفة، ج2، الفصل 15: "العنصرية واللون: الاستعمار والرق"، ص 81-114).

### فهرس المراجع
المنشورات
بالإنكليزية
1. ↑  Kristin (2018), p. 14.
2. ↑  Russo (2000), p. 314.
3. ↑  [a] Page-Sonnenberg (2003), p. 14.
[b] Brockey (2008), p. 14.
[c] Juang-Morrissette (2008), p. 14.
4. ↑  Diffie-Winius (1977), p. 301.
5. ↑  Newitt (2005), p. 301.
6. 1 2  Newitt (2005), p. 19.
7. ↑  Boxer (1969), p. 19.
8. ↑  Abernethy (2000), p. 4.
9. ↑  Newitt (2005), p. 21.
10. 1 2  Diffie-Winius (1977), p. 55.
11. ↑  Diffie-Winius (1977), p. 56.
12. ↑  Anderson 2000، صفحة 50
13. ↑  Coates (2002), p. 60.
14. ↑  Stavrianos (1966), p. 92.
15. ↑  Diffie-Winius (1977), p. 68.
16. ↑  Boxer (1969), p. 301.
17. ↑  Russell-Wood (1998), p. 9.
18. ↑  Rodriguez (2007), p. 9.
19. ↑  Diffie-Winius (1977), p. 469.
20. ↑  Davis (2006), p. 84.
21. ↑  Bethencourt-Curto (2007), p. 232.
22. ↑  White (2005), p. 138.
23. ↑  Gann-Duignan (1972), p. 273.
24. ↑  Diffie-Winius (1977), p. 156.
25. ↑  Anderson (2000), p. 59.
26. ↑  Newitt (2005), p. 47.
27. ↑  Anderson (2000), p. 55.
28. ↑  McAlister (1984), p. 73.
29. ↑  Bethencourt-Curto (2007), p. 165.
30. ↑  Diffie-Winius (1977), p. 174.
31. 1 2  Diffie-Winius (1977), p. 176.
32. ↑  Boxer (1969), p. 36.
33. ↑  Scammell (1997), p. 13.
34. ↑  McAlister (1984), p. 75.
35. ↑  McAlister (1984), p. 76.
36. 1 2  Diffie-Winius (1977), p. 274.
37. ↑  Bethencourt-Curto (2007), p. 207.
38. ↑  Abeyasinghe (1986), p. 2.
39. ↑  Disney (2009), p. 233.
40. ↑  Macmillan (2000), p. 11.
41. ↑  Diffie-Winius (1977), p. 237.
42. 1 2  Disney (2009), p. 128.
43. ↑  Diffie-Winius (1977), p. 245.
44. ↑  Subrahmanyam (2012), p. 67.
45. ↑  Disney (2009), p. 129.
46. ↑  Diffie-Winius (1977), p. 238.
47. ↑  Shastry (2000), p. 34-45.
48. 1 2  Disney (2009), p. 130.
49. ↑  Souza (1990), p. 220.
50. ↑  Mehta (1980), p. 291.
51. ↑  Ricklefs (1990), p. 23.
52. 1 2  Kratoska (2004), p. 98.
53. ↑  Gipouloux (2011), p. 301-302.
54. ↑  Newitt (2005), p. 78.
55. ↑  Ooi (2009), p. 202.
56. ↑  Lach (1994), p. 520-521.
57. ↑  West (2009), p. 800.
58. ↑  Quanchi (2005), p. xliii.
59. ↑  Harris (2015), p. 225.
60. ↑  Ward (2008), p. 37.
61. ↑  Jesus (1902), p. 5.
62. 1 2  Dodge (1976), p. 226.
63. ↑  Whiteway (1899), p. 226.
64. ↑  Disney (2009), p. 175.
65. ↑  Ooi (2009), p. 1340.
66. ↑  O'Flanagan (2008), p. 125.
67. ↑  Pearson (1976), p. 74.
68. ↑  Malekandathil (2010), p. 138.
69. ↑  Mathew (1988), p. 116.
70. ↑  Uyar (2009), p. 76.
71. ↑  Stapleton (2013), p. 17-18.
72. ↑  Mancall (2007), p. 207.
73. 1 2  Thornton (2000), p. 101.
74. 1 2  Heywood (2007), p. 83.
75. ↑  Diffie-Winius (1977), p. 464.
76. ↑  Bethencourt-Curto (2007), p. 262.
77. ↑  Disney (2009), p. 116.
78. ↑  Sauer (2022), p. 49.
79. ↑  Silva (1971), p. 83.
80. ↑  Disney 2009a، صفحة 116
81. ↑  Herring (1968), p. 214.
82. ↑  Marley (2008), p. 76.
83. ↑  Marley (2008), p. 76-78.
84. 1 2  Marques (1972), p. 254.
85. ↑  Marley (2008), p. 78.
86. 1 2  Marley (2008), p. 694.
87. ↑  Brakel (1998), p. 35, 38–40.
88. ↑  Marques (1972), p. 255.
89. ↑  Marques (1972), p. 256.
90. ↑  Mahoney (2010), p. 246.
91. ↑  Russell-Wood (1968), p. 47.
92. ↑  Ladle (2000), p. 185.
93. 1 2  Marley (2008), p. 86.
94. ↑  Marley (2008), p. 90.
95. ↑  Treece (2000), p. 31.
96. ↑  Marley (2008), p. 92.
97. ↑  Treece (2000), p. 91.
98. ↑  Schwartz 1973، صفحة 41
99. ↑  Kamen (1999), p. 177.
100. 1 2  Boyajian (2008), p. 11.
101. ↑  Gallagher (1982), p. 8.
102. ↑  Anderson (2000), p. 104.
103. ↑  Boxer (1969), p. 386.
104. ↑  Bethencourt-Curto (2007), p. 111.
105. 1 2  Anderson (2000), p. 105.
106. ↑  Thomas (1997), p. 159.
107. ↑  Lockhart (1983), p. 250.
108. ↑  Newitt (2005), p. 163.
109. ↑  Disney (2009), p. 186.
110. ↑  Smith (1986), p. 25.
111. ↑  Puga (2002), p. 9.
112. ↑  Lach (1994), p. 250.
113. ↑  Linschoten (1596), p. 1.
114. ↑  Crow (1992), p. 241.
115. ↑  Bowen (2003), p. 2.
116. ↑  Disney (2009), p. 74-73.
117. ↑  Disney (2009), p. 169.
118. ↑  Disney (2009), p. 350.
119. ↑  Shadle (1991), p. 204.
120. ↑  Goodman (2013), p. 13.
121. ↑  Tenenbaum (1996), vol. 4, p. 254–255.
122. ↑  Tenenbaum (1996), vol. 5, p. 2.
123. ↑  Cowans (2003), p. 180.
124. ↑  Ahmed (2011), p. 330.
125. ↑  Boxer (1969), p. 168.
126. ↑  Disney (2009), p. 268.
127. ↑  Disney (2009), p. 269.
128. ↑  Disney (2009), p. 268-269.
129. ↑  Disney (2009), p. 273.
130. ↑  Disney (2009), p. 288.
131. 1 2  Disney (2009), p. 298.
132. ↑  Disney (2009), p. 289.
133. ↑  Disney (2009), p. 277-279.
134. ↑  Bethell (1985), p. 177–178.
135. ↑  Levine (2003), p. 59–61.
136. ↑  Newitt (2005), p. 335.
137. 1 2  Lisboa (2008), p. 134.
138. ↑  Wheeler (1998), p. 48-61.
139. ↑  Vincent-Smith (1974), p. 620–629.
140. ↑  Wheeler (1998), p. 128.
141. ↑  Thomas (1951), p. 47–50.
142. ↑  Koffi (2012), p. 98.
143. ↑  Pearson (1987), p. 158.
144. ↑  Pearson (1987), p. 160.
145. ↑  Anderson (2000), p. 153.
146. ↑  Oliveira (2017), p. 1.
147. ↑  "CPLP Histórico – Como surgiu?" (بالبرتغالية). CPLP. Archived from the original on 2022-06-27. Retrieved 2015-12-16.
148. ↑  "Cataloging Policy and Support Office: Macau". مكتبة الكونغرس. مؤرشف من الأصل في 2022-06-28. اطلع عليه بتاريخ 2012-07-12.
149. 1 2  pt:CPLP
150. ↑  "CPLP". مؤرشف من الأصل في 2009-11-27. اطلع عليه بتاريخ 2010-08-12.
151. ↑  "língua portuguesa". مؤرشف من الأصل في 2010-10-12. اطلع عليه بتاريخ 2010-08-12.
152. ↑  Velupillai, p. 519
153. 1 2  "Multilingual Multiscript Plant Name Database: Sorting Citrus Names". جامعة ملبورن (www.search.unimelb.edu.au). مؤرشف من الأصل في 2013-05-15. اطلع عليه بتاريخ 2012-12-11.
154. ↑  Ostergren، Robert C.؛ Le Bossé، Mathias (2011). The Europeans: A Geography of People, Culture, and Environment (ط. 2nd). Guilford Press. ص. 129. ISBN:978-1-60918-140-6. مؤرشف من الأصل في 2023-11-01.
155. ↑  "ONU: Petição para tornar português língua oficial". Diario.iol.pt. 17 نوفمبر 2005. مؤرشف من الأصل في 2009-01-09. اطلع عليه بتاريخ 2010-04-21.

بالبرتغالية
1. ↑  Godinho (1965), p. 482.

وب
بالإنكليزية
1. ↑  "Thangasseri, Kollam, Dutch Quilon, Kerala". Kerala Tourism (بالإنجليزية). Archived from the original on 2023-03-29. Retrieved 2023-11-14.
2. ↑  Lynn Booker. "Tne Portuguese in the Far East" (بالإنجليزية). Algarvedailynews. Archived from the original on 2013-01-30. Retrieved 2013-04-18.
3. ↑  "'Portugal's Discovery in China' on Display". China.org (بالإنجليزية). 3 Feb 2005. Archived from the original on 2022-05-15. Retrieved 2023-11-18.
4. ↑  David Zax (09-2007). "When Portugal Ruled the Seas" (بالإنجليزية). Smithsonianmag. Archived from the original on 25-12-2012. Retrieved 18 أبريل 2013. {{استشهاد ويب}}: تحقق من التاريخ في: |تاريخ= (help)
5. ↑  
"Ships hit during WWI: Dacia". uboat.net (بالإنجليزية). Archived from the original on 2023-09-23. Retrieved 2024-01-22.
6. ↑  Andrew Walmsley. "Portuguese Fireplace" (بالإنجليزية). New Forest - Explorers Guide. Archived from the original on 2023-06-27. Retrieved 2024-01-21.
7. ↑  "Dismantling the Portuguese Empire". Time Inc. (بالإنجليزية). 7 Jul 1975. Archived from the original on 2009-01-13.
8. ↑  "East Timor: Birth of a nation". BBC (بالإنجليزية). 19 May 2002. Archived from the original on 2023-04-26. Retrieved 2023-11-18.
9. ↑  "Macau and the end of empire". BBC (بالإنجليزية). 18 Dec 1999. Archived from the original on 2015-10-16. Retrieved 2024-01-23.

بالبرتغالية
1. ↑  "Declaração Conjunta Do Governo Da República Portuguesa e Do Governo Da República Popular Da China Sobre a Questão De Macau" (بالبرتغالية). Governo da RAEM. 6 Jun 1988. Archived from the original on 2023-04-12. Retrieved 2024-01-20.

### معلومات المراجع
الدوريات المُحكَّمة (مرتبة حسب تاريخ النشر)
- Thomas, H.B. (1951). "The Kionga Triangle". Tanganyika Notes and Records (بالإنجليزية). 31: 47–50. QID:Q124351497.
- J. D. Vincent-Smith (1974). "The Anglo-German Negotiations over the Portuguese Colonies in Africa, 1911–1914". The Historical Journal (بالإنجليزية). 17 (03): 620–629. DOI:10.1017/S0018246X0000532X. ISSN:0018-246X. OCLC:8271426168. QID:Q56171011.
- Roger Smith (1986). "Early Modern Ship-types, 1450-1650". The Newberry Library (بالإنجليزية). 2 (3): 94–97. QID:Q121298549.
- Rogério Miguel Puga (2003). "The Presence of the Portugals in Macao and Japan in Richard Hakluyt´s navigations" (PDF). Bulletin of Portuguese-Japanese studies (بالإنجليزية). 5: 81–116. ISSN:0874-8438. OCLC:695481944. QID:Q121298602.
- Pedro Aires Oliveira (2017). "Decolonization in Portuguese Africa". Oxford Research Encyclopedia of African History (بالإنجليزية). DOI:10.1093/ACREFORE/9780190277734.013.41. ISBN:978-0-19-027773-4. OCLC:7050753213. QID:Q59885041.

الكتب (مرتبة حسب تاريخ النشر)
- Jan Huygen van Linschoten (1596), Itinerario, voyage ofte schipvaert, van Ian Huygen van Linschoten naer Oost ofte Portugaels Indien, inhoudende een corte beschryvinghe der selver landen ende zee-custen (بالهولندية), Amsterdam: Cornelis Claesz, OCLC:1046975550, QID:Q124353075
- Richard Stephen Whiteway (1899). The Rise of Portuguese Power in India, 1497–1550 (بالإنجليزية). Archibald Constable & Co. ISBN:1-169-77638-8. OCLC:1355888569. QID:Q120631025.
- Carlos Jesús Bermejo Caja (1902). Historic Macao (بالإنجليزية). Kelly & Walsh, Ltd. ISBN:978-1-14322-535-2. OCLC:12751909. QID:Q120630314.
- Hubert Herring (1968). A History of Latin America: From the Beginnings to the Present (بالإنجليزية). Alfred A. Knopf. ISBN:0-224-60284-5. OCLC:2656118. OL:32105378M. QID:Q121091853.
- A. J. R. Russell-Wood (1968), Fidalgos and Philanthropists: The Santa Casa da Misericórdia of Bahia, 1550–1755 (بالإنجليزية), University of California Press, ASIN:B0006BWO3O, OCLC:2496, QID:Q121157602
- Vitorino Magalhães Godinho (1963), Os Descobrimentos e a Economia Mundial (بالبرتغالية), Q4785161, ASIN:B004VLSWWM, OCLC:9687516, QID:Q120077178
- L. S. Stavrianos (1971). The World Since 1500: A Global History (بالإنجليزية). Prentice Hall. ISBN:978-0-13-968172-1. OCLC:39897400. OL:21140538M. QID:Q120077093.
- Charles Ralph Boxer (1969). The Portuguese Seaborne Empire 1415–1825 (بالإنجليزية). Alfred A. Knopf. ISBN:0-09-097940-0. OCLC:24751788. OL:4774302M. QID:Q120074107.
- Manuel Luciano da Silva (1971), Portuguese Pilgrims and Dighton Rock: The First Chapter in American History (بالإنجليزية), ASIN:B003B8WOP2, QID:Q125373086
- Ernest S. Dodge. Islands and Empires: Western Impact on the Pacific and East Asia (بالإنجليزية). University of Minnesota Press. ISBN:978-0-8166-0788-4. OCLC:2463321. OL:5215346M. QID:Q120630507.
- Lewis H. Gann; Peter Duignan (1972). Africa and the World: An Introduction to the History of Sub-Saharan Africa from Antiquity to 1840 (بالإنجليزية). University Press of America. ISBN:978-0-76181-520-4. OCLC:42290976. OL:46443M. QID:Q120077315.
- António Henrique Rodrigo de Oliveira Marques (1972). History of Portugal: From Lusitania to Empire (بالإنجليزية). Columbia University Press. ISBN:978-0-23103-159-2. OCLC:1290023666. OL:4585146M. QID:Q121091908.
- Michael Pearson (1976). Merchants and rulers in Gujarat: the response to the Portuguese in the sixteenth century (بالإنجليزية). University of California Press. ISBN:978-0-52002-809-8. OCLC:1376935128. OL:5071872M. QID:Q120681527.
- Bailey Wallys Diffie (1977). Foundations of the Portuguese Empire, 1415–1580 (بالإنجليزية). University of Minnesota Press. ISBN:978-0-8166-0850-8. OCLC:227038282. OL:8069808M. QID:Q120074089.
- Advanced Study in the History of Medieval India (بالإنجليزية). Sterling Publishing. ISBN:978-81-207-0617-0. OCLC:896754752. OL:13129869M. QID:Q120599055.
- Thomas Gerard Gallagher (1982). Portugal: A Twentieth Century Interpretation (بالإنجليزية). St. Martin's Press. ISBN:978-0-71900-876-4. OCLC:8866758. OL:3500159M. QID:Q121289443.
- James Lockhart (1983). Early Latin America: a history of colonial Spanish America and Brazil (بالإنجليزية). Cambridge University Press. ISBN:0-521-29929-2. OCLC:1048770408. OL:3503152M. QID:Q121298427.
- Lyle N. McAlister (1984). Spain and Portugal in the New World, 1492–1700 (بالإنجليزية). University of Minnesota Press. ISBN:978-0-81661-218-5. OCLC:505216933. OL:3179164M. QID:Q120146929.
- Tikiri Abeyasinghe (1986). Jaffna Under the Portuguese (بالإنجليزية). ISBN:978-955-552-000-3. OCLC:75481767. OL:2513010M. QID:Q120147193.
- Michael Pearson (1987). The Portuguese in India (بالإنجليزية). Cambridge University Press. ISBN:0-521-25713-1. OCLC:1380360642. OL:2723504M. QID:Q122723981.
- K. M. Mathew (1988). History of the Portuguese Navigation in India, 1497-1600 (بالإنجليزية). ISBN:978-81-7099-046-8. OCLC:19489994. OL:2162960M. QID:Q120681561.
- Teotonio de Souza (1990). Goa Through the Ages: An economic history (بالإنجليزية). ISBN:81-7022-259-1. OCLC:25416090. OL:13137635M. QID:Q120598969.
- M. C. Ricklefs. A History of Indonesia since c. 1300 (بالإنجليزية). Macmillan Publishers. ISBN:0-333-57689-6. OCLC:228364049. OL:1135607M. QID:Q120599259.
- Robert Shadle, ed. (1991). Historical dictionary of European imperialism (بالإنجليزية). New York City: Greenwood Press. ISBN:978-0-313-26257-9. OCLC:21950673. OL:1878104M. QID:Q124352984.
- John A. Crowe (1992). The epic of Latin America (بالإنجليزية) (4th ed.). University of California, Berkeley: University of California Press. ISBN:978-0-520-07723-2. OCLC:24467590. OL:28423740M. QID:Q124358788.
- Donald F. Lach (1994). Asia in the Making of Europe: The Century of Discovery (بالإنجليزية). University of Chicago Press. ISBN:978-0-226-46708-5. OCLC:295911. OL:36783529M. QID:Q120599424.
- Barbara A. Tenenbaum, ed. (1996). Encyclopedia of Latin American History and Culture (بالإنجليزية). New York City: Charles Scribner's Sons. ISBN:978-0-684-19253-6. LCCN:95031042. OCLC:32819451. OL:795203M. QID:Q124357695.
- Geoffrey Vaughan Scammell (1997). The First Imperial Age: European Overseas Expansion c. 1400–1715 (بالإنجليزية). Routledge. ISBN:978-0-41509-085-8. OCLC:44798520. OL:19255191M. QID:Q120147128.
- Hugh Thomas (1997). The slave trade : the story of the Atlantic slave trade, 1440-1870 (بالإنجليزية). Simon & Schuster. ISBN:978-0-684-83565-5. OCLC:40852422. OL:7721607M. QID:Q121298451.
- Douglas L. Wheeler (1998). Republican Portugal: A Political History, 1910–1926 (بالإنجليزية). University of Wisconsin Press. ISBN:0-299-07450-1. OCLC:3327378. OL:4547064M. QID:Q122723885.
- Capistrano de Abreu (1998). Chapters of Brazil's colonial history, 1500-1800 (بالإنجليزية). Translated by Arthur Brakel. New York City, Oxford: Oxford University Press. ISBN:978-0-19-802631-0. OCLC:301983462. OL:53283188M. QID:Q124336272.
- A. J. R. Russell-Wood (1998). The Portuguese Empire 1415–1808 (بالإنجليزية). Johns Hopkins University Press. ISBN:0-8018-5955-7. OCLC:38602164. OL:344761M. QID:Q120077152.
- Henry Kamen (1999). Philip of Spain (بالإنجليزية). Yale University Press. ISBN:978-0-30007-800-8. OCLC:41028189. OL:28536898M. QID:Q121288949.
- Brazil (بالإنجليزية). American Psychological Association. 2000. ISBN:978-0-88729-130-2. OCLC:41267312. OL:8197510M. QID:Q121157617.
- David Russo (2000). American History from a Global Perspective: An Interpretation (بالإنجليزية). Praeger Publishers. ISBN:978-0-27596-896-0. OCLC:50321995. OL:50322M. QID:Q120073934.
- Clive Ponting (2000). World History: A New Perspective (بالإنجليزية). Chatto & Windus. ISBN:978-0-71266-572-8. OCLC:966115827. OL:7794445M. QID:Q120077213.
- James M. Anderson (2000). The History of Portugal (بالإنجليزية). Greenwood Publishing Group. ISBN:0-313-31106-4. OCLC:61255254. OL:45904M. QID:Q120077330.
- David B. Abernethy (2000). The Dynamics of Global Dominance: European Overseas Empires 1415–1980 (بالإنجليزية). Yale University Press. ISBN:0-300-09314-4. OCLC:44089394. OL:9657231M. QID:Q120074692.
- Allister Macmillan (2000). Mauritius Illustrated (بالإنجليزية). Educa. ISBN:0-313-31106-4. OCLC:61255254. OL:45904M. QID:Q120147309.
- John Thornton (2000). Warfare in Atlantic Africa, 1500–1800 (بالإنجليزية). Routledge. ISBN:978-1-13536-584-4. OCLC:71348537. OL:37292626M. QID:Q121038901.
- B. S. Shastry (2000). Goa-Kanara Portuguese Relations, 1498–1763 (بالإنجليزية). ISBN:978-81-7022-848-6. OCLC:649053467. OL:172565M. QID:Q120598909.
- Timothy J. Coates (2002). Convicts and Orphans: Forced and State-Sponsored Colonization in the Portuguese Empire, 1550–1755 (بالإنجليزية). Stanford University Press. ISBN:978-0-80473-359-5. OCLC:46835474. OL:17036754M. QID:Q120077039.
- Exiles, Allies, Rebels: Brazil's Indianist Movement, Indigenist Politics, and the Imperial Nation-State (بالإنجليزية). Greenwood Publishing Group. 2000. ISBN:978-1-85109-549-0. OCLC:123968550. OL:35466679M. QID:Q121157645.
- H. V. Bowen; Margarette Lincoln; Nigel Rigby, eds. (2002). The worlds of the East India Company (بالإنجليزية). Woodbridge: Boydell Press. ISBN:978-0-85115-877-8. OCLC:59417834. OL:15526219M. QID:Q124360241.
- Jon Cowans, ed. (2003). Early modern Spain: a documentary history (بالإنجليزية). Philadelphia: University of Pennsylvania Press. ISBN:978-0-8122-3716-0. OCLC:51330154. OL:9620036M. QID:Q124359947.
- Robert M. Levine (2003). The History of Brazil (بالإنجليزية). New York City: Palgrave Macmillan. ISBN:978-1-4039-6255-3. OCLC:60856562. OL:8400184M. QID:Q124351459.
- Melvin E. Page (2003). Colonialism: An International, Social, Cultural, and Political Encyclopedia (بالإنجليزية الأمريكية). أي بي سي-كليو. ISBN:1-57607-335-1. OCLC:53177965. OL:3676614M. QID:Q120073968.
- Paul H. Kratoska. South East Asia, Colonial History: Imperialism before 1800 (بالإنجليزية). Taylor & Francis. ISBN:978-0-415-21540-4. OCLC:45532513. OL:33363926M. QID:Q120599284.
- Max Quanchi; John Robson (2005). Historical dictionary of the discovery and exploration of the Pacific islands (بالإنجليزية). Lanham: Scarecrow Press. ISBN:978-0-8108-6528-0. OCLC:665817422. OL:35757291M. QID:Q124329595.
- Malyn Newitt. History of Portuguese Overseas Expansion, 1400–1668 (بالإنجليزية). Routledge. ISBN:0-415-23979-6. OCLC:252738371. OL:3290646M. QID:Q120074099.
- Pamela White (2005). Exploration in the World of the Middle Ages, 500–1500 (بالإنجليزية). Facts on File. ISBN:978-1-60413-193-2. OCLC:290489447. OL:24062054M. QID:Q120077284.
- David Brion Davis (2006). Inhuman Bondage: The Rise And Fall of Slavery in the New World (بالإنجليزية). Oxford University Press. ISBN:978-0-19514-073-6. OCLC:62281901. OL:25770072M. QID:Q120077235.
- Junius P. Rodriguez (2007). Slavery in the United States: A Social, Political, and Historical Encyclopedia (بالإنجليزية). ABC-CLIO. ISBN:978-1-85109-544-5. OCLC:123968550. OL:8969974M. QID:Q120077128.
- Linda Heywood; John Thornton (2007). Central Africans, Atlantic Creoles, and the Foundation of the Americas, 1585-1660 (بالإنجليزية). Cambridge University Press. ISBN:978-0-52177-065-1. OCLC:77494467. OL:17555696M. QID:Q121039112.
- Peter C. Mancall (2007). The Atlantic World and Virginia, 1550-1624 (بالإنجليزية). University of North Carolina Press. ISBN:978-0-80783-883-9. OCLC:649857333. OL:29777393M. QID:Q121038637.
- Francisco Bethencourt; Diogo Ramada Curto (2007). Portuguese Oceanic Expansion, 1400–1800 (بالإنجليزية). Cambridge University Press. ISBN:978-0-52184-644-8. OCLC:67361089. OL:15983704M. QID:Q120077257.
- Ziggy Marley (2008). Wars of the Americas: A Chronology of Armed Conflict in the Western Hemisphere (بالإنجليزية). University of Oklahoma Press. ISBN:978-1-59884-100-8. OCLC:232359280. OL:12498239M. QID:Q121091875.
- Maria Manuel (2008). Paula Rego's Map of Memory: National and Sexual Politics (بالإنجليزية). Ashgate Publishing. ISBN:978-0-7546-0720-5. OCLC:49679339. OL:22536032M. QID:Q122723810.
- Portuguese Trade in Asia Under the Habsburgs, 1580–1640 (بالإنجليزية). Johns Hopkins University Press. 2008. ISBN:978-0-8018-8754-3. OCLC:712532142. OL:9818067M. QID:Q121289429.
- Liam Matthew Brockey (2008). Portuguese Colonial Cities in the Early Modern World (بالإنجليزية الأمريكية). Q4805028. ISBN:0-7546-6313-2. OCLC:965444351. OL:16636580M. QID:Q120074003.
- Patrick O'Flanagan (2008). Port Cities of Atlantic Iberia, C. 1500-1900 (بالإنجليزية). Ashgate Publishing. ISBN:978-0-7546-6109-2. OCLC:950005378. OL:22695121M. QID:Q120681512.
- Africa and the Americas: Culture, Politics, and History: A Multidisciplinary Encyclopedia (بالإنجليزية). ISBN:978-1-85109-441-7. OCLC:232358588. OL:11949316M. QID:Q120074072.
- Gerald W. R. Ward (2008). The Grove Encyclopedia of Materials & Techniques in Art (بالإنجليزية). Oxford: Oxford University Press. ISBN:978-0-19-531391-8. LCCN:2008002486. OCLC:191090401. OL:16444215M. QID:Q66763510.
- Anthony R. Disney (2009). A History of Portugal and the Portuguese Empire (بالإنجليزية). Cambridge University Press. ISBN:978-0-52173-822-4. OCLC:558951192. OL:26023400M. QID:Q120147264.
- Keat Gin Ooi (2009). Historical Dictionary of Malaysia (بالإنجليزية). The Globe Pequot Publishing Group. ISBN:978-0-8108-5955-5. OCLC:288932956. OL:22843026M. QID:Q120599383.
- Mesut Uyar; Edward J. Erickson (2009). A military history of the Ottomans: from Osman to Atatürk (بالإنجليزية). Westport: Praeger Security International. ISBN:978-0-275-98876-0. OCLC:435778574. OL:23988442M. QID:Q124351444.
- Barbara West (2009). Encyclopedia of the Peoples of Asia and Oceania (بالإنجليزية). Facts on File. ISBN:978-0-8160-7109-8. OCLC:370717954. OL:11360683M. QID:Q120599470.
- James Mahoney (2010). Colonialism and Postcolonial Development Spanish America in Comparative Perspective (بالإنجليزية). Cambridge University Press. ISBN:978-0-52111-634-3. OCLC:650325191. OL:25971664M. QID:Q121157588.
- Pius Malekandathil (2010). Maritime India: Trade, Religion and Polity in the Indian Ocean (بالإنجليزية). Primus Books. ISBN:978-93-80607-01-6. OCLC:851267861. OL:24470269M. QID:Q120681542.
- François Gipouloux (2011). The Asian Mediterranean: Port Cities and Trading Networks in China, Japan and Southeast Asia, 13th–21st Century (بالإنجليزية). Edward Elgar Publishing. ISBN:978-0-85793-426-0. OCLC:755414485. OL:25330619M. QID:Q120599318.
- A Comprehensive History of Medieval India: Twelfth to the Mid-Eighteenth Century (بالإنجليزية). 2011. ISBN:978-81-317-3202-1. OCLC:991819668. OL:30405794M. QID:Q122709374.
- Ettien N'da Koffi (2012). Paradigm shift in language planning and policy: game-theoretic solutions (بالإنجليزية). Berlin: De Gruyter Mouton. DOI:10.1515/9781934078112. ISBN:978-1-934078-10-5. ISSN:1861-0676. OCLC:785782832. OL:25102108M. QID:Q124351550.
- Sanjay Subrahmanyam (2012). The Portuguese Empire in Asia, 1500–1700: A Political and Economic History (بالإنجليزية). Wiley-Blackwell. ISBN:978-1-11827-401-9. OCLC:779165225. OL:29104920M. QID:Q120147342.
- Grant Kohn Goodman (2013). Japan and the Dutch 1600-1853 (بالإنجليزية). London: Routledge. ISBN:978-1-136-83180-5. OCLC:919303392. OL:33639040M. QID:Q124358768.
- Timothy J. Stapleton (2013). A Military History of Africa (بالإنجليزية). ABC-CLIO. ISBN:978-0-31339-569-7. OCLC:878439965. OL:28174506M. QID:Q121038369.
- Jonathan Gil Harris (2015). The first firangis: remarkable stories of heroes, healers, charlatans, courtesans & other foreigners who became Indian (بالإنجليزية). New Delhi: Aleph Book Company. ISBN:978-93-82277-63-7. OCLC:904487746. OL:30778433M. QID:Q124329628.
- Kristin C. Bloomer (2018). Possessed by the Virgin: Hinduism, Roman Catholicism, and Marian Possession in South India (بالإنجليزية). Oxford University Press. ISBN:978-0-19061-509-3. OCLC:1001340460. OL:30587992M. QID:Q120073899.
- Carl O. Sauer (2022). Sixteenth Century North America: The Land and the People as Seen by the Europeans (بالإنجليزية). University of California. ISBN:978-0-52030-865-7. OL:37986960M. QID:Q125373035.

## وصلات خارجية
- التاريخ الاستعماري البرتغالي الهولندي
- "دولة جزر الهند الغربية الحالية: نحو وصف دقيق لما تمتلكه القوى الأوروبية المختلفة في أوروبا" لتوماس كتشن